# Liste des personnages de Vampire Diaries

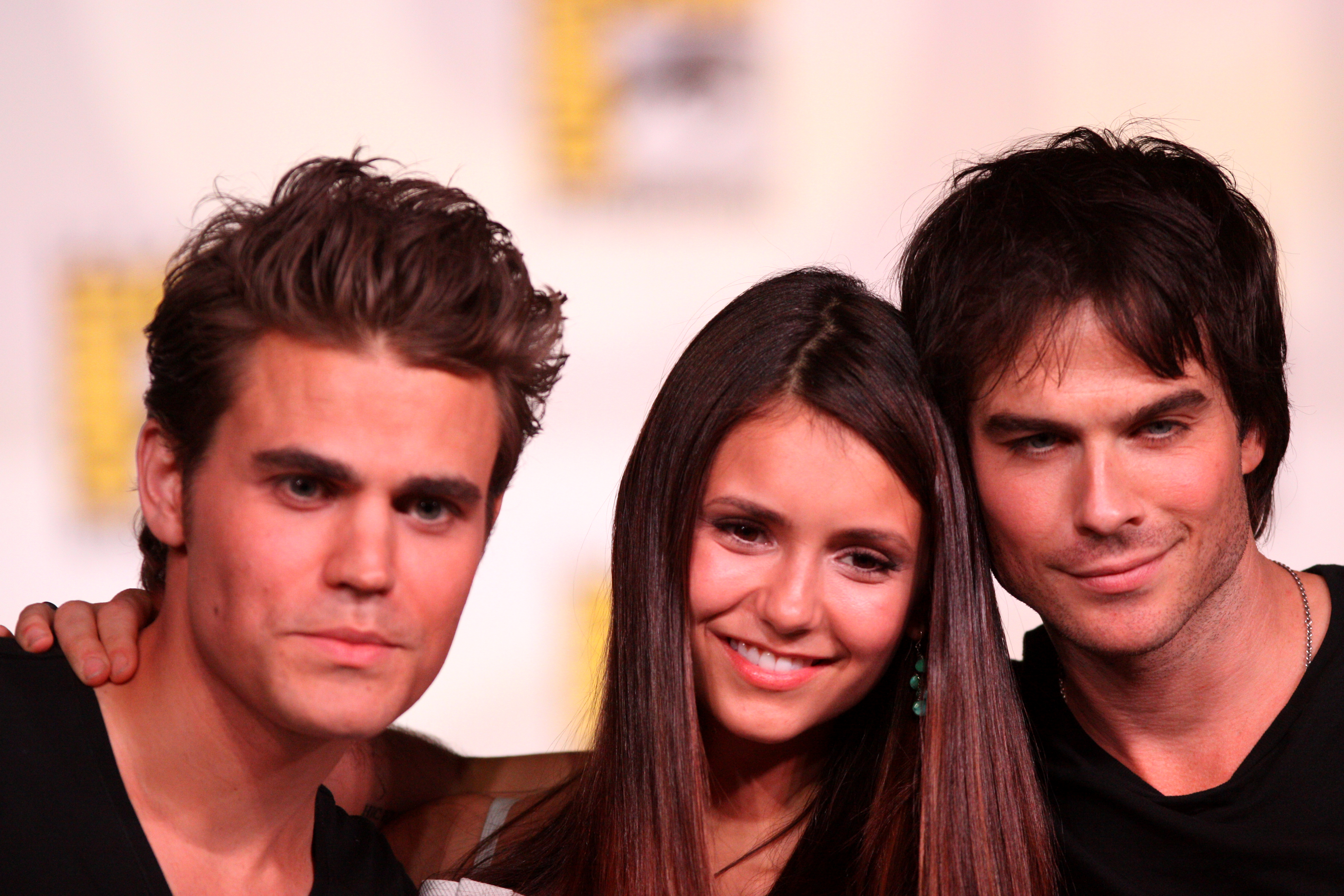
Paul Wesley (Stefan Salvatore), Nina Dobrev (Elena Gilbert) et Ian Somerhalder (Damon Salvatore)

Cet article présente les personnages de la série télévisée américaine Vampire Diaries (The Vampire Diaries), qui compte actuellement huit saisons (2009-2017).
La série est centrée sur Elena Gilbert (Nina Dobrev) et le triangle amoureux qu'elle forme avec Damon Salvatore (Ian Somerhalder) et Stefan Salvatore (Paul Wesley).
Bien que la série s'inspire de livres Journal d'un vampire, l'histoire comporte des différences. En effet, dans Vampire Diaries, Elena Gilbert est décrite différemment, aussi bien physiquement que mentalement. Son histoire diffère des livres sur quelques points. Les noms de plusieurs personnages, notamment Bonnie Bennett, Matt Donovan, Tyler, Katherine et Jenna, ont été modifiés dans la série. 
De plus, quelques personnages, comme Jeremy Gilbert, n'apparaissent pas dans les livres, tandis que d'autres ne figurent pas dans l'adaptation télévisée (Margaret Gilbert, Meredith Sulez, etc.).

## Personnages principaux
- Si vous ne connaissez pas le sujet, laissez ce bandeau (vous pouvez alors contacter les auteurs).
- Si vous supprimez le contenu mis en cause (vous pouvez préalablement contacter les auteurs),

argumentez précisément cette suppression dans la page de discussion
(un manque de référence n'est pas un argument ; une recherche réelle de référence doit avoir été effectuée, être formellement documentée).

### Elena Gilbert-Salvatore
- Elena Gilbert-Salvatore est la protagoniste et l'héroïne féminin de Vampire Diaries. Elena est la fille de Grayson et Miranda Gilbert, et la sœur aînée de Jeremy Gilbert. Elle découvre cependant qu'elle a été adoptée et que ses parents biologiques sont en réalité John Gilbert, (qu'elle prenait jusque-là pour son oncle) et Isobel Flemming, la femme d'Alaric, une jeune femme passionnée de vampires qui a même été jusqu'à se faire transformer volontairement. Elle apprend aussi qu'elle est un double Petrova, ce qui explique sa forte ressemblance avec Katherine. Elena devient un vampire, à la fin de la saison 3, grâce au sang de Damon. Elle est la meilleure amie de Bonnie Bennett et Caroline Forbes. Elle est aussi très proche de ses deux ex petits-amis, Matt Donovan et Stefan Salvatore. Elle sort actuellement avec Damon Salvatore. Lors de l'épisode final de la saison 6, Elena sera endormie par Kai. Tant que Bonnie vivra, Elena restera endormie jusqu’au dernier épisode de la saison 8.  Elena est un membre de la Famille Gilbert, une des familles fondatrices de Mystic Falls.

#### Biographie (Passé)
- Elena est une adolescente de 17 ans, née le 22 juin 1992 vivant à Mystic Falls depuis toujours. Depuis la mort de ses parents dans un accident de voiture, le 23 mai 2009, Elena vit sous la tutelle de sa tante Jenna, avec son frère Jeremy. Meilleure amie de Bonnie et de Caroline depuis son tendre enfance, la jeune fille est la reine de son lycée, très populaire et cheerleader à ses heures perdues. Belle, intelligente et courageuse , Elena est toujours là pour ses amis et compatit souvent aux malheurs de ses pairs. Obstinée, douce, fragile et sensible, elle a un grand sens de la loyauté et de l'honneur et met un point d'honneur à ne pas montrer ses sentiments, pour ne pas inquiéter ses proches et paraître forte. Elle peut heureusement se confier à son journal intime qu'elle tient depuis l'enfance, son rêve ayant été de devenir écrivain. La jeune fille a toujours eu de nombreux garçons à ses pieds, mais elle n'a eu qu'une seule histoire d'amour avant le début de la série, avec son meilleur ami d'enfance Matt Donovan. Elena décrit cette relation comme étant plus basée sur de l'amitié que de l'amour, même si Matt a toujours été très amoureux d'elle. Elle le quitte peu après la mort de ses parents. C'est alors qu'elle fait la connaissance du mystérieux Stefan Salvatore et de son frère Damon. Elle tombe d'abord sous le charme du premier et engage avec lui une relation amoureuse qui paraît inébranlable. Cependant, au fil des épisodes, elle se montre de moins en moins insensible au beau Damon qui lui promet de lui faire vivre une histoire d'amour pleine d'audace et d'aventure et de passion .

#### Saison 1
- Elena est une jeune orpheline, qui s'efforce de masquer le chagrin que lui inspire le décès brutal et tragique de ses parents, survenu quatre mois plus tôt. Elle s'inquiète beaucoup pour son petit frère, un junkie qui ne parvient pas à reprendre une vie normale. La jeune fille entre en première, au lycée de Mystic Falls. En compagnie de ses amies, Caroline Forbes et Bonnie Bennett et de son ex, Matt, Elena est déterminée à retrouver son ancienne vie, mais ses plans vont être chamboulés par sa rencontre avec Stefan Salvatore.  La jeune fille tombe immédiatement amoureuse de lui, mais redoute une nouvelle relation après son échec avec Matt. Elle finit tout de même par céder à ses avances et Stefan et elle forment un couple uni et très amoureux. Cependant, très vite, leur relation est perturbée par Damon, le frère de Stefan, bien décidé à voler la place de celui-ci dans le cœur de la jeune femme. Elena le repousse, mais semble tout de même très troublée par ce beau voyou au beau yeux bleus et aux charme enjôleur. Quand elle rencontre Damon, il lui parle de Stefan et lui révèle qu’il ne s'est pas remis de l’histoire avec Katherine : son ex. Elena doute alors de la sincérité de Stefan et se dispute souvent avec lui à ce sujet. Convaincue qu'il cache un lourd secret, Elena finit par découvrir la vérité : les deux frères sont des vampires, âgés de plus d'un siècle. Effrayée, elle s'enfuit et rejette Stefan, malgré ses explications. Il parvient tout de même à la reconquérir mais leur couple est à nouveau menacé, cette fois-ci lorsque Elena découvre son incroyable ressemblance avec Katherine Pierce, le premier amour de Stefan et Damon et également celle qui les a transformés en vampire. La jeune fille apprendra par la suite que ses parents, Miranda et Grayson Gilbert, l'ont adoptée et qu'elle est une descendante de Katherine. Après de nombreuses recherches, Elena découvre que son oncle, John Gilbert, est en réalité son père et que sa mère, Isobel Flemming, a été transformée en vampire par Damon.

#### Saison 2
- Dans la deuxième saison, elle découvre qu'elle est un Double Petrova, tout comme Katherine Pierce, son ancêtre. De ce fait, les vampires et les loups-garous sont à sa recherche pour pouvoir briser une malédiction millénaire dite « de la Pierre de Lune ». En effet, cette malédiction rend les vampires esclaves du Soleil et les loups serviteurs de la Lune; une fois ce sort brisé par les vampires, ceux-ci pourront sans danger sortir en plein jour mais, en contrepartie, les loups-garous devront se transformer chaque soir de plein lune. Si à l'inverse, les lycanthropes annulent le maléfice, ils pourront se transformer à volonté tandis que les vampires se terrerons éternellement dans la nuit. Elena est retrouvée par Klaus, un dangereux vampire faisant partie des tout premiers représentants de la race, les Originels. Ce terrible individu veut la sacrifier pour briser la malédiction. Klaus a, en fait, inventé cette histoire de Pierre de Lune pour tromper les vampires et les loups-garous sur ses véritables intentions.

#### Saison 3
- Dans la saison 3, Elena tient toujours autant à Stefan, malgré le fait qu'il soit devenu un vampire sanguinaire, comme dans son passé où il était surnommé le Boucher. Elle lutte de toutes ses forces pour l'aider à se libérer de l'emprise de Klaus, qui l'oblige à commettre des atrocités. Elle commence alors à se rapprocher de Damon jusqu'à échanger un baiser avec lui à la fin de l'épisode 10. Peu après, Stefan fait son retour à Mystic Falls et retrouve petit à petit son humanité et son amour passionnel pour Elena. Les proches de la jeune fille l'incitent à choisir définitivement entre les deux frères. Elle semble donner sa préférence à Stefan puisqu'elle l'a rencontré en premier, "au bon moment" comme elle le dit elle-même. Elle ne peut cependant cacher sa forte attirance pour Damon et son choix ne paraît que temporaire. Victime d'un tragique accident de voiture, causé par Rebekah, au même endroit où ses parents ont perdu tous deux la vie, Elena meurt noyée. Ce que tous ignorent, c'est qu'elle avait du sang de vampire dans les veines et lorsqu'elle se réveille à l'hôpital, c'est pour entamer sa transformation.

#### Saison 4
- Dans la quatrième saison, Elena se réveille ne se souvenant pas de ce qu'il lui est arrivé. Stefan a sauvé la vie de Matt, qui était dans l'accident avec Elena. Cependant, Damon lui annonce qu'il n'a pas pu la sauver elle. Elle comprend alors qu'elle est devenue un vampire. Toutes ses émotions sont amplifiées. Elle le gère mais ne veut pas faire de mal à des humains. Elle doit donc se nourrir de sang animal, mais son organisme le rejette. Elle se tourne donc vers Damon, qui est en conflit avec son frère quant à son régime alimentaire. Il lui apprend à se nourrir de sang humain sans tuer pour autant. Lors d'une fête, ils se nourrissent de sang humain et dansent. Par la suite, elle se fera mordre par un loup garou et aura des hallucinations en voyant Damon à la place de Stefan. Elle rompt par la suite avec Stefan, car ses sentiments envers Damon se révèleront beaucoup plus fort. Elle passera sa première nuit avec Damon, cependant il apparaîtra qu'elle est asservie à lui car il lui a fait boire son sang et que chaque nouveaux sentiments ressentis seraient alors factices. Très vite, la situation deviendra compliquée car elle perdra Jeremy dans l'épisode 15 et Damon lui ordonnera d'éteindre ses émotions. Elle devient alors un vampire sans humanité : cruel et sans pitié. Elle tuera beaucoup de gens, se bagarrera avec Caroline et mordra Bonnie puis Matt. Elle s'alliera avec Rebekah afin de trouver le remède. Damon et Stefan trouveront finalement un moyen pour faire revenir ses émotions. Elle se rend alors compte qu'elle est réellement amoureuse de Damon. Sa meilleure amie sorcière Bonnie perdra la vie pour ramener Jeremy. Durant l’épisode 23, Katherine surgira derrière Elena pour la tuer, mais Elena lui fera boire le remède, Katherine redeviendra alors humaine.

#### Saison 5
- Elena a passé l'été en compagnie de Damon et vit désormais à la pension des Salvatore avec lui et Jeremy. Elle est heureuse, mais préoccupée à cause de Stefan, qui ne donne aucun signe de vie ce qui l'inquiète profondément. Personne ne sait que Bonnie est morte, à part Jeremy qui peut voir les revenants et continue à communiquer avec elle. Elle poursuit donc une correspondance par mails et textos avec elle, car elle la croit partie en vacances avec sa mère. C'est en réalité Jérémy qui lui répond, avec l'aide du fantôme de Bonnie. Elle se liera bientôt d'amitié avec Aaron, un étudiant qui partage de nombreux points communs avec elle.  Dans l'épisode 9, elle est piégée par le Dr Maxfield car il est le tuteur légale de Aaron, mais aussi le dernier membre de la famille des Whitmore, une famille qui fréquentait une société secrète appelée l'Augustine. Damon révèle qu'il a été torturé et a subi de nombreuses expériences au sein de cette société en 1953 et qu'il a réussi a s'échapper en 1958. Pour assouvir sa vengeance, il massacra tous les représentants de la famille Whitmore, dont Aaron est le dernier membre, ce qui bouleverse Elena quand elle l'apprend. Dans l'épisode suivant, Damon décide à regrets de la quitter car il se considère mauvais pour elle et indigne de son amour.  Dans l'épisode 12, elle résiste à Katherine qui trouve un moyen d'entrer son esprit dans le corps d'Elena. Katherine se fait alors passer pour Elena. Comment va-t-elle revenir ?  Dans l'épisode 15, elle réussit finalement à reprendre le contrôle de son corps. Stefan a poignardé Katherine avec la lame de Gregor, un voyageur, et cette dernière ne passe pas de l'autre côté mais est propulsée enfer. Bien évidemment, elle s'est arrangée pour quitter le monde des vivants en beauté et a laissé à Elena un cadeau d'adieu des plus morbides : son corps est désormais infecté par le même virus que Damon, elle va devenir un Vampire Augustine !  Dans l'épisode 16, elle et Damon finissent par être guéris.  Dans l'épisode 22, Damon et Bonnie meurent, rejoignant un endroit obscur. Tout le monde est bouleversé car ils les croient morts.

#### Saison 6
- Plusieurs mois se sont passés depuis la disparition de Damon et Bonnie. Elena a des visions de Damon provoquées par des herbes hallucinogènes que Luke lui fournit, mais les effets secondaires de celles-ci décuplent sa soif de sang, la rendant meurtrière. Elle s'en prend à Monique, Caroline la stoppe puis efface sa mémoire. Mais celle-ci s'en souviendra plus tard lorsqu'elle franchira la frontière anti-magie où ses souvenirs reviendront. Elle décide alors d'arrêter sa consommation d'herbes. Elle demande ensuite à Alaric d'effacer tout ses souvenirs avec Damon. Elle ne ressent donc maintenant que du dégoût pour lui, se souvenant seulement des actes horribles qu'il a commis. Toujours bloqué dans ce que Damon appelle son "enfer personnel" avec Bonnie, ils font la rencontre de Kai, un sorcier au passé sombre.Avec l'aide de celui-ci, Damon parviendra à revenir dans le monde des vivants mais sans Bonnie, qui restera bloquée pour empêcher Kai de les suivre. Une fois revenu, sa priorité est de retrouver Elena, bien que Stefan l'informe qu'elle a effacé tout souvenirs avec lui. Damon essaiera tant bien que mal de faire revenir ses souvenirs à Elena.
- Caroline, de son côté, vient d'apprendre le cancer de sa mère et s'occupe d'elle le plus possible. Mais son cancer est trop avancé et l'emportera quelque temps après. À la suite de cela, la douleur de Caroline est tellement grande qu'elle a pris sa décision, elle va faire taire son humanité.
- Alors que Bonnie parvient à s'échapper, elle aperçoit juste avant de basculer dans le monde réel une dame qui se révèle être la mère de Stefan et Damon. Les deux frères découvre alors qu'elle est toujours en vie, enfermé dans un monde prison.
- Damon et Elena, de nouveau amoureux l'un de l'autre, rêve d'une vie humaine à deux, de comment pourrait être leur avenir s'il n'était pas immortels. Elena ne sait pas que Damon a trouvé le remède contre le vampirisme. Il lui donnera finalement le remède, avec la promesse qu'ils deviendraient humains tous les deux. celui-ci se sent mal à l'aise car il sait qu'il a le remède contre le vampirisme en sa possession et qu'il aimerait le donner à Ella.
- Alaric, quant à lui, a rencontré la femme de sa vie, Jo. Cette dernière est enceinte de lui, et tous deux vont se marier bientôt. Cependant, le jour de la cérémonie, Kai refait surface.
- La femme d'Alaric est décédée, elle a été tuée par Kai au moment de prononcer ses vœux. Alaric est fou de chagrin. Le sorcier Kai ne s'étant pas contenté de cela, a relié la vie d'Elena a celle de Bonnie. Si l'une d'elles se réveille, alors l'autre meurt. Elena est donc plongée dans un sommeil profond pour de nombreuses années. Puis Bonnie mourra au dernier épisode tuée par la mère de Damon et Stefan

#### Saison 7
- Dans l'épisode 7x11 elle apparaît comme une hallucination de Damon.

#### Saison 8
- Elle est réveillée dans « I Was Feeling Epic » grâce à Bonnie qui a récupéré ses pouvoirs et qui a donc brisé le sort. Elle se marie avec Damon. Elle quitte la ville de Mystic Fall pendant ses études de médecin. Ensuite, Elena retourne vivre à Mystic Falls où elle vécut une vie heureuse avec Damon , Bonnie , Caroline et leurs amis .

#### Apparence et style
- Elena est une très belle jeune fille aux longs cheveux bruns. Elle est grande, mince et sportive. Elle possède un visage ovale, un teint olivâtre et des yeux en amandes. Le style d'Elena évolue tout au long de la série. Humaine, elle porte généralement une veste en cuir marron ou noire, des jeans décontractés, des hauts classiques et des débardeurs colorés et féminins. Son style se féminisera dans la saison 3, où Elena s'autorisera à porter de jolies robes avec une veste en jean et des bottines ainsi que des jupes en jean. Dans la saison 4, la jeune vampire changera radicalement de look après avoir éteint son humanité. Tout d'abord, elle bouclera ses cheveux et s'offrira une mèche rouge. Son maquillage deviendra plus prononcé. Son style deviendra plus sexy et plus audacieux, avec beaucoup plus de noir. Avec le retour de ses émotions, Elena conservera sa mèche et continuera à donner plus de volume à ses cheveux. Elle conservera un style plus recherché, toujours casual et coloré mais très féminin et plus moulant que dans les précédentes saisons. Lorsque Katherine prendra possession de son corps, elle fera enlever sa mèche rouge.

#### Dans les livres
Dans Journal d'un vampire, le personnage d'Elena Gilbert est très différent physiquement et moralement de celui de la série. Dans les livres, Elena a les cheveux blonds dorés et a des yeux qui ont la couleur des lapis-lazuli tacheté d'or. Elle a une peau très blanche. Elle est capricieuse, manipulatrice avec ses ennemies et séductrice. Elle a néanmoins des points communs avec son personnage de la série. Elle est belle, douce, intelligente, courageuse, amicale, sociale et obstinée. Elle est également en couple avec Stefan et se révèlera avoir des sentiments pour Damon. Par contre, Elena deviendra un vampire avant d'être tuée et ramenée à la vie sous forme d'un ange. Elle redeviendra ensuite humaine mais en conservant d'incroyables pouvoirs extrêmement puissants qu'elle n'arrive pas vraiment à contrôler car c'est une sentinelle. Par la suite elle fera la rencontre de plusieurs personnages avec lesquels naîtra une solide amitié (les loup-garous, ses amies dont elle se rapprochera et de nombreux autres...) et d'autres qui se révéleront être ses ennemies (Klaus, Shinichi, Misao, Inari...).
Interprétée par Nina Dobrev

### Stefan Salvatore
Interprété par Paul Wesley

### Damon Salvatore
Interprété par Ian Somerhalder

### Bonnie Bennett
Interprétée par Katerina Graham

### Caroline Forbes
Interprétée par Candice King

### Alaric Saltzman
article détaillé : Alaric Saltzman
Interprété par Matthew Davis

### Enzo
Interprété par Michael Malarkey

### Matt Donovan
Interprété par Zach Roerig et doublé en français par Yann Peira.

### Tyler Lockwood
Interprété par Michael Trevino

### Katerina PetrovaaliasKatherine Pierce
Interprétée par Nina Dobrev

### Jeremy Gilbert
Interprété par Steven R. McQueen

## Famille des Originels

### Niklaus «Klaus» Mikaelson
Interprété par Joseph Morgan
Avant les événements de la série

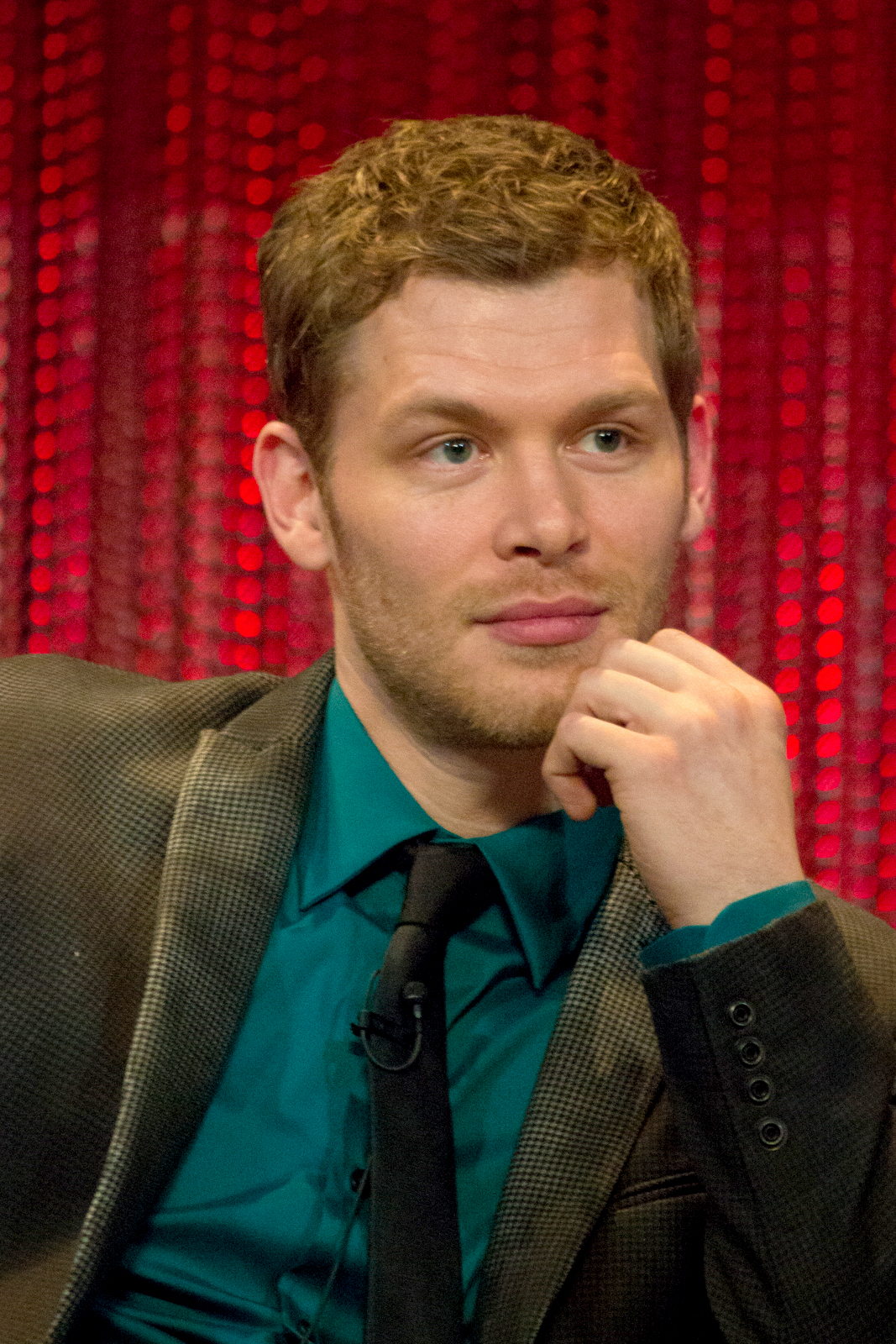
Joseph Morgan, l'interprète de Klaus Mikaelson.

Communément appelé "Klaus", il est l'antagoniste principal des deuxième et troisième saisons. Il fait partie des Originels, les premiers vampires, qui existent depuis plus de mille ans (ils étaient humains à la fin du Xe siècle). On apprend lors d'un flashback de son frère Elijah, que leur mère, une puissante sorcière, avait trompé leur père avec un loup-garou, faisant ainsi de Klaus le seul hybride vampire/loup-garou. Cependant son côté loup-garou avait été enfoui par sa propre mère, honteuse de sa faute, via une malédiction dite « de la Pierre de Lune ». Pour libérer sa part de loup-garou, il doit sacrifier dans un rituel un vampire, un loup-garou et un double Petrova.
Pendant des siècles, il a fait croire aux deux espèces surnaturelles qu’il s’agissait d’un sort qui, une fois brisé, permettra soit aux vampires de sortir en plein jour, soit aux loups-garous de se transformer quand ils le désireront. De ce fait, les deux espèces ont activement participé à retrouver un double Petrova. Katherine était le premier sosie qu'il a trouvé mais elle s'est fait transformer pour devenir inutile au rituel et s’est enfuie avec la Pierre de Lune.
Saison 2
Cinq cents ans plus tard, Klaus apprend par Isobel Flemming qu'il existe un nouveau double Petrova : Elena Gilbert. Il retrouve par la même occasion Katherine, et décide de se venger d'elle. Il entre en possession du corps d'Alaric Saltzman pour espionner Elena et son groupe d'amis. Après avoir retrouvé la Pierre de Lune grâce à Isobel, il quitte le corps d'Alaric pour réinvestir le sien et prépare son rituel mais le groupe, avec l'aide d'Elijah — qui pense que son frère a décimé toute leur famille — a mis au point un plan pour le tuer. Ils décident ainsi de laisser Klaus accomplir son rituel (tout en s'assurant qu'Elena revienne d'entre les morts par la magie) afin de l'attaquer au cours de sa mutation en hybride, pendant laquelle il sera le plus vulnérable.Pour le rituel il a sacrifié Julia ,une amie de Tyler. Lorsque Bonnie parvient à affaiblir suffisamment Klaus pour qu'il puisse être tué, Elijah se laisse attendrir par son frère qui lui dit qu’il n’a pas jeté les corps de leur famille à la mer et qu'il les garde dans des cercueils. Elijah le sauve alors puis s’enfuit avec lui mais Klaus le tue ensuite. Quand Stefan vient demander à l'hybride un remède pour sauver Damon — à la suite de la morsure de Tyler — on apprend que le seul remède est le sang de Klaus mais pour l'obtenir et sauver son frère, il oblige Stefan à se joindre à lui..Le père d Elena meurt dans cet épisode.
Saison 3
Dans la troisième saison, Klaus avoue à Stefan qu'ils se sont connus à Chicago dans les années 1920, alors que Stefan flirtait avec Rebekah, la sœur cadette de Klaus ; ce dernier détestait Stefan, avant qu'ils ne deviennent amis au point de se considérer comme frères. Klaus et Rebekah, qui fuyaient alors un autre vampire nommé Mikael, se sont enfuis et Klaus avait alors effacé la mémoire de Stefan, afin de couvrir leurs traces. Il comprend par la suite qu'Elena, qu'il croyait avoir tuée lors du rituel, est toujours en vie ; il pense tout d'abord qu'elle est à l'origine de son échec pour créer des hybrides et qu'il doit la tuer, avant de se rendre compte que son sang en est la clef. Il parvient ainsi à créer son premier hybride, Tyler, en le forçant à boire son propre sang, puis en le tuant et enfin en le nourrissant du sang d'Elena peu après son réveil, afin d'achever la mutation. À la suite de cela, Tyler sera alors reconnaissant à Klaus d'avoir fait cesser sa malédiction et se sentira loyal envers lui du fait que son sang coule dans ses veines. Mikael, que Klaus et Rebekah fuyait dans les années 1920 n'est autre que le père de ces derniers. Il est réveillé par Katherine dans le but qu'il les débarrasse de Klaus. Mikael n'a jamais vraiment apprécié Klaus pour ce qu'il est ; en premier lieu car il n'est pas son véritable fils et en deuxième lieu car son impulsivité l'a toujours rendu faible et négligent. D'autre part, on découvre en flashback, que la famille des Originaux fut transformée en vampire à la suite d'un sortilège de protection exécuté par Esther Mikaelson, leur mère, qui souhaitait protéger ses enfants des loups-garous à la suite de la mort de son jeune fils Henrik, tué à cause de la négligence de Klaus alors que tous deux s'étaient aventurés dehors une nuit de pleine lune. Mikael obligea ensuite ses enfants à compléter le rituel en buvant du sang humain, pour achever leur mutation en vampires. À la suite de cela, une irrépressible soif de sang se manifesta, les obligeant ainsi à tuer des humains pour s'abreuver de leur sang. C'est ainsi que Klaus déclencha en lui son gène de loup-garou, faisant ainsi éclater la vérité sur son véritable géniteur, après quoi Esther, par peur, lui imposa la malédiction hybride avant de lui tourner le dos. Son impulsivité exacerbée par sa mutation en vampire, combinée à son agressivité de lycanthrope, conduisit alors Klaus, dans un terrible accès de rage, au meurtre de sa mère en lui arrachant le cœur de la poitrine sous les yeux de Mikael - avant de prendre la fuite avec Elijah et Rebekah, leur faisant croire que c’était Mikael le responsable du meurtre. Ce dernier se mit alors à pourchasser Klaus sans relâche afin de le tuer, tandis que le reste de la famille se dispersa mais n’arriva pas à échapper à Klaus qui planta une dague en plein cœur à chacun de ses frères et sœurs (Finn, Kol, Rebekah et Elijah). Klaus étant un hybride, la dague semble être inutile sur lui. Seul le bois du Vieux Chêne Blanc est capable de le tuer mais cet arbre fut brûlé par les membres de sa famille qui craignaient qu'on s'en serve contre eux. Toutefois, Mikael en conserva un morceau qu'il tailla en pieu, faisant ainsi de lui l'unique possesseur d'une arme capable de vaincre définitivement un des Originaux, ce qui explique pourquoi Klaus le redoute tant. Averti par les menaces de Damon de l'arrivée imminente de Mikael, Klaus décide de quitter la ville précipitamment. Il hypnotise alors Stefan, le contraignant à « éteindre » pour de bon son humanité et à lui obéir sans opposer de résistance. Il lui demande ensuite de surveiller Elena et de veiller à sa sécurité, après quoi il prend la fuite, emportant avec lui une poche remplie du sang d'Elena, nécessaire à la création d'hybrides. Il reviendra à Mystic Falls quelques jours plus tard, à la suite d'un appel de Stefan lui annonçant la mort de Mikael, poignardé à l'aide d'une dague. Il s'agit en fait d'un piège destiné à l'attirer en ville, où Mikael, Damon, Stefan, Elena, Katherine et Rebekah (qui apprit entre-temps qui était le vrai responsable du meurtre de leur mère) ont élaboré un plan pour le tuer. Tous souhaitent en effet se libérer de l'emprise que Klaus exerce sur leur vie, en particulier Stefan qui a été privé de son libre-arbitre et a tout perdu à cause de lui, tandis que Mikael aspire de son côté à venger la mort de sa femme. Toutefois, la situation échappe à leur contrôle quand ils s'aperçoivent que Klaus s'est constitué un bataillon d'hybrides, qui l'accompagne afin de le protéger et le servir. Tandis que Damon et Mikael prévoient de tuer Klaus lors du bal de rentrée organisé par ce dernier chez Tyler, Katherine apprend au cours de la soirée de la bouche de Klaus (qui croit qu'il s'agit d'Elena) que le tuer reviendrait à condamner Damon car ses hybrides ont pour ordre de le tuer si Klaus venait à mourir. Elle en avertit aussitôt Stefan qui parvient in extremis à empêcher la mort de Klaus alors que Damon s'apprêtait à l'achever avec le pieu en Chêne Blanc. Aussitôt, Klaus en profite pour s'emparer de l'arme de Mikael et la retourne contre lui, lui enfonçant dans le cœur et le tuant sur le coup, sous les yeux horrifiés de Damon. En guise de remerciements, Klaus libère finalement Stefan de son hypnose mais contre toute attente, ce dernier décide de garder son humanité « éteinte » et de se venger en s'emparant des cercueils dans lesquels Klaus conserve les autres membres de sa famille. Une guerre sans merci opposant Klaus à Stefan est alors déclarée. Un peu plus tard, Klaus ordonnera à Tyler de mordre Caroline le jour de son anniversaire mais Tyler refuse. Cependant, étant donné que ce dernier a été asservi, il se retrouve fidèle à Klaus contre sa propre volonté. Tyler ira voir Caroline et pendant un baiser passionné, la mordra. Plus tard dans l'épisode, Klaus rend visite à Liz Forbes chez Caroline en lui disant que son sang peut la sauver de la morsure de loup-garou. Caroline se retrouve anxieuse découvrant que Klaus a eu l'autorisation de rentrer chez elle et pense qu'il va la tuer. Il lui dit cependant que si elle pense que son existence n'a pas de sens sur Terre, il la laissera s'éteindre. Caroline lui avoue qu'elle ne veut pas mourir et Klaus la laisse se nourrir de son sang. Le lendemain à son réveil, Caroline se sent bien et découvre sur son chevet une boite noire sur laquelle est noué un nœud en soie blanc. C'est un cadeau de Klaus : un bracelet en diamants. Klaus commence à avoir des sentiments pour cette dernière allant jusqu’à l’inviter au bal donné par Esther au manoir Mikaelson. Dans le final de la saison 3, il se retrouve dans le corps de Tyler.
Saison 4
Dans la saison 4, il tente par tous les moyens de trouver le remède qui rendra Elena à nouveau humaine. Il continue à se rapprocher de Caroline et tue la mère de Tyler mais s'humanise de plus en plus. Il couche ensuite avec Hayley. Dans l'épisode 20, il apprend par Katherine qu'une sorcière complote contre lui. Il part à la Nouvelle-Orléans et apprend qu'Hayley porte son enfant. Il décide de s'installer là-bas pour protéger son enfant et récupérer sa ville. À la fin de la saison, il intervient pour sauver Damon et aider les habitants de Mystic Falls face aux revenants. Il fera ses adieux à Caroline le soir de la remise des diplômes.
Saison 5
Klaus réapparaît par la suite dans l'épisode 11 de la saison 5, (qui est le 100e épisode de la série) et couche avec Caroline, ce qui engendrera de lourdes conséquences sur la relation Tyler/Caroline.
Saison 7
Il apparait lors du crossover entre The originals et Vampire Diaries de l'épisode 14, où il retrouve Stefan dans un bar anti-magie et lui offre un verre mais après avoir découvert que Stefan est pourchassé par Rayna Cruz, il le chasse de la Nouvelle-Orléans. Cependant, à cause d'une conversation téléphonique très touchante avec Caroline, il le sauve ensuite en tuant la chasseuse et décide finalement de l'aider en l'envoyant voir sa sœur Freya, qui est une sorcière.
Note : Le départ de Klaus et de ses frères et sœurs de la série, à la fin de la saison 4, est justifié par la création d'une nouvelle série dérivée de The Vampire Diaries, The Originals dans laquelle Klaus sera le personnage principal. L'épisode 20 de la quatrième saison de Vampire Diaries est donc un backdoor pilot (épisode introducteur) de la série The Originals

### Elijah Mikaelson
Interprété par Daniel Gillies
Avant les événements de la série

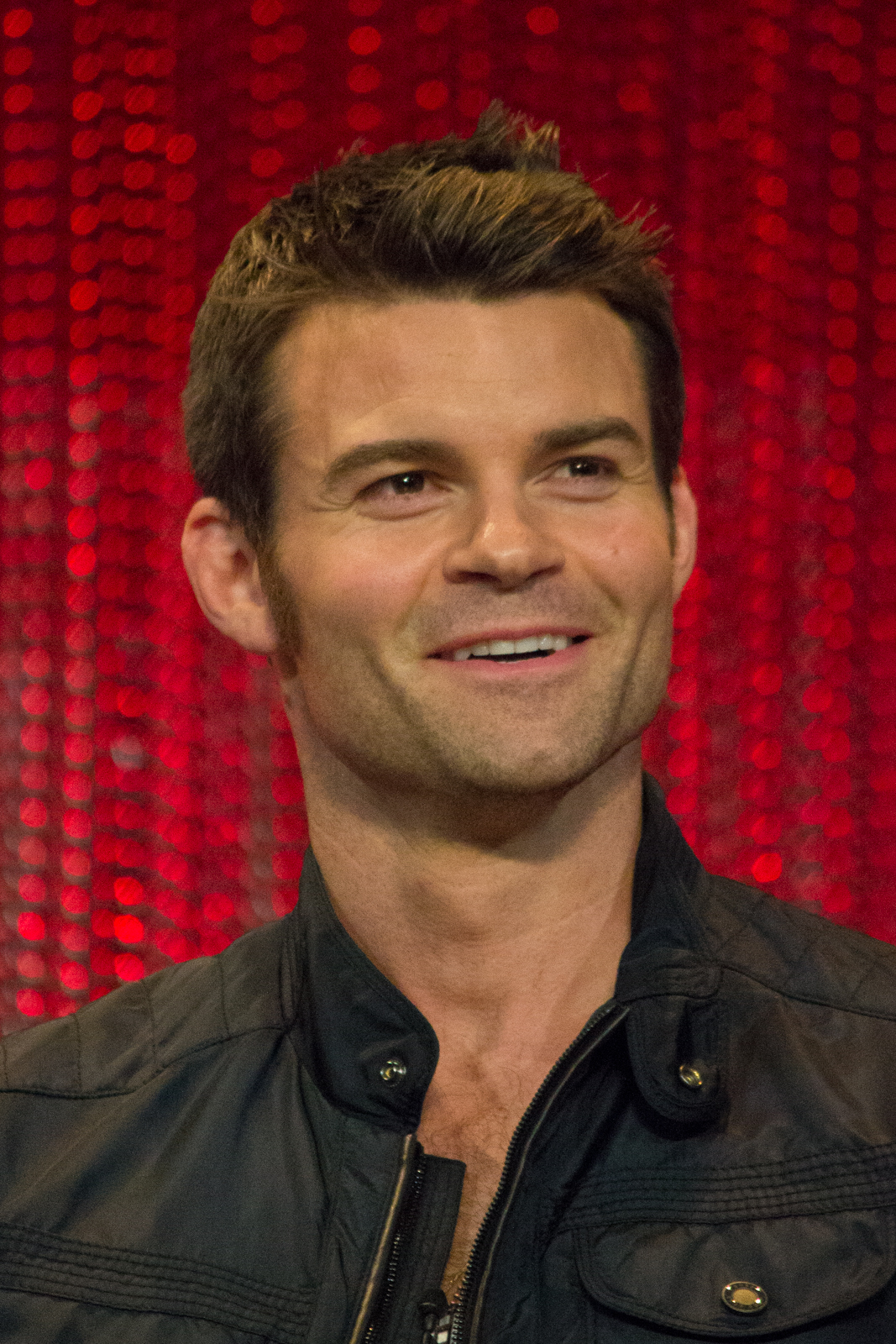
Daniel Gillies, l'interprète d'Elijah Mickaelson.

Introduit lors de la deuxième saison, Elijah fait partie des Vampires Originaux, âgés de plus de 1 000 ans. Cette famille est très puissante, et ses membres ne peuvent être tués que par un humain, et ce à l'aide d'une dague unique en argent massif trempée dans les cendres du Vieux Chêne Blanc (l'arbre qui fut utilisé dans le rituel de création des Originaux et qui leur permit de devenir immortels). Ils restent morts tant que cette dague reste plantée dans leur cœur et reviennent à la vie dès lors qu'elle est retirée et il existe également une autre arme, un pieu en chêne blanc qui peut les tuer définitivement. Courtois, loyal, respectueux mais naïf, Elijah est doté d'un immense sens de l'honneur qui le caractérise, de même que sa très grande compassion envers les humains. Lui et son frère Klaus étaient amoureux de Tatia (double Petrova) puis à peu près cinq cents ans plus tard il tombe amoureux de Katherina Petrova. Bien qu'extrêmement puissant et redouté par la plupart des vampires, il peut se montrer également incroyablement bon et généreux envers les personnes qui le méritent, malgré les circonstances qui le poussent souvent à commettre des actes violents pour servir une cause plus noble. Autrefois très proche de son frère Klaus, Elijah l'a longtemps soutenu dans son projet de briser sa malédiction hybride, jusqu'à ce que Klaus décide de pourchasser le reste de leur fratrie, et de les « tuer » pour qu'aucun ne l'empêche de réaliser son but. Désirant que leur famille soit avant tout réunie, Elijah demande plus tard à Klaus de les réveiller, mais ce dernier lui ment alors en affirmant avoir jeté leurs corps à la mer, pour qu'ils ne soient jamais retrouvés, au grand désespoir d'Elijah. À la suite de cela, Elijah décide de stopper son frère coûte que coûte, au nom de leur famille.
Saison 2
Il est contacté par les vampires Rose et Trevor, qui savent qu'il est à la recherche d'un sosie Petrova et qui comptent lui livrer Elena, qu'ils viennent de capturer. Quand il parvient à trouver Elena, il conclut un pacte avec elle, qui consiste à l'utiliser comme appât pour faire venir son frère Klaus à Mystic Falls afin de le tuer. Lors d'un récit de son passé commun avec Klaus, Elijah raconte à Elena comment il a rencontré Katherine en 1492, alors que Klaus projetait secrètement de la sacrifier pour son rituel, et avoue avoir éprouvé des sentiments pour elle à cette époque. Il avait alors tenté de sauver Katherine en demandant à Klaus de l'épargner et de trouver un autre moyen de briser le sort, mais son frère avait décliné sa requête tandis que Katherine s'était enfuie avec l'aide de Trevor, son amant, pour échapper à son destin funeste. Elena éprouve alors de la compassion pour lui et tous deux commencent à se lier d'amitié. Elijah révèle également à Elena en quoi consiste réellement la malédiction de la Pierre de Lune, à savoir qu'elle maintient enfoui le côté loup-garou de Klaus. Il dit aussi à la jeune femme qu'il veut en fait se venger de Klaus, au nom de ses frères et sœur disparus, et qu'il ne reculera donc devant rien pour le tuer. Les frères Salvatore se méfient un temps de lui avant qu'Elena les incite à collaborer avec lui pour vaincre Klaus, affirmant qu'il ne les trahira pas et qu'elle lui accorde sa confiance. Toutefois, à la fin du rituel, au moment de tuer son frère agonisant, celui-ci révèle à Elijah qu'il n'a jamais jeté à la mer les corps des membres de leur famille et qu'il sait où ils se trouvent. Elijah décide alors de le sauver, dans l'espoir de revoir les siens. Klaus donne à Elijah sa parole de réunir leur famille, mais une fois qu'il retrouve toute sa puissance, il tue Elijah d'une dague en plein cœur. Klaus met ensuite son corps dans un cercueil avec ceux des membres de leur famille, affirmant qu'il a tenu sa promesse à Elijah, celle de les réunir.
Saison 3
Au cours de la troisième saison, Damon retire la dague de son cœur pour le réveiller. Furieux que Klaus se soit joué de lui en le poignardant il y a de cela plusieurs mois, Elijah engage avec lui un violent combat, dès son réveil. Klaus finit par prendre le dessus sur son frère aîné en le menaçant d'une dague, puis lui annonce la mort de Mikael. Elijah exige alors que Klaus réveille enfin le reste de leur famille mais Klaus souhaite tout d'abord récupérer son dernier cercueil, volé par Stefan, et demande donc son aide à Elijah afin de détruire ce dernier. Toutefois, Damon a laissé un message à l'attention d'Elijah, qui accepte de le retrouver en secret, afin de discuter.
Plus tard, Elijah et Klaus accueillent dans leur maison les frères Salvatore, qu'ils ont conviés à un dîner de négociations. Elijah évoque au cours du repas le premier sosie Petrova, une jeune femme du nom de Tatia, qui initia la lignée. Il la décrit comme une femme très belle et convoitée qui fut son plus grand amour, à lui comme à Klaus. Leur mère aurait alors sacrifié Tatia afin de faire cesser leurs disputes et utilisé son sang dans le rituel de création des vampires. La soirée suit son cours jusqu'à ce que Klaus propose à Stefan un marché : Stefan doit rendre à Klaus son cercueil manquant en échange de quoi l'hybride promet de protéger Elena jusqu'à sa mort à la condition que Stefan et son frère sortent de sa vie. Stefan refuse et Klaus menace alors de le brûler vif si Damon ne lui ramène pas son cercueil, sous l'escorte d'Elijah. Toutefois, Klaus ignore que tous deux sont de mèche depuis le début. En effet, son frère se méfiant de Klaus et désirant obtenir vengeance pour ce qu'il a fait subir à sa fratrie, a réveillé le reste des siens : Kol, Finn et Rebekah, qui souhaitent tous se venger de Klaus pour différentes raisons. Ne pouvant toutefois réussir à le tuer, ils décident de le bannir de leur famille et de l'abandonner derrière eux, le laissant seul pour l'éternité.
Il est plus tard révélé à la surprise de tous que l'occupante du dernier cercueil n'est autre qu'Esther, la mère des Originaux, que tous croyaient morte depuis mille ans. Cette dernière affirme avoir pardonné Klaus pour toutes ces mauvaises actions et vouloir désormais que leur famille soit de nouveau unie. Elijah doute cependant des dires de sa mère, dont il se méfie, et fait part de ses doutes à Elena, laquelle vient d'accepter une entrevue avec Esther, qui souhaite la rencontrer. Elena accepte donc de répéter à Elijah ce qu'Esther s'apprête à lui dire mais lui ment après l'entrevue en affirmant qu'Esther ne cache rien. Elijah finit par comprendre les véritables intentions d'Esther après avoir confronté Elena : elle souhaite tuer ses enfants, qu'elle considère comme des monstres, lui y compris. Il décide alors de piéger Elena dans une caverne, sous les fondations de Mystic Falls, et demande à sa sœur Rebekah de l'empêcher de s'enfuir. Il explique ensuite à Stefan et Damon qu'il retient Elena en otage et qu'il la tuera à moins qu'ils n'acceptent de l'aider à stopper Esther. Une fois le sortilège d'Esther avorté et Elena saine et sauve, Elijah comprend alors qu'il ne vaut pas mieux que ses frères et qu'il peut lui aussi se montrer cruel et malveillant quand la situation l'exige. Il fait alors part de ses regrets à Rebekah, lui expliquant avoir abusé de son ressentiment envers Elena pour servir ses propres intérêts. Il lui présente donc ses excuses, avant de quitter la ville, laissant à Elena une lettre d'adieu dans laquelle il s'excuse pour ce qu'il lui a fait subir, et lui demandant de toujours garder sa bonté quelles qu'en soient les circonstances.
De tous les Originaux, Elijah est peut-être le plus intelligent, le plus observateur mais aussi le plus sensible aux actions de ceux qui l'entourent. En effet, en plus de mille ans d'existence, il fut trahi par tout son entourage, bien que son seul et unique souhait a toujours été de vivre en paix avec sa famille, à commencer par son propre père, Mikael, qui lui transperça le cœur pour en faire un vampire alors qu'il n'était qu'un jeune homme. Ainsi que par son frère Klaus, qui désigna Mikael comme responsable de la mort de leur mère ; ainsi, il a pu compter sur le soutien d'Elijah des siècles durant, avant de le trahir à nouveau de nos jours en lui plantant une dague dans le cœur. Mais aussi par Elena et les Salvatore bien que le vieux vampire ait passé un accord avec la jeune fille pour protéger ceux qu'elle aime avant que Klaus n'accomplisse le rituel. Il fera finalement face à Klaus avec la lourde tâche de porter le coup fatal à son frère, Elijah ne doute pas et compte bien faire payer à Klaus ce que ce dernier a fait à leur fratrie. Mais Klaus — au seuil de la mort — implore et supplie son frère aîné de lui laisser la vie sauve, il lui avoue ensuite que leur famille est en sécurité et non pas dispersée au fond de l'océan comme il lui avait fait croire. Cette nouvelle changera radicalement l'issue de la saison : Elijah épargne son frère dans l'unique but de pouvoir retrouver le reste de sa famille qu'il croyait morte depuis des siècles. Hélàs, Klaus, devenu hybride — et donc invincible — entre-temps, profite de son chantage pour finalement poignarder Elijah.
Elijah fut donc « endormi » dans un cercueil aux côtés de ses frères et de sa sœur avant d'être finalement libéré par Damon. Par la suite, il libérera sa fratrie. Après avoir vu sa mère revenir d'entre les morts, il doit de nouveau lutter contre sa propre famille, contre sa propre mère, qui n'est en fait « revenue » que pour tuer ses enfants qu'elle considère comme des abominations, y compris Elijah. Elle sera même aidée par l'un de ses enfants : Finn, l'un des frères d'Elijah. Pour sauver ses frères et sa sœur, Elijah s'en prendra à Elena pour faire pression sur les Salvatore. Ce plan réussira puisque Stefan et Damon arrêteront le rituel d'Esther mais, pour ce faire, Damon tua Abby Bennett, la mère de Bonnie. Elle deviendra finalement vampire. Honteux de lui-même, il quittera sa famille et partira seul de son côté après avoir laissé une lettre d'excuse à Elena où il lui explique que tout ce qu'il a fait, il l'a fait pour sa famille.
Pour résumer sa longue existence, c'est un vampire qui aura essayé tant bien que mal de garder sa famille réunie pendant plus d'un millénaire et qui peut se montrer sans aucune limite dès qu'il veut obtenir quelque chose. Capable d'une grande cruauté à l'instar de sa famille, il est pourtant le plus « humain » des Originaux. Si Elena apprécie beaucoup Elijah malgré leur trahison respective, Damon et Stefan ne semblent guère lui faire confiance.
Il est d'ailleurs à souligner que pendant que les Originaux étaient tous liés (après le rituel d'Esther) et que les Salvatore étaient à leurs trousses pour en tuer un des trois restants à Mystic Falls (Klaus, Rebekah et Finn malgré lui), personne parmi Elena et ses amis n'a jamais évoqué la possible mort d'Elijah alors qu'il était leur allié.
Saison 4
Dans l'épisode 20, il est à New York et est en couple avec Katherine (qui est en possession du remède contre le vampirisme) mais en réalité, celle-ci l'utilise afin qu'elle puisse gagner le pardon de Klaus. Ayant découvert les véritables intentions de Katherine grâce à Elena, Elijah décide de rompre avec elle. À la fin de la saison, il part s'installer avec Klaus à la Nouvelle-Orléans. Tout comme son frère Klaus et sa sœur Rebekah, il fera partie de la nouvelle série dérivée The Originals centrée sur la famille Originelle et tiendra l'un des rôles principaux.
Saison 5
Il fait une très courte apparition dans l'épisode 11, mais en tant qu'hallucination de Katherine que Damon a provoquée afin de torturer mentalement la jeune femme.

### Rebekah Mikaelson
Interprétée par Claire Holt
Avant les événements de la série

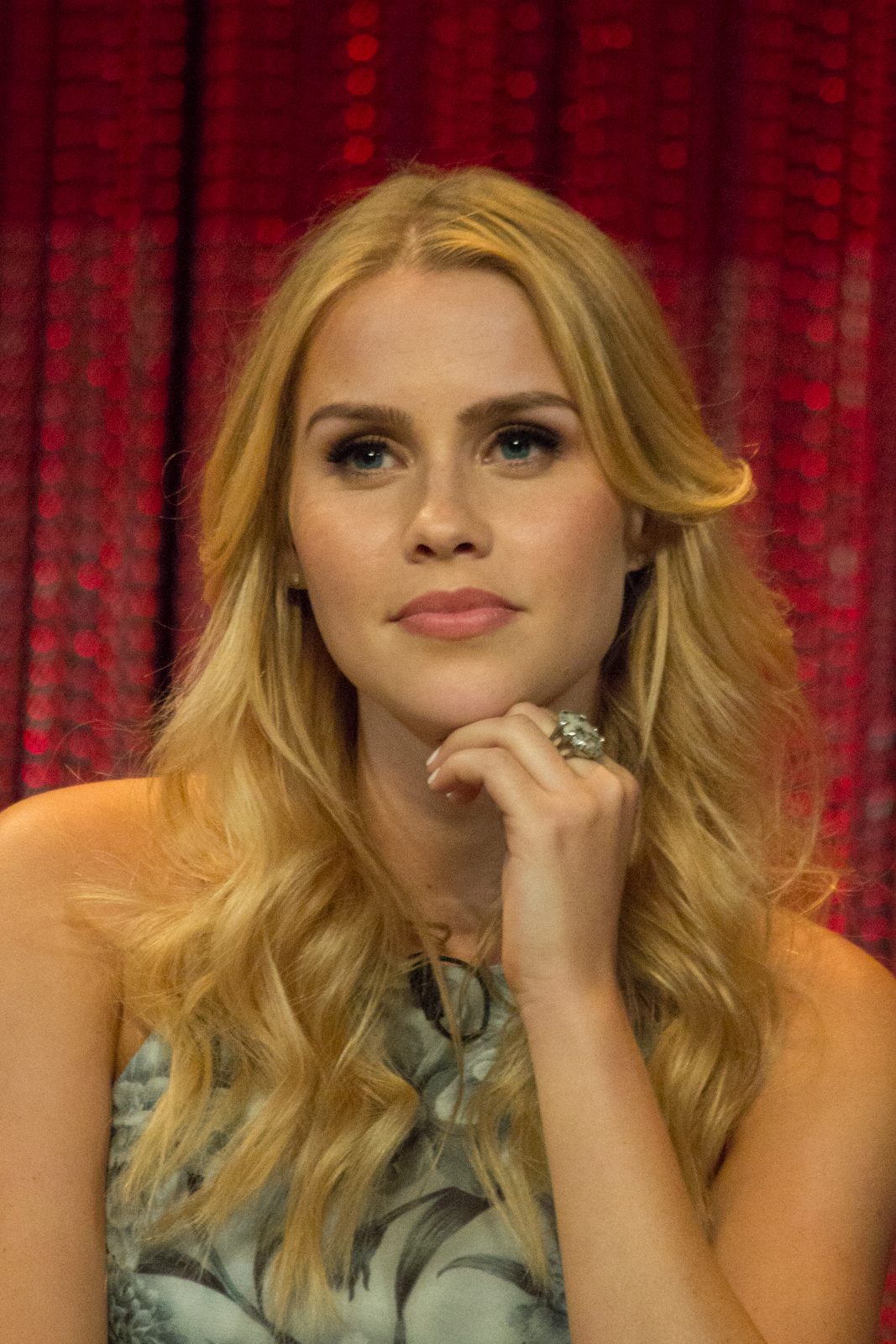
Claire Holt, l'interprète de Rebekah Mikaelson.

Jeune sœur de Klaus et d'Elijah. Il y a mille ans, elle était une jeune fille romantique qui aimait la vie et sa famille. Elle est changée en vampire avec le reste de sa famille à l'âge de 18 ans. De nature capricieuse, Rebekah semble peu impressionnable et n'hésite pas à se battre pour ce qu'elle veut. Particulièrement attachée à son frère Niklaus (qu'elle surnomme Klaus) depuis l'enfance, elle l'a soutenu pendant des siècles dans sa quête de créer sa propre race hybride, l'accompagnant partout où il allait et ce bien qu'il soit traqué sans relâche par Mikael. Rencontrant Stefan à Chicago dans les années 1920, elle tombera amoureuse de lui et désirera s'établir sur place avec lui, abandonnant ainsi Klaus. Ce dernier décide alors de la poignarder avec une dague, et la met dans un cercueil afin de la garder près de lui. 
Saison 3
Klaus réveillera Rebekah 90 ans plus tard, en 2010, afin qu'elle l'aide à comprendre pourquoi il ne parvient pas à créer d'hybrides. Une fois son objectif atteint, Klaus l'abandonne à Mystic Falls afin de parcourir seul les routes à la recherche de loups-garous pour en faire des hybrides. Elena lui révélera plus tard que Klaus est responsable du meurtre de leur mère et qu'il lui a fait croire pendant des années à la culpabilité de Mikael afin de ne pas la perdre. Anéantie, Rebekah aidera alors Mikael et les frères Salvatore à établir un plan pour tuer Klaus, sans pour autant faire entièrement confiance à Mikael, qu'elle juge instable et responsable de la destruction de leur famille. Elena la poignardera de nouveau avec une dague, doutant de sa détermination à tuer son frère, puis confiera sa dépouille à Klaus peu après son retour à Mystic Falls. Elle est ensuite libérée par Elijah, en même temps que ses frères Kol et Finn. Elle se rapproche de Matt lors de la fête organisée par sa mère, Esther. Rejetée par ce dernier, elle finira la nuit avec Damon. Furieuse qu'Elena l'ait trahie en la poignardant dans le dos, elle trouvera le moyen de se venger en la menaçant de mort pour le compte d'Elijah, afin de convaincre les frères Salvatore de stopper Esther, qui cherche à tuer ses enfants. 
En examinant les peintures d'une galerie souterraine de Mystic Falls, elle découvre que les natifs du village où ils vivaient mille ans plus tôt ont planté un nouveau Chêne Blanc, trois cents ans après avoir brûlé le premier arbre. Elle se lance alors à la recherche de l'arbre, afin de le détruire et d'empêcher qu'il soit utilisé pour tuer les Originaux. À la fin de la saison, afin de protéger ses frères d'Alaric, devenu un vampire chasseur de vampires, elle tue Elena en la faisant chuter du Pont Wickery avec sa voiture. Elena meurt noyée et Alaric meurt également, puisque leurs deux vies sont liées.
Saison 4
Elle est responsable de la transformation d'Elena en vampire.
Klaus, son frère cherche des informations sur les cinq, après les avoir obtenues de Rebekah, il la poignarde avec une dague en argent massif trempée dans les cendres du vieux chêne blanc, puis il demande à Stefan de la mettre quelque part ou personne ne pourra la trouver. C'est lorsqu'April entend par hasard une conversation parlant de Rebekah et de vampire qu'elle la retrouve : elle lui arrache la dague de son cœur, Rebekah se réveille et impatiente de savoir tous les potins, elle convoque de force Elena, Stefan, Caroline et Tyler. Elle apprendra d’ailleurs la fin du couple Stelena. Elle se met en binôme avec Stefan pour la recherche du remède.
Plus tard dans la saison, elle suit Damon et Elena à New York, et s'enfuit avec cette dernière à la recherche de Katherine (et du remède) quand elle trouve une liste des possibles cachettes de Katherine. Une fois fait, elle oblige cette dernière à lui donner le remède qu'elle récupère et prend ce qu'elle croit être le remède, mais qui ne se révèlera n'être rien de plus que de la verveine. En apprenant que c'est son frère Elijah qui l'a, elle le supplie de lui remettre. Il lui promet de lui donner si elle lui prouve que ce n'est pas qu'un caprice, en passant une journée sans jamais se servir de ses dons de vampire. Rebekah tiendra le coup jusqu'à la fin du bal de promo, mais trahira sa promesse en donnant son sang à April, gravement blessée. Malgré tout, elle dit avoir fait preuve d'humanité. Plus tard, on voit Rebekah revenant vers Elijah, lui clamant avoir réussi son test. Elijah donne alors sans le savoir le remède à Silas. Noyant son chagrin dans l'alcool, elle tente de retrouver du réconfort aux côtés de Matt, en promettant de se faire pardonner pour avoir failli le tuer sur le pont (dernier épisode de la saison 3). Elle sauve Caroline de l'emprise de Silas en la giflant. Quand les morts reviennent à Mystic falls, elle se retrouve capturée avec Matt par les anciens chasseurs, notamment son ex petit-ami, mais décide de rester pour sauver Matt plutôt que s'enfuir. À la fin de l'épisode, elle propose à Matt de partir avec elle dans un voyage autour du Monde.
Tout comme ses frères Klaus et Elijah, elle quitte la série entre la fin de la saison 4 et le début de la saison 5 pour s'installer à la Nouvelle-Orléans. Elle fait partie de la série dérivée The Originals, dans laquelle elle joue l'un des rôles principaux.
Saison 5
Elle fait une rapide apparition dans l'épisode 1, où elle est à Prague en compagnie de Matt et de Nadia Petrova. Elle fait ensuite une courte apparition dans l'épisode 11 (qui est aussi le centième épisode de la série) et elle sauve la vie de Matt.

### Finn Mikaelson
Interprété par Casper Zafer
Lors de la troisième saison, il est libéré de son cercueil par Elijah après neuf cents ans de sommeil. Il s'avère être le membre de la famille le plus gentil et inoffensif. Poignardé par son jeune frère Klaus pour une raison inconnue, Finn est un personnage assez discret et mystérieux, si bien qu'on ne connaît pas grand-chose de son passé. Par la suite, on s'aperçoit de la fidélité et du dévouement qu'il manifeste envers sa mère Esther. Il semble soutenir celle-ci dans son projet de tuer les Originels, lui y compris. On peut donc en conclure qu'il partage le point de vue de sa mère concernant la création des vampires et qu'il souhaite mettre fin à son existence qu'il juge « anormale ». Il aide donc sa mère à lier entre eux les originels, et se retrouve ainsi uni à ses frères et sœur. Il accepte volontiers de se sacrifier pour tuer les siens, Esther ayant prévu de les faire redevenir humains afin de pouvoir les tuer, à l'aide d'un sortilège.
Il s'enfuit plus tard avec Esther à la suite de l'échec de leur plan, afin d'échapper au courroux de ses frères.
Sa mère dira de lui qu'il est le plus vertueux de ses fils, en réponse aux railleries de Kol à son encontre.
On apprend ensuite que Finn a dans le passé eu une relation avec Sage, une ancienne connaissance de Damon, qu'il a transformée en vampire neuf cents ans plus tôt et qui fut son seul véritable amour. Finn revient de force à Mystic Falls, Klaus l'ayant menacé de le remettre dans son cercueil. Il refuse d'abord d'aider son petit frère à tuer les Salvatore, qui s'apprêtent à tuer tous les Originels, mais Klaus ne lui laisse aucun choix et lui prélève du sang, dans le but de compléter un sortilège permettant de briser le lien qui les unit. Il lui offre ensuite un cadeau particulier, Sage, qui est revenue vers lui, affirmant qu'elle n'a jamais cessé de l'aimer. Finn n'a d'yeux que pour elle et décide de profiter de leurs retrouvailles pour rattraper le temps perdu, en l'emmenant faire une promenade et boire un verre au Mystic Grill. Il se fera malheureusement tuer le soir-même, très peu de temps après avoir revu Sage. Stefan profite en effet de l'opportunité qu'il a de tuer Finn, espérant vaincre Klaus à travers lui, et organise un plan afin de l'attirer hors du bar pour l'éliminer, avec l'aide d'Elena et Matt. Il est poignardé par Matt d'un pieu en chêne blanc, et meurt sous les yeux de Sage.

### Kol Mikaelson
Interprété par Nathaniel Buzolic et Daniel Sharman (The Originals saison 2)
Saison 3

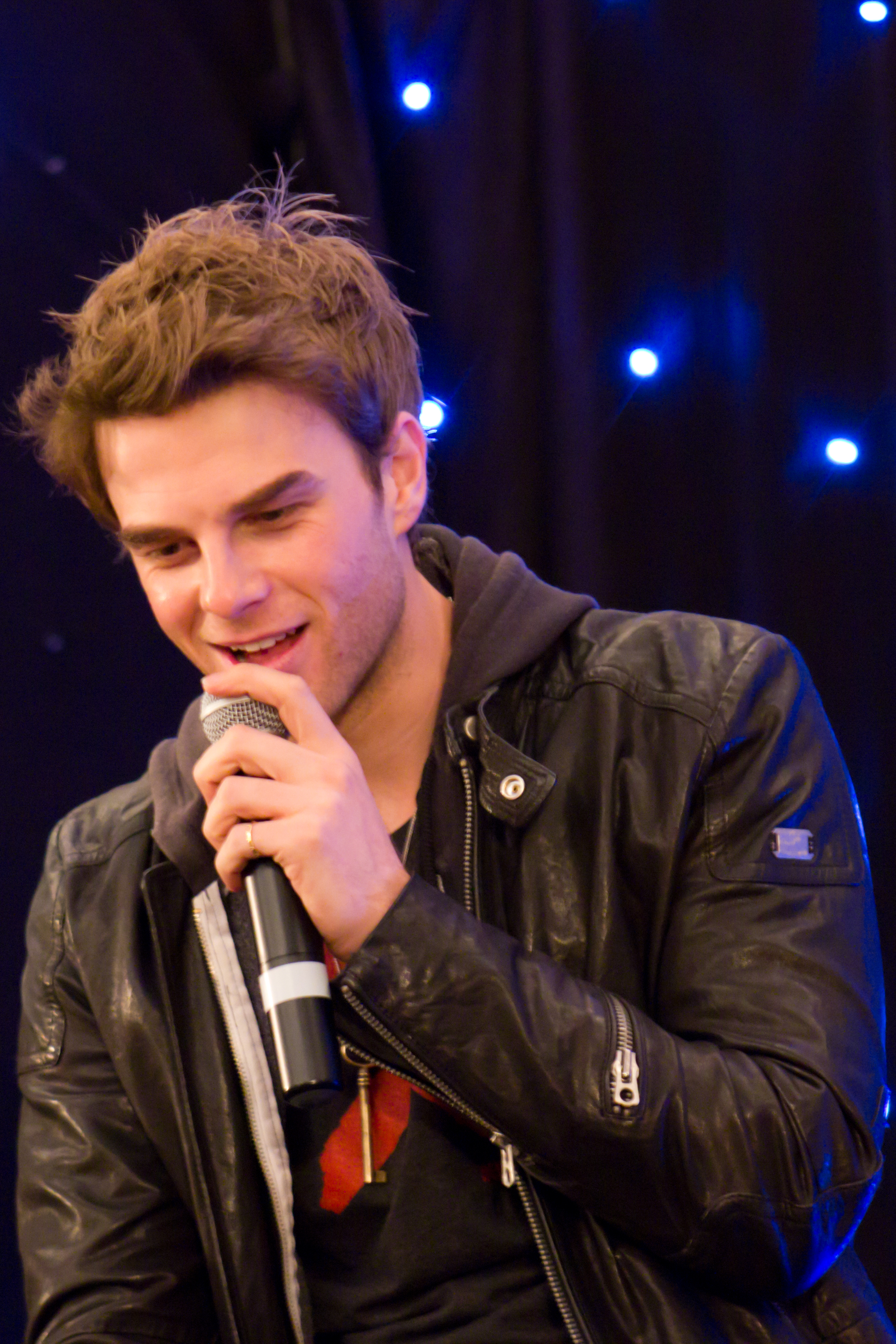
Nathaniel Buzolic, l'interprète de Kol Mikaelson.

Kol sort de son cercueil après cent ans de sommeil. Tout comme son frère Finn, il est libéré par Elijah. Kol possède un visage d'ange, mais derrière ce visage angélique se cache un véritable démon. Il a un comportement violent, sadique et impulsif et souhaite avant tout profiter de sa condition de vampire pour s'amuser. Il semble aimer faire souffrir les autres et n'apprécie pas la moindre contrariété ce qui le pousse parfois à avoir des accès de colère particulièrement violents. Il semble également être très proche de sa sœur Rebekah. En revanche, il hait cordialement son frère Klaus, qui l'a poignardé et enfermé dans un cercueil pendant près d'un siècle. Kol a pour autre particularité de mépriser la race humaine, qu'il juge pitoyable et indigne d'intérêt.
Il tente de tuer Matt au cours du bal organisé par sa mère dans la maison de Klaus, mais est interrompu par Damon, qui le jette du haut d'un balcon avant de lui briser la nuque. Le lendemain, Kol fait part de sa désapprobation à Rebekah, celle-ci ayant passé la nuit ailleurs, après quoi lui et Klaus décident de faire une trêve. Les deux frères s'ennuient et partent en virée au Mystic Grill où ils tombent nez à nez avec Alaric et Meredith, alors en plein rencard. Tandis que Klaus quitte le bar pour discuter avec Caroline, Kol se met en tête de séduire Meredith, estimant valoir mieux qu'Alaric. Ce dernier le surprend alors en lui enfonçant une dague en plein cœur, le neutralisant ainsi que ses frères, reliés à lui par un sort, après quoi il évacue son corps par la porte de service, avec l'aide de Damon. Toutefois, Klaus est insensible à la dague et vient au secours de son frère, assommant Alaric et menaçant Damon de le tuer. Elijah lui explique alors que leur mère s'apprête à les tuer à l'aide d'un sortilège et tous décident de la rejoindre pour l'arrêter. Kol, Elijah et Klaus font face à Finn et Esther dans la forêt, au moment où Damon brise la lignée des Bennet, ce qui prive Esther de ses pouvoirs et fait échouer son rituel. Elle s'enfuit alors avec Finn, tandis que Kol quitte la ville, de même qu'Elijah. On apprend plus tard que Kol est resté en contact avec Klaus, et qu'il surveille Jeremy pour son compte, depuis Denver.
Saison 4
Dans la quatrième saison, sa sœur Rebekah l'appelle pour l'aider à torturer Shane, quand ce dernier sous la torture lui révèle vouloir libérer Silas, un chasseur de vampires capable de ressusciter certains morts. Effrayé, il s'oppose à ce projet, quand sa sœur Rebekah voulant coûte que coûte le remède qui est enterré avec Silas, mettra des bâtons dans les roues de ce dernier. Il contraint Damon à tuer Jeremy, pour être certain de ne jamais avoir le remède, c'est alors qu'il est tué définitivement par Jeremy ce qui libère Damon de sa contrainte. Klaus est témoin de la mort de son petit frère et jure de se venger.
Kol revient ensuite dans les deux dernières épisodes de la saison en tant que fantôme lorsque le voile qui sépare les deux mondes se retrouve déchiré ; il veut se venger et tuer Elena. Jeremy, (lui aussi revenu en tant que revenant) l'arrêta, puis Stefan lui brise le cou afin de sauver Elena. Dans le dernier épisode, il mène le combat des revenants pour semer le chaos à Mystic falls, avant d'être pris au piège au lycée à la suite d'un sort de Bonnie. Elena passe par là plus tard, et Kol en profite pour saisir sa vengeance en lui sautant dessus. Malheureusement pour lui, il disparait avant de l'attaquer quand Bonnie referme le voile qui sépare les deux mondes.  
Saison 5
Il réapparait dans l'épisode 18 en tant que fantôme de l'autre côté, quand Matt se retrouve de l'autre côté pendant un court instant, il lui explique que l'autre côté est en train d'imploser.

### Mikael Mikaelson
Interprété par Sebastian Roché

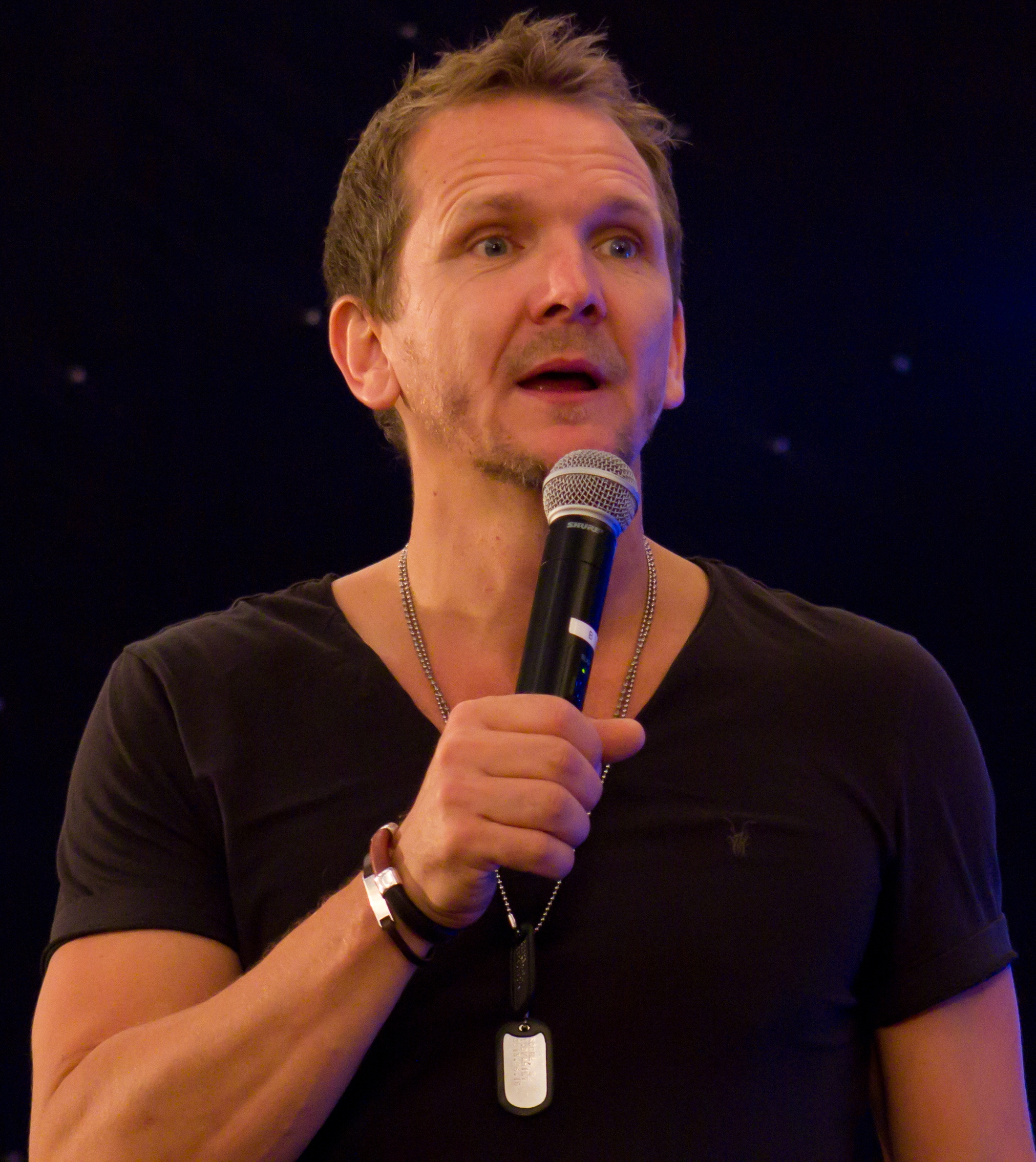
Sebastian Roché, l'interprète de Mikael Mikaelson.

C'est le père de la famille des Originaux. Il était un bon père bien que sévère et exigeant avec ses enfants. Propriétaire de terres en Europe de l'Est vers l'an 972 apr. J.-C., Mikael était également un puissant guerrier viking prônant l'honneur et la loi du plus fort, ne tolérant aucune faiblesse de la part de ses fils. Il s'établit avec sa famille sur le Nouveau Continent, dans la région de l'actuelle ville de Mystic Falls, de nombreux siècles avant sa découverte par les explorateurs européens, afin d'échapper à la peste qui ravage sa terre natale et qui a déjà coûté la vie à son premier enfant.
Mikael n'a jamais véritablement aimé Klaus, qu'il considérait comme faible, lâche et impulsif. Quand la tribu voisine de loups-garous tue son jeune fils Henrik, il demande à sa femme Esther, la plus puissante sorcière, d'exécuter un sort capable de transformer leur famille en une race supérieure (des vampires). Il obligera ses enfants à se nourrir du sang de Tatia un des premiers doubles Petrova pour compléter le rituel. Quand son fils Klaus tue un humain en le drainant de son sang, tous s'aperçoivent que Klaus possède le gène loup-garou et donc, qu'il provient d'une lignée différente. Esther lui a en fait été infidèle et pire, son véritable père est un loup-garou. Furieux, Mikael massacre la moitié du village puis décide de pardonner à Esther sa faute quand elle impose à Klaus la malédiction de la pierre de lune qui contient son côté loup-garou. Mais peu après, il assiste au meurtre de sa femme par Klaus, qui prend la fuite avec Rebekah et Elijah après leur avoir dit que Mikael était le coupable et qu'il était devenu fou. Ils se font alors la promesse de toujours rester unis.
Il a passé mille ans à pourchasser Klaus, le considérant comme un bâtard meurtrier doublé d'une abomination. Il est reconnu dans le monde des vampires comme « le vampire chasseur de vampires » car se nourrissant uniquement de sang de vampire, et donc les autres vampires ont peur de lui (même Klaus). Dans les années 1990, Mikael débarque à Mystic Falls peu après la naissance d'Elena et se lance à sa recherche afin de la tuer et ainsi d'empêcher Klaus de briser sa malédiction. Miranda Gilbert supplie alors sa meilleure amie Abby Bennett, une sorcière, de se débarrasser de Mikael afin de protéger sa fille. Abby attire donc le puissant vampire hors de la ville puis lui jette un sortilège qui a pour effet de « l'assécher ». Privé de sang, Mikael se momifie et Abby l'enferme dans une ancienne crypte située dans le cimetière de Charlotte.
En 2011, il est libéré de sa tombe par Katherine qui lui demande son aide afin de tuer Klaus. Il se justifie auprès de Damon en expliquant que la soif de sang n'était pas son désir et qu'il préfère s'abreuver de prédateurs que d'innocents. Contre toute attente, il est finalement tué par Klaus avec sa propre arme à la suite de l'échec du plan de Damon pour tuer ce dernier.

### Esther Mikaelson
Interprétée par Alice Evans

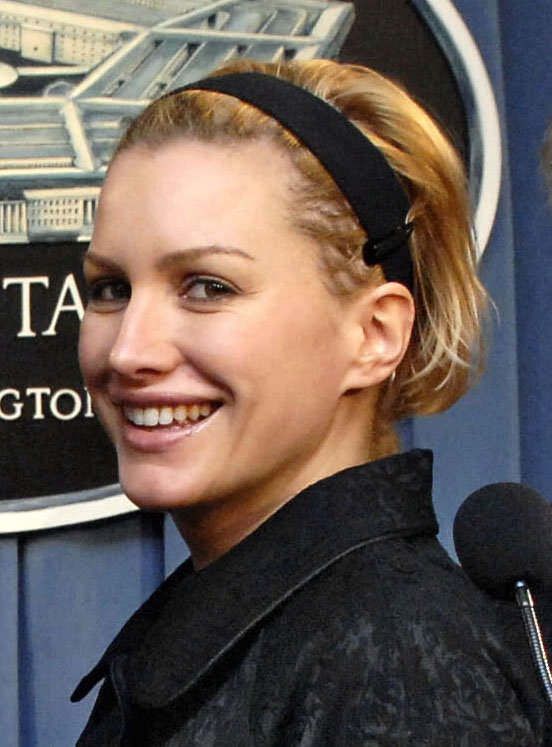
Alice Evans, l'interprète de Esther Mikaelson.

Elle était la sorcière Originelle et parvient par un puissant sort à changer son mari et ses enfants en vampires, en utilisant les énergies du Soleil et du Vieux Chêne Blanc, puis en élaborant un rituel nécessitant de s'abreuver de sang humain. Étant une sorcière, elle ne put se transformer elle aussi en vampire. Mère protectrice et aimante, elle commettra l'adultère avec un loup-garou. De cette liaison est issu Niklaus, enfant illégitime et hybride, à qui elle imposera une malédiction complexe liée à la Lune et à une ancienne Pierre de Lune, afin d'inhiber son côté lycanthrope. Un sacrifice doit être accompli pour la briser, celui d'un loup-garou, puis d'un vampire et enfin d'un sosie (un être humain désigné qui verra des répliques exactes de lui-même se reproduire tout le long de sa lignée) une jeune femme de la famille Petrova. Se sentant trahi, Klaus tuera sa propre mère en lui arrachant le cœur avant de chercher un moyen de briser le sort.
Toutefois, si le sacrifice devrait permettre à Klaus de devenir totalement hybride, Esther s'assura que seul le sang d'un sosie Petrova lui permettrait de créer d'autres hybrides comme lui, et donc que tuer le sosie le condamnerait à être le seul de son espèce pour l'éternité. Le fantôme d'Esther contactera les amis d'Elena grâce au fantôme de Vicki Donovan, afin de leur dire que tuer Elena réglerait le problème de Klaus. Mais ce dernier comprendra la ruse au dernier moment et préservera donc Elena afin d'utiliser son sang. Elle enverra alors Vicki dans le monde des vivants grâce à un sort, moyennant quoi elle lui demande de tuer Elena. Mais Bonnie et Matt parviendront à renvoyer Vicki dans l'au-delà. Puis, Bonnie comprend grâce au fantôme de sa grand-mère qu'Esther tire son pouvoir de son collier, lequel après être passé entre les mains de Rebekah puis de Stefan, appartient désormais à Elena, et qu'elle doit le détruire. Bonnie parviendra donc à bloquer la magie d'Esther en faisant brûler le collier sans toutefois réussir à le détruire.
Plus tard dans la saison 3, on découvre qu'Esther n'est en fait pas morte. Son amie Ayana, une sorcière, a ensorcelé sa dépouille afin de la protéger et de la « ramener » après sa mort. Toutefois, son esprit fut envoyé de l'autre côté, où Esther fut punie par les esprits de la nature pour avoir perturbé l'équilibre naturelle en créant la race des vampires. Ne pouvant être ramenée que par les descendants d'Ayana, la lignée des Bennett, elle est réveillée par Bonnie et sa mère Abby, qui la libèrent du cercueil scellé où Klaus l'avait enfermée par crainte qu'elle ne veuille se venger en le tuant. Elle rejoint ensuite ses enfants dans la maison de Klaus et leur explique qu'elle désire que leur famille soit de nouveau unie.
Esther organise donc un bal pour fêter la réunion de sa famille, durant lequel elle dévoile à Elena ses véritables motivations : elle souhaite tuer ses enfants qu'elle considère comme des abominations, en exécutant un rituel magique nécessitant le sang du sosie Petrova. Ainsi, Esther en prélève quelques gouttes à Elena qui lui donne son accord, après quoi elle distille le sang dans les coupes de champagne servies pendant la soirée. Après s'être assurée que ses cinq enfants ont ingéré le breuvage sanglant, elle utilise alors le sang de Finn, son fils le plus loyal qui approuve sa décision et la soutient dans son projet, afin de lier ses enfants les uns aux autres par un sortilège. Désormais, tuer l'un des vampires originels reviendrait à tuer le reste d'entre eux.
Elle demande à rencontrer Abby et sa fille, pour obtenir de l'aide afin d'inverser le sort jeté à ses enfants et de les rendre à nouveau humains. Une fois ses enfants redevenus mortels, elle compte ensuite tuer Finn (qui accepte volontiers d'être sacrifié pour une plus grande cause) ce qui engendrera la mort des autres Originels. Durant leur rituel, elle puisera sa force dans la magie de toutes les Bennett, mortes et vivantes. Le processus est interrompu par l'arrivée de Kol, Klaus et Elijah, qui souhaitent la stopper coûte que coûte. Esther envoie alors Bonnie et Abby dans la maison des sorcières mortes où elles seront protégées des Originels. Mais malheureusement, Abby se fait transformer en vampire par Damon, qui craint pour la vie d'Elena, retenue en otage par Rebekah, ce qui brise la longue lignée des sorcières Bennett. Esther échoue alors son rituel et disparait dans la nuit avec Finn. Plus tard, on apprend qu'elle a investi le corps de sa fille Rebekah. Elle a aussi transformé Alaric en Originel afin qu'il tue Klaus et le reste de sa famille. Elle est finalement poignardée par Alaric alors qu'elle s'en prenait à Matt et Jéremy.

## Autres personnages de Vampire Diaries

### Elizabeth «Liz» Forbes
Interprétée par Marguerite MacIntyre
Elizabeth est le shérif de Mystic Falls et la mère de Caroline, avec qui elle a une relation conflictuelle. Son mari, qui s’avérait être gay, l'a quittée avant les faits de la série. Elle fait partie du Conseil des fondateurs de Mystic Falls, une organisation secrète qui vise à protéger Mystic Falls et en effet contre les vampires. Elle consomme régulièrement de la verveine, qui a pour effet de rendre inopérante l'hypnose des vampires. Elle entretient une amitié avec Damon, qu'elle pense être un humain, elle apprend par la suite grâce à Mason Lockwood que Stefan et Damon sont en fait des vampires, chose qu'elle peine à admettre. Lorsqu'elle découvre que sa fille Caroline est également une vampiresse, cette dernière la séquestre puis l'hypnotise pour lui faire oublier. Mais Matt apprend ensuite à nouveau à Elizabeth que sa fille est une vampiresse. Ils se mettent alors à comploter contre Caroline. Lorsque le shérif tente de tuer Damon par un pistolet, elle tire en fait sur Jeremy. Elle pense alors l'avoir tué, mais apprend ensuite que le jeune homme a été ressuscité par Bonnie avec ses ancêtres (l'esprit). Elizabeth finit par accepter le secret de sa fille vampiresse. Elle est finalement démise de ses fonctions après qu'Alaric a révélé au Conseil que Caroline était un vampire et que sa mère la protégeait pour que les fondateurs ne la tuent pas. Le shérif Élizabeth Forbes mourra lors de la saison 6 des suites d'un cancer extrêmement agressif, Caroline se trouvera très affectée par son décès et en viendra même à éteindre son humanité.
Saison 8
Elle fera une apparition dans l'épisode 3 lorsque Sybil entre dans les pensées de Damon.
Elle fera une apparition dans l'épisode 10  lorsque Caroline et Bonnie cherche à ramener Damon.
Enfin elle fera une dernière apparition dans l'épisode 16 lorsqu'il y a le HAPPY ENDING.

### Jenna Sommers
Interprétée par Sara Canning
Saison 1

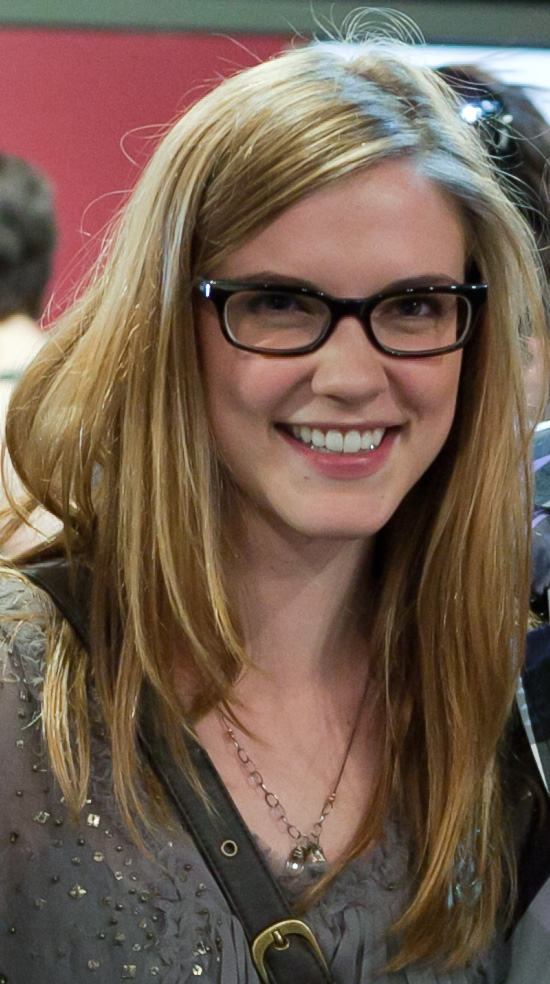
Sara Canning, l'interprète de Jenna Sommers.

Jenna est la jeune sœur de la mère d'Elena et de Jeremy (donc leur tante) mais aussi leur tutrice légale depuis l'accident de voiture de leurs parents. Jenna tente d'aider Jeremy avec ses problèmes de drogue. Elle a toujours pensé ne pas être à la hauteur de ses responsabilités, mais elle s'améliore peu à peu et ses neveux la rassurent à ce sujet. Elle reparle à son ex-fiancé Logan Fell malgré ce qu'il lui a fait par le passé et se met en danger inconsciemment après qu'il est transformé en vampire. Au cours de la première saison, elle entame une relation amoureuse avec Alaric Saltzman, le nouveau professeur d'histoire du lycée de Mystic Falls. Jenna aide à retrouver la mère biologique d'Elena pour se faire pardonner de ne pas lui avoir dit que sa sœur et son beau-frère n'étaient pas ses parents biologiques.
Saison 2
Elle quitte Alaric lorsqu'elle apprend qu'il était marié à la mère biologique d'Elena, Isobel qui s'avère en fait être toujours en vie, et que sa nièce savait tout. Lorsque Alaric est possédé par Klaus, il lui révèle brutalement l'existence des vampires, chose qu'elle peine à admettre. Alaric et Elena lui apprennent ensuite la vérité : Isobel était bien la femme d'Alaric et, fascinée par les vampires, elle a demandé à Damon de la transformer avant de quitter son mari, quelques années plus tôt. Ils lui expliquent ainsi qu'ils ont préféré la faire passer pour morte aux yeux de Jenna, afin de la préserver des histoires de vampires. Elle pardonne Alaric et se remet avec lui mais ce bonheur est de courte durée puisque Katherine piège Jenna sous les ordres de Klaus en se faisant passer pour Elena. Klaus arrive chez Jenna et l'hypnotise afin qu'elle le laisse entrer. Puis il la tue en lui brisant la nuque et l'emmène dans la forêt. Jenna se réveille peu de temps après auprès d'Elena et découvre horrifiée qu'elle est en train de se transformer en vampire. La partenaire sorcière de Klaus, Greta, lui fait boire de son sang afin d'achever sa transition. Jenna découvre également qu'elle est sur le point d'être sacrifiée par Klaus afin d'accomplir le rituel. Après que Klaus ait tué Julia, Jenna essaie, dans un élan désespéré de se sauver en attaquant Greta mais elle est malheureusement rattrapée par Klaus, qui la sacrifie à son tour en lui plantant un pieu dans le cœur. Jenna est par la suite enterrée le lendemain dans le caveau familial des Gilbert aux côtés de sa sœur Miranda, de son beau-frère Grayson et de John (qui s'est lui aussi sacrifié lors du rituel afin de sauver la vie d'Elena).
Saison 3
Vers la fin de la saison, la sorcière Originelle, Esther Mikaelson déclare à Elena que, malgré sa transformation en vampire, Jenna a su rester pure et qu'elle n'a pas été envoyée de l'autre côté, qu'elle a directement trouvé la paix. Dans l’épisode final de la saison, Jenna réapparaît par l'intermédiaire de flashbacks. En effet, Elena se souvient du bon temps, lorsque tout était simple dans sa vie, que ses parents et Jenna étaient encore en vie, et qu'elle ne connaissait pas toutes ces histoires de vampires.
Saison 4
Dans cette saison, Jenna n’apparaît pas mais est très souvent mentionnée par Elena ou Jeremy. À la mort de Jeremy, Elena fond en larmes et mentionne toutes les personnes qu'elle a aimées et qui sont mortes comme Jenna. Elena brise une photo de Jenna et Alaric sur le sol juste avant de brûler la maison où celle-ci résidait avec le corps de Jeremy encore à l’intérieur.
Saison 5
Elle revient pour l'épisode 11 de la saison 5 qui célèbre le centième épisode de la série dans une hallucination de Katherine.
Saison 8
À la fin de l'épisode 16 , elle est vue en compagnie de sa sœur Miranda, de son beau-frère Grayson et de John Gilbert dans ce qui semble être "le paradis" d'Elena.

### Victoria «Vicki» Donovan
Interprétée par Kayla Ewell
Saison 1

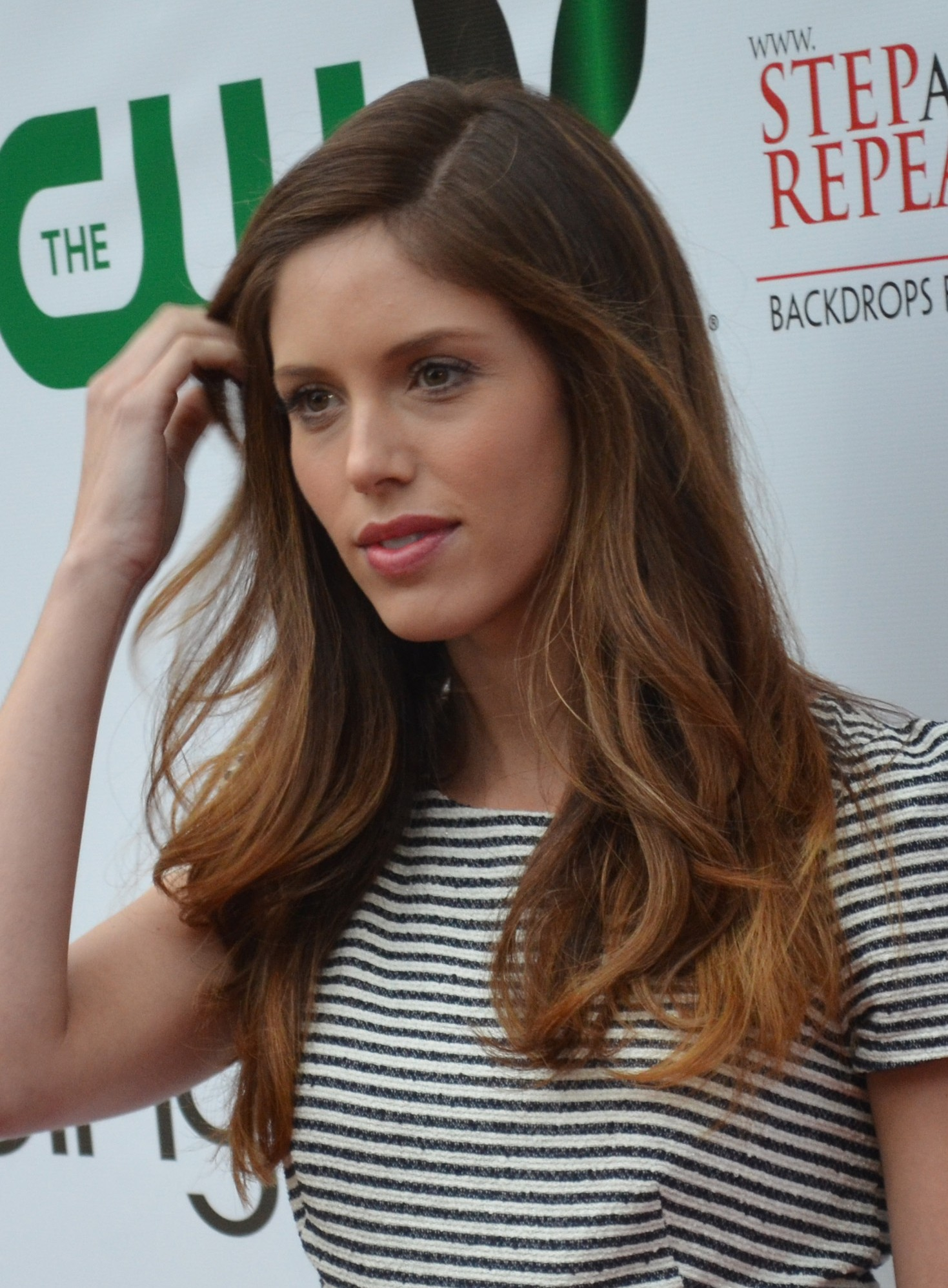
Kayla Ewell, l'interprète de Vicki Donovan.

Vicki est la grande sœur de Matt. C'est une jeune femme qui rencontre des difficultés personnelles et qui souffre de problèmes de dépendance. Elle travaille au Mystic Grill, un restaurant de Mystic Falls. Au début de la saison, elle vit seule avec son petit frère après que leur mère est partie et elle sort avec Tyler Lockwood, puis rompt avec lui pour sortir avec Jeremy Gilbert. Elle a aussi pour habitude de passer du bon temps, avec ses amis qui souffrent de problèmes de dépendance, dans un cimetière. C'est d'ailleurs là-bas que Damon, affaibli, tue ses amis et capture Vicki. Après s'être lassé d'elle, Damon transforme Vicki en vampire. Elle devient donc le premier personnage de la série à se transformer en vampire.
Instable après sa récente transformation, Stefan décide de s'occuper d'elle pour lui apprendre à vivre en tant que vampire sans blesser personne. Mais les efforts de Stefan ne serviront à rien puisque Vicki, morte de faim, s'attaque à Jeremy le soir d'Halloween. Avant qu'elle n'ait le temps de le mordre, elle est tuée par Stefan lors de l'épisode 7 sous les yeux d'Elena et Jeremy. Elena et Stefan font ensuite croire à Matt que Vicki a quitté la ville. Plus tard dans la première saison, Caroline retrouve malgré elle le corps de Vicki lors d'une tempête.
Saison 2
Lors du dernier épisode de la saison, Jeremy la voit apparaître au côté d'Anna, à la suite du sort de Bonnie.
Saison 3
Durant le début de la saison, Vicki apparaît régulièrement en tant que fantôme à Jeremy puis à Matt au cours de la saison après que celui-ci s'est suicidé puis a été ramené à la vie par Bonnie.
Mais Vicki revient une nouvelle fois dans cette saison dans le but de tuer Elena, à contre-cœur, à cause des sorcières qui l'exigent. Matt et Bonnie découvrent cela et, avec l'aide de cette dernière, Matt dit adieu à Vicki et la renvoie définitivement de l'autre côté.
Saison 5
Vicki revient sous la forme d'un fantôme dans l'épisode 11 de la saison, soit pour le centième épisode de la série. Elle apparaît aux côtés d'Alaric et demande à Bonnie que cette dernière dise à Matt que Vicki veille sur lui.
Plus tard, dans l'épisode 18, Matt, de passage de l'autre côté, se fait miraculeusement aider par sa sœur, Vicki. Mais un vent violent s'empare d'elle avant que Matt ne la tienne fermement, mais celle-ci lui assure que ce n'est rien, qu'elle est décédée depuis bien longtemps. Vicki est ensuite aspirée par l'autre côté, on peut supposer qu'elle est partie en Enfer.
Saison 8
Elle apparaît d'abord dans quelques épisodes au début de la saison en tant qu'hallucination de Damon. Puis elle apparait physiquement dans les épisodes 15 et 16 lorsqu'elle s'échappe des Enfers en même temps que sa mère Kelly Donovan. Sous ordre de Katherine Pierce, elle est chargée de sonner la cloche des Maxwell douze fois afin de libérer le feu des Enfers sur Mystic Falls, exécutant ainsi le dernier plan vengeur de la jeune femme. Après une ultime rencontre avec Matt et son père Peter (qu'elle n'avait pas revue depuis près de quinze ans), elle meurt, emportée par le feu des enfers. Mais à la fin de l'épisode, Matt annonce (en voix off) que Vicki a finalement réussi à trouver la paix.

### Richard Lockwood
Interprété par Robert Pralgo
Saison 1
Richard est le maire de Mystic Falls et dirige le Conseil des fondateurs. Il entretient une relation très tendue avec son fils Tyler avec qui il est dur et exigeant. Lorsqu'il découvre son fils en train de se disputer avec Jeremy au sujet de Vicki, il les emmène dehors et leur demande de se battre. C'est probablement la raison pour laquelle Tyler se montre parfois violent. En tant que maire et personnage public, il est très soucieux des apparences. Lors de la Journée des fondateurs, John Gilbert soumet un plan pour se débarrasser des vampires. Mais Richard réagit comme eux au dispositif ancestral des Gilbert ; il est alors immédiatement emmené au sous-sol, soupçonné d'être un vampire. Il s'avère en fait être loup-garou, ce qui lui procure effectivement une audition accrue, mais ce qui fait aussi que la verveine est inutile sur lui, il n'a cependant pas achevé la malédiction. Il meurt dans l'incendie, tué par un vampire du tombeau.

### Carol Lockwood
Interprétée par Susan Walters
Saison 1
Carol devient maire à la suite du décès de son mari, Richard et est la mère de Tyler. Elle fait également partie du Conseil des fondateurs. Elle n'est pas un loup-garou et ne sait pas que cette race existe ni que son mari et son fils sont porteurs du gène.
Saison 2
Bouleversée par la mort de son mari, Carol blâme les adjoints du shérif Forbes. Carol demande à Damon de prendre la tête du Conseil jusqu'aux prochaines élections. À la fin de la  saison, elle est contrainte par un sorcier qui sert Klaus de piéger son propre fils ; elle se fait pousser dans l'escalier par le sorcier et se retrouve hospitalisée, afin d'encourager son fils à revenir en ville et ainsi servir pour le rituel de la pierre de lune. 
Saison 3
Elle est démise de ses fonctions après qu'Alaric a révélé au Conseil qu'elle protégeait secrètement les vampires et loups-garous (dont son propre fils). 
Saison 4
Dans l'épisode 9, elle est assassinée par Klaus, qui la noie dans une fontaine pour se venger de la fuite de Tyler.

### John Gilbert
Interprété par David Anders
Avant les événements de la série

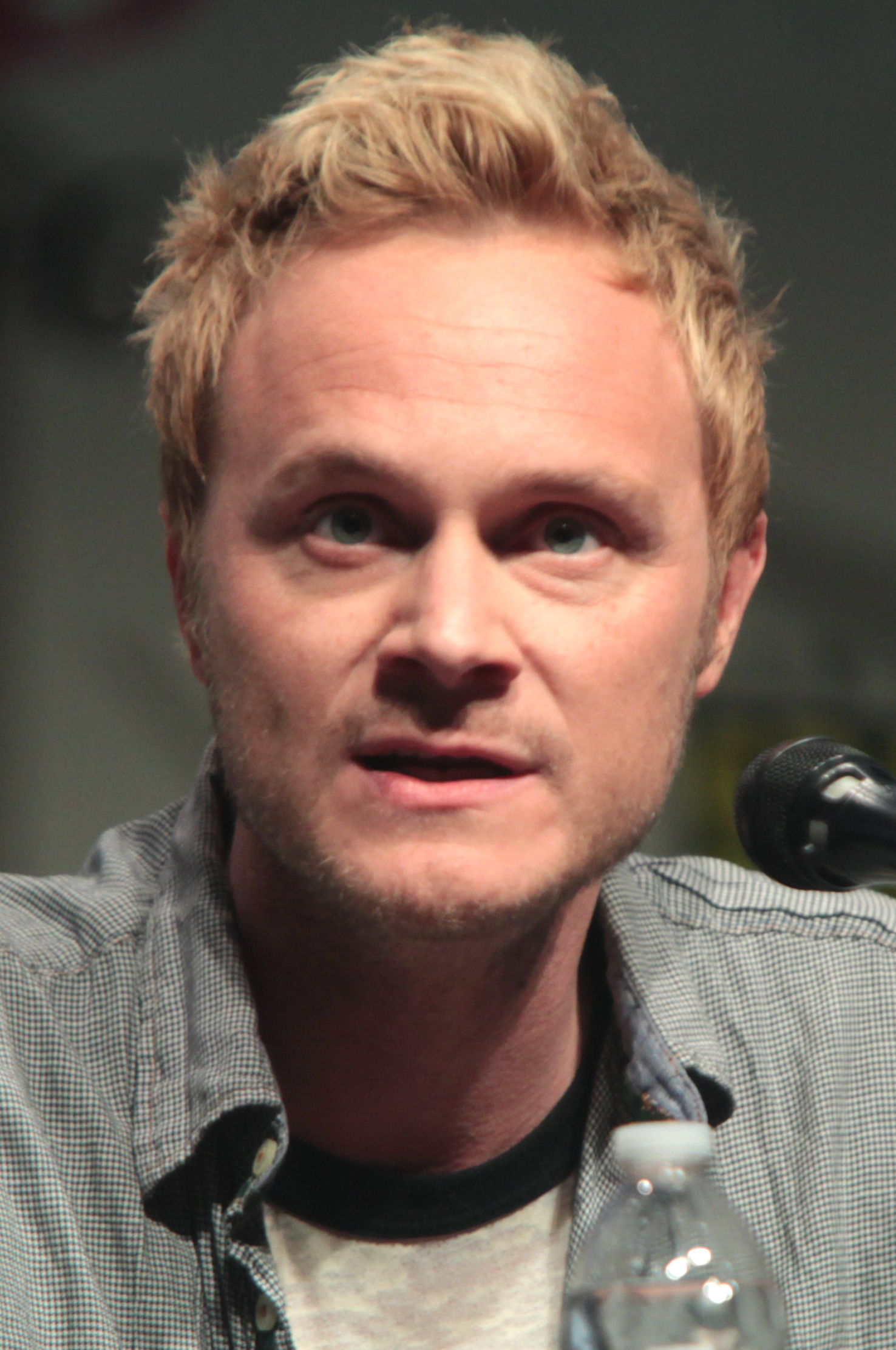
David Anders, l'interprète de John Gilbert.

John et son frère ainé, Grayson Gilbert ont appris très jeunes l’existence des vampires, grâce aux écrits de leur ancêtre, Jonathan Gilbert. Ils ont également hérité d'une bague qui les empêche d'être tués par des créatures surnaturelles. 
Saison 1
Dans la première saison, John est de retour à Mystic Falls, dans le but de tuer les vampires récemment libérés du tombeau. Dans sa recherche du dispositif de Jonathan, il tue Anna, la petite amie de son neveu Jeremy. Il est à l'origine de l'incendie qui a décimé certains vampires et Richard Lockwood, le maire loup-garou. Vu son comportement mystérieux et fourbe, John est rejeté par Elena et les frères Salvatore, qui lui demandent de quitter la ville. John donne alors son anneau de protection à Jeremy. Il revient plus tard à Mystic Falls et avoue à Elena qu'il est en fait son père biologique. On apprend qu'Elena est née de sa relation avec Isobel Flemming, que John a envoyée vers Damon quand elle a voulu être vampirisée ; et qu'il est depuis, toujours en contact avec elle. Elena peine encore à faire confiance à John. 
Saison 2
À la fin de la deuxième saison, il se sacrifie dans un rituel qui permet à Elena de revenir à la vie et est enterré dans le caveau familial des Gilbert aux côtés de son frère Grayson, de sa belle-sœur Miranda et de Jenna. Il laisse sa bague et une lettre d'adieu à sa fille. 
Saison 5
Il refera une rapide apparition dans l'épisode 11 de la cinquième saison, en tant qu'hallucination de Katherine.
Saison 8
John fera une rapide apparition lors du Finale de la série (8x16) lorsqu'Elena trouve la paix et retrouve la famille, elle voit notamment ses parents, Jenna et John.

### Isobel Flemming
Interprétée par Mia Kirshner
Avant les événements de la série

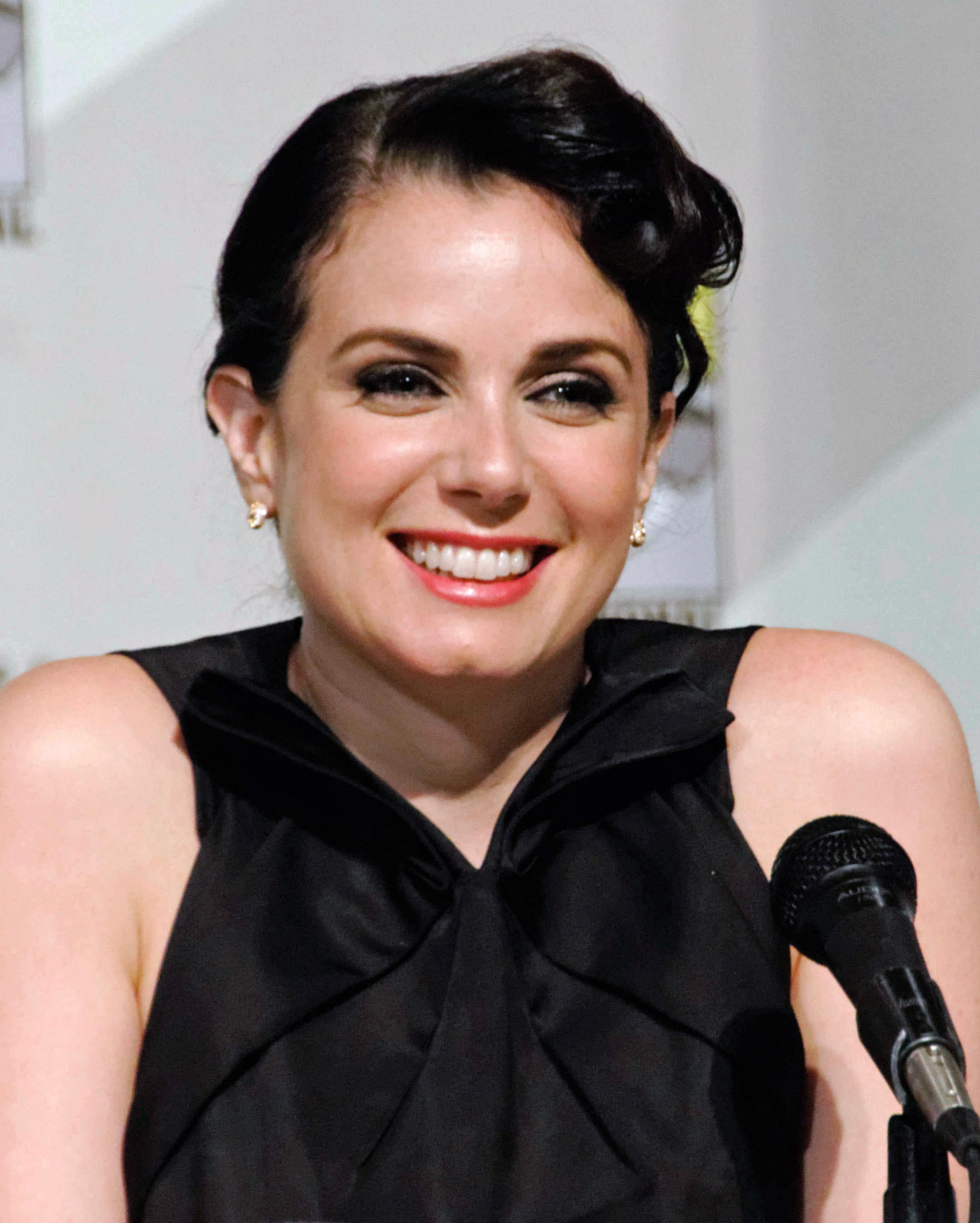
Mia Kirshner interprète Isobel

Isobel a toujours été fascinée par le paranormal, plus particulièrement par les vampires. Elle était mariée à Alaric Saltzman et elle aimait tellement les vampires qu'elle voulait en devenir un à sa propre demande avant les faits de la série, se faisant passer pour morte depuis. Elle s'avère être une descendante de Katherine et la mère biologique d'Elena, née d'une relation avec John Gilbert quand ils étaient au lycée. 
Saison 1
Elle revient à Mystic Falls dans la première saison pour récupérer le détecteur de Jonathan Gilbert et prétend être un messager de Katherine Pierce. Elle affirme que son but principal est de protéger Elena de tous les vampires qui tournent autour d'elle. 
Saison 2
Isobel a été contrainte par Klaus à retrouver la Pierre de Lune ainsi que Katherine et à enlever Alaric. Une fois sa mission accomplie, (sous hypnose de Klaus) elle se suicide en s'exposant au soleil sous les yeux d'Elena, sa fille.

### Annabelle «Anna»
Interprétée par Malese Jow
Avant les événements de la série

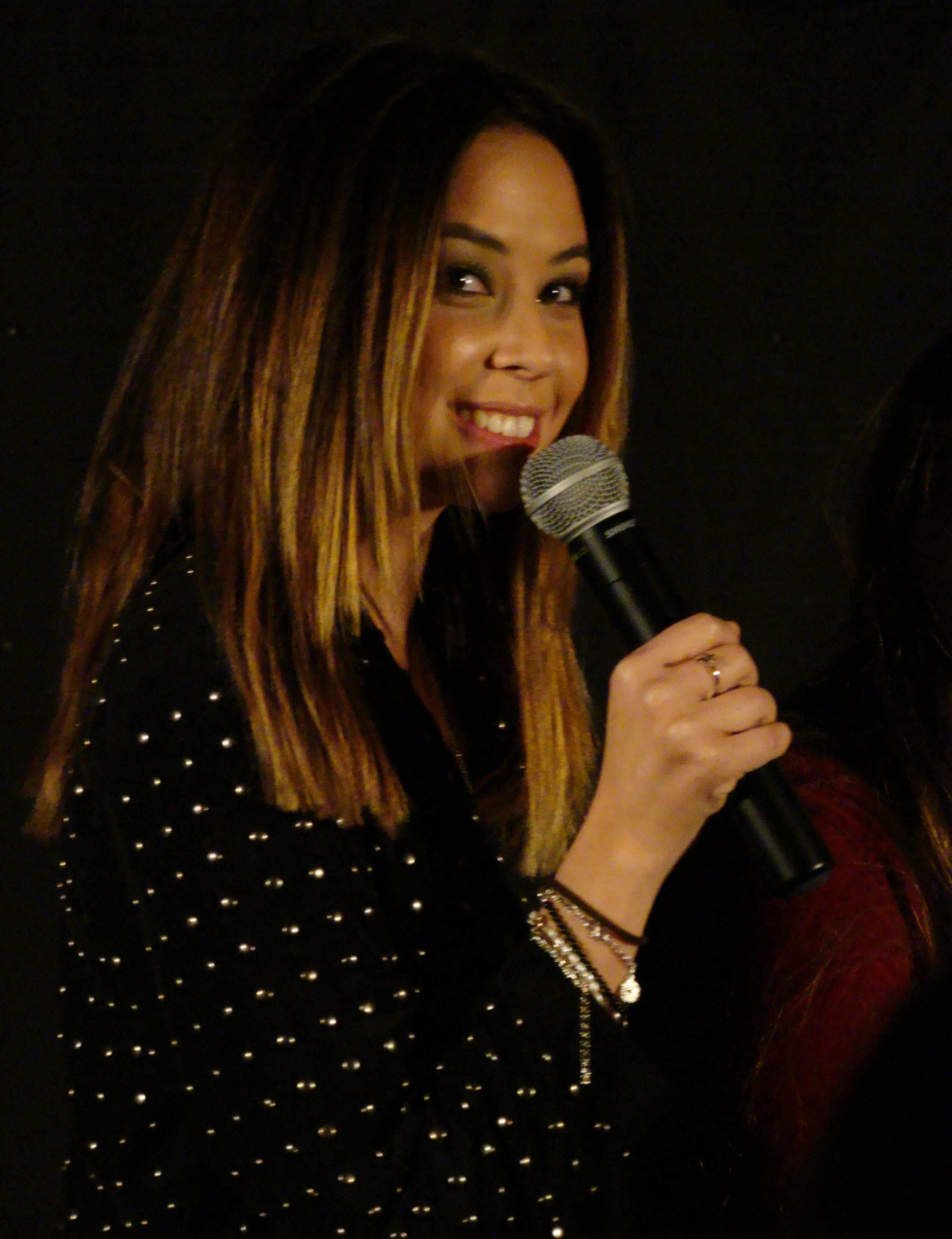
Malese Jow, l'interprète de Anna.

Communément appelée Anna, transformée en vampire à l'âge de 16 ans entre 1440 et 1480, elle était une orpheline et Pearl l'a prise d'affection, l'a adoptée et l'a donc transformée.
Elle échappe de l'enfermement du tombeau, tout comme Katherine mais sa mère, Pearl est malheureusement capturée par Jonathan Gilbert et est enfermée dans le tombeau, avec tout un groupe de vampires.
Saison 1
Vers le milieu de saison, elle apparaît à la bibliothèque, où elle se lie d'amitié avec Elena Gilbert pour obtenir le journal de son ancêtre, Jonathan Gilbert. En fait, elle revient à Mystic Falls pour libérer sa mère Pearl, retenue captive dans un tombeau depuis 1864. Elle force Bonnie à les libérer. Elle révèle plus tard à Damon qu'elle savait que Katherine n'était pas dans le tombeau. Anna commence cependant à développer des sentiments pour Jeremy, qui finit par découvrir qu'elle est un vampire. Lorsque Pearl est tuée par l'oncle de sa petite amie, elle est effondrée mais ne souhaite pas se venger. Anna va se réfugier chez Jeremy. Avant d'aller à la fête des fondateurs, elle lui donna une fiole de son sang. Quand John lance le dispositif anti-vampires, Anna est immédiatement affaiblie, puis reçoit une injection de « veine de Vénus ». À son réveil, elle se retrouve dans l'ancien cabinet du père d'Elena et demande à John de la sauver. Celui-ci lui plante un pieu dans le cœur.
Saison 2
Dans l'épisode final de la deuxième saison, elle apparaît à Jeremy avec Vicki, à la suite de la résurrection de celui-ci. 
Saison 3
Elle tente de mettre en garde Jeremy contre le fantôme de Vicki. À la fin de l'épisode 7 de la troisième saison, Anna trouve la « paix » dans les bras de sa mère, Pearl.

### Pearl
Interprétée par Kelly Hu
Avant les événements de la série

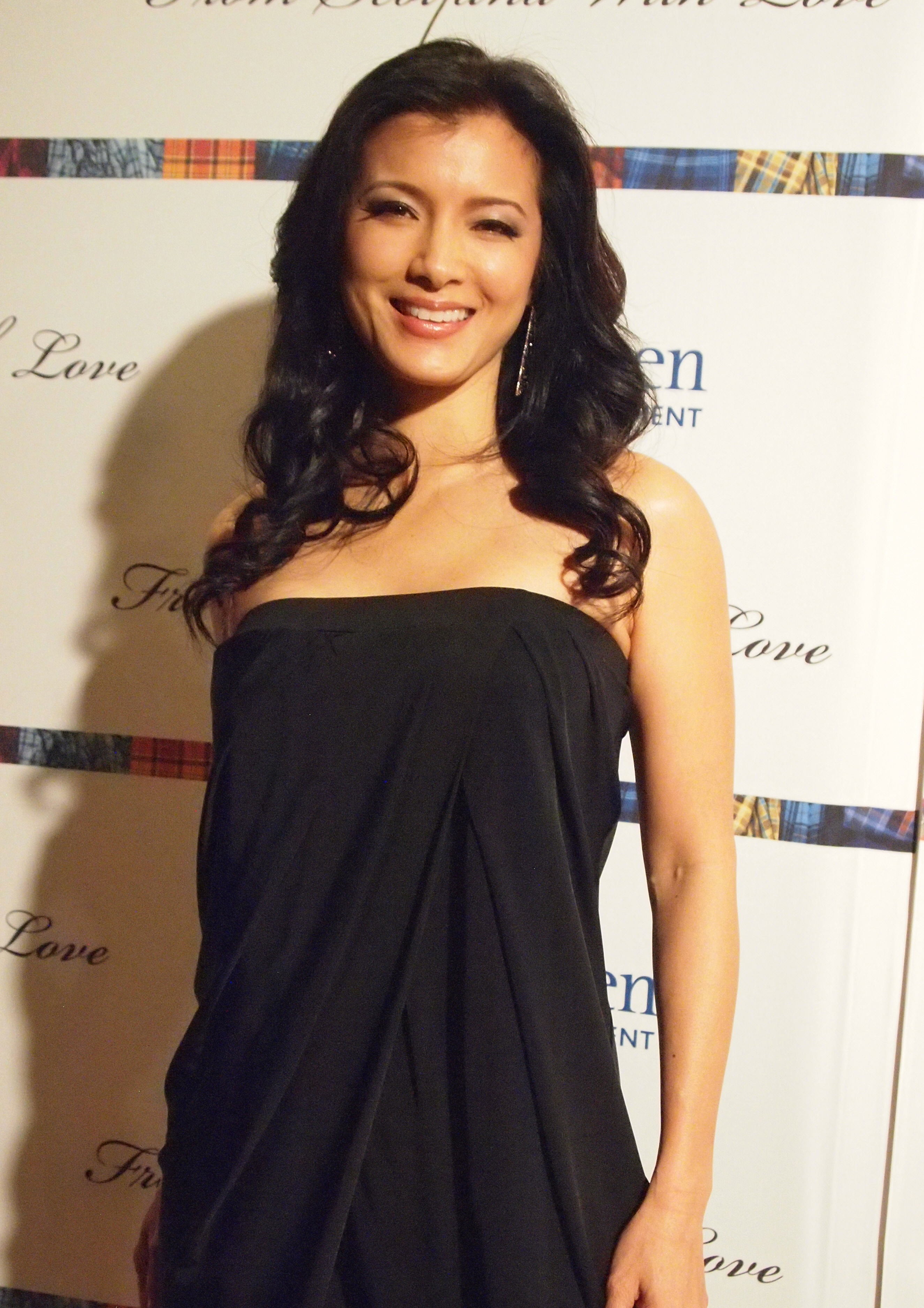
Kelly Hu, l'interprète de Pearl.

Devenue vampire entre 1470 et 1510 en Chine et ayant perdu sa fille (morte de la peste), Pearl a connu Katherine Pierce et Emily Bennett (qui sont devenues ses meilleures amies) avant les faits de la série (c'est sûrement Katherine qui lui a appris comment survivre en vampire). Elle était amoureuse de Jonathan Gilbert, qui l'a trahie et capturée en 1864, après avoir découvert sa nature de vampire. Cependant, sa meilleure amie Emily Bennett la sauve de la mort en la faisant emprisonner dans un tombeau, avec d'autres vampires de Mystic Falls. 
Saison 1
Dans la première saison, elle est libérée du tombeau grâce à sa fille encore en vie, Anna. Elle vit alors dans une petite ferme isolée, avec l'intention de retrouver une vie normale. Elle accueille par la même occasion tous les autres vampires qui ont réussi à s'échapper du tombeau. Mais elle est tuée à la fin de la saison par John Gilbert. Son corps sera découvert par sa fille Anna.
Saison 3
Dans la troisième saison, Katherine fait référence à Pearl comme une femme qui savait énormément de choses, notamment sur les chasseurs de vampires. Pearl réapparait à la fin de l'épisode 7 en tant que fantôme, et elle trouve la « paix » dans les bras de sa fille, Anna.

### Emily Bennett
Interprétée par Bianca Lawson
Avant les événements de la série

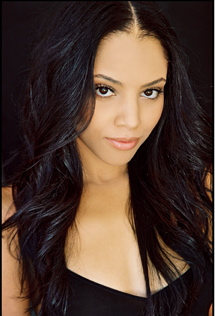
Bianca Lawson, l'interprète de Emily Bennett.

Emily était la servante et meilleure amie  de Katherine Pierce et de Pearl en 1864, et une puissante sorcière. Elle est également l'ancêtre de Bonnie Bennett. C'est Emily qui a donné à Katherine, Pearl, Anna, Damon et Stefan, les chevalières qui leur permettent de marcher au soleil. Même si elle a aidé ces vampires, elle les a aussi secrètement combattus. Lors de la capture des vampires en 1864, elle a conclu un marché avec Damon, qui a promis à Emily de protéger ses descendants. Elle a ensuite été brûlée sur le bûcher par les familles fondatrices lorsqu'ils ont découvert qu'elle était une sorcière. Ses effets personnels, y compris son grimoire, ont été enterrés dans la tombe de Giuseppe Salvatore, le père de Damon et de Stefan. 
Saison 1
Dans la première saison, Emily possède Bonnie afin d'empêcher Damon de libérer Katherine (son ancienne meilleure amie) de la tombe. 
Saison 2
Dans la deuxième saison, Bonnie parvient à acquérir la puissance d'une centaine de sorcières mortes, y compris celle d'Emily. Quand Jeremy meurt, Bonnie parvient à le sauver avec l'aide de l'esprit de son ancêtre.

### Alexia «Lexi» Branson
Interprétée par Arielle Kebbel
Avant les événements de la série

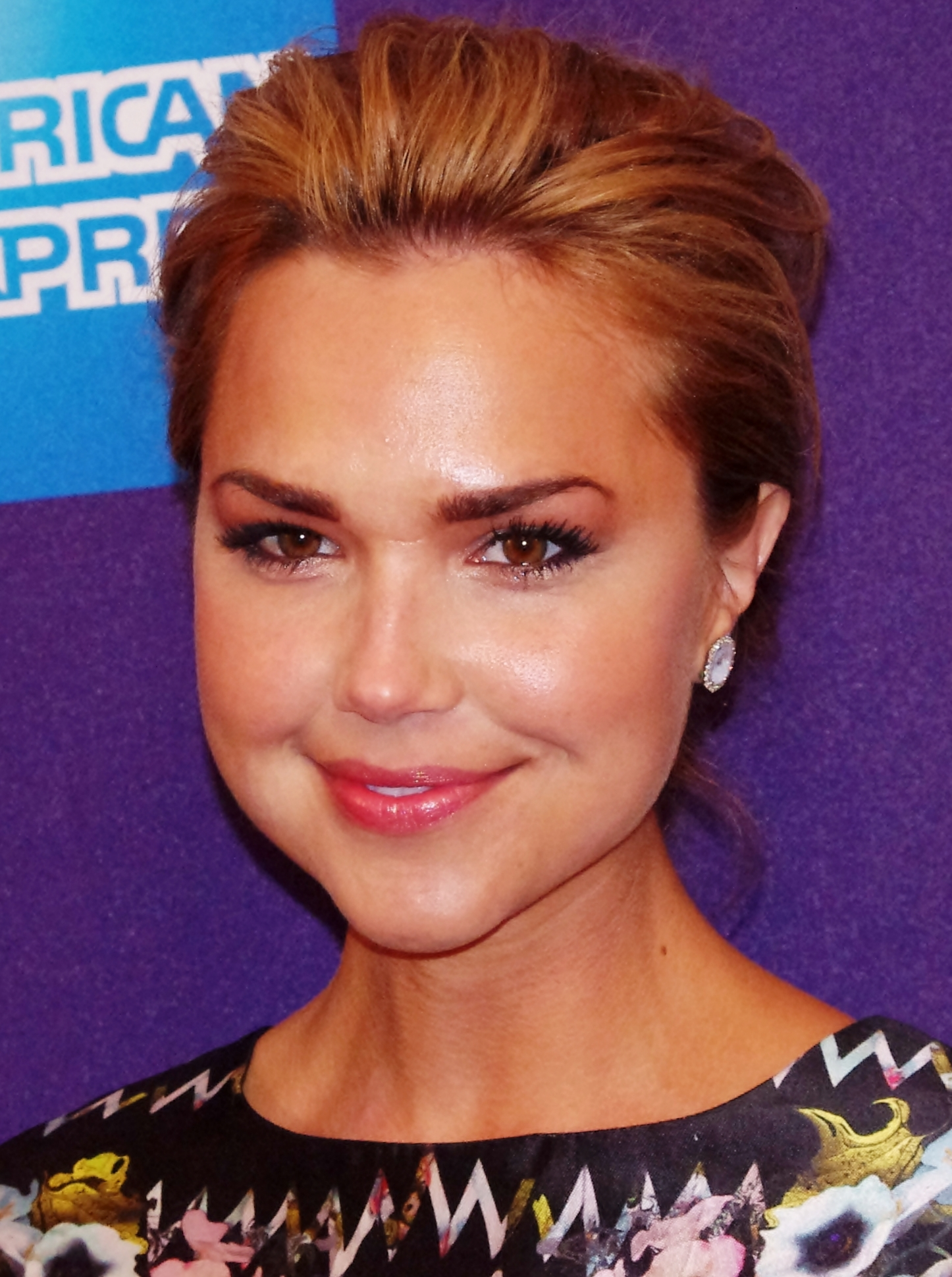
Arielle Kebbel, l'interprète de Lexi Branson.

Lexi, de son vrai prénom Alexia, est née le 13 novembre 1659 dans une famille noble. Elle est transformée en vampire en 1680, à l'âge de 21 ans. De passage à Mystic Falls en 1864, elle rencontre Stefan Salvatore, qui vient juste d'achever sa mutation, et constate avec effroi qu'il a décidé d'éteindre son humanité, passant ses nuits à massacrer d'innocentes jeunes femmes qu'il hypnotise pour les attirer chez lui et les utiliser comme distractions. Elle l'aide alors à maîtriser ses pulsions, lui expliquant qu'il existe une autre manière pour un vampire de vivre son existence immortelle, ne nécessitant pas qu'il s'abreuve de sang humain. Stefan laisse alors peu à peu son humanité refaire surface, se sevrant de sang humain pour ne traquer que les animaux. S'installant un temps dans la demeure des Salvatore, elle propose son aide à Damon, qui semble se laisser envahir par la haine qu'il éprouve contre son frère, mais ce dernier décline l'offre et préfère quitter la ville.
Lexi devient par la suite la meilleure amie de Stefan, le soutenant dans combat contre son addiction au sang humain, et vient à son secours chaque fois qu'il replonge dans ses anciens travers. Tous deux deviennent très proches, se limitant toutefois à l'amitié, et font les 400 coups ensemble, vivant des années d'amitié mémorables. Lexi tente même de présenter Stefan à son amie Rose, vampire également, en espérant les voir former un éventuel couple, mais cette dernière ne semble guère emballée à cette idée, préférant les mauvais garçons tandis que Lexi dépeint Stefan comme un homme bien. 
Saison 1
En 2009, Lexi rend visite à Stefan pour fêter son 162e anniversaire, et fait alors la rencontre d'Elena. Un premier temps refroidie par la ressemblance troublante de la jeune femme avec Katherine et reprochant à Stefan de se torturer, Lexi change d'avis quand elle comprend que Stefan est fou amoureux d'elle et qu'Elena l'aime en retour. Parallèlement, elle se méfie de Damon, également de retour à Mystic Falls, et l'accuse de tourmenter Stefan et de préparer un mauvais tour à ce dernier. Elle est agréablement surprise en apprenant que Damon a planifié une fête au Mystic Grill, à laquelle il a invité Stefan et elle-même. Enthousiasmée par l'idée, Lexi convainc Stefan de s'y rendre mais la soirée tourne au drame quand elle comprend que Damon l'a piégée. Il parvient ainsi à la faire accuser d'avoir attaqué un humain en hypnotisant la victime en question. Elle est démasquée par le shérif Forbes, qui lui injecte de la verveine, puis est embarquée hors du Mystic Grill par ses adjoints. Elle parvient à se libérer et tente d'attaquer le shérif quand Damon surgit et lui plante un pieu en plein cœur, la tuant sous les yeux de Stefan et Elena, qui observent la scène de loin. Damon parvient ainsi à gagner la confiance du shérif et à intégrer le Conseil des Fondateurs.
Saison 3
Dans la troisième saison, Lexi réapparaît temporairement en tant que fantôme et tente, avec la complicité d'Elena, d'aider Stefan à retrouver son humanité, après que ce dernier a rejoint Klaus.
Saison 4
Elle réapparaît également dans le 17e épisode de la saison 4. Il s'agit en fait d'un flash-back de Damon lorsqu'il était à New York en 1977. Durant cette période, Damon éteint son humanité, c'est à ce moment que Lexi apparaît, envoyée par Stefan pour le convaincre de la rallumer. Et après des mois à essayer de le convaincre, il lui avoue que son humanité est rallumée, et qu'il est amoureux d'elle. Il s'agit en fait d'une ruse de Damon pour se débarrasser d'elle. À la fin du flash-back, Damon explique à Elena que c'est en partie pour cela qu'il l'a tuée quand elle est revenue à Mystic Falls. Nous la revoyons dans les deux derniers épisodes de la saison, celle-ci revient à Mystic Falls en tant que fantôme car le voile qui séparait les deux mondes s'est ouvert. À la fin de l'épisode final, lorsque le voile est remis en place, elle disparaît en même temps que tous les autres fantômes, laissant Stefan attristé. 
Saison 5
Elle réapparaît dans l'épisode 22 de la saison 5 et retrouve Stefan (décédé précédemment) de l'autre côté après que le voile a été levé par Bonnie. Malheureusement, elle sait que plus Bonnie ramène une personne à la vie plus celle-ci s'affaiblit, et au même moment Markos surprend les deux jeunes femmes mais aussitôt Lexi le domine jusqu'à ce que celui-ci soit aspiré vers le « dark side » soit l'oubli absolu. Voyant que l'autre côté ne va pas tarder à disparaître ainsi que Bonnie qui est "l'Ancre" , elle lui déclare qu'elle ne veut pas revenir parmi les vivants avant que Stefan puisse revoir Damon et se sacrifie ainsi : elle a enfin trouvé la paix.
Saison 8
Lexi réapparaît dans le dernier épisode de la série (8x16), elle attend Stefan sur la voiture sur le parking du lycée de Mystic Falls. 
Ils sont tous les deux réunis après la mort de Stefan plus tôt dans l'épisode.

### Mason Lockwood
Interprété par Taylor Kinney
Saison 2
Mason est le frère cadet de Richard Lockwood et l'oncle de Tyler. Il révèle sa vraie nature de loup-garou en commençant à se transformer devant Stefan et Tyler. Damon essaie de le tuer avec de l'argent, mais échoue, ce qui pousse Mason à devenir son ennemi. Pour se venger, Mason décide de raconter au shérif Forbes que les frères Salvatore sont des vampires. Lors d'une pleine lune, il se transforme entièrement et entame un duel avec Caroline dans les bois. Quand il se fait enlever puis torturer par Damon, il avoue qu'il fait équipe avec Katherine pour tenter de retrouver la Pierre de Lune. Damon finit alors par le tuer en lui arrachant le cœur.
Saison 3
Il réapparait dans le sixième épisode de la troisième saison dans le manoir des frères Salvatore, en tant que fantôme.
Après avoir obtenu des excuses de la part de Damon, il décide de l'aider à trouver un moyen de vaincre Klaus, d'une part afin de racheter ses fautes, et d'autre part pour aider son neveu Tyler, désormais malgré lui sous l'emprise de l'hybride. Il lui dévoile ainsi l'un des secrets familiaux des Lockwood, une grotte mystérieuse cachée sous les caves de leur ancienne propriété et renfermant toute l'histoire des Vampires Originaux.

### Luka Martin
Interprété par Bryton McClure
Luka emménage à Mystic Falls avec son père, le Dr Jonas Martin. Ils sont tous deux des sorciers de Salem et semblent connaitre les origines de Bonnie Bennett. Il tombe sous le charme de Bonnie. Une nuit, lui et Bonnie tentent de détruire la Pierre de Lune, mais Luka dupe en fait la jeune femme, puis remet le talisman à Jonas. Il se fait ensuite à son tour piéger par Bonnie, qui le drogue puis l’ensorcelle pour savoir ce que lui et son père savent au sujet de la malédiction. Il révèle alors également que sa sœur Greta est retenue prisonnière par Klaus. Jonas jette un sort à Luka, qui fait alors un voyage astral pour retirer la dague du corps de leur associé, Elijah. Mais quand Katherine voit le poignard bouger tout seul, elle empêche à la projection de Luka de retirer celui-ci. Luka poignarde Katherine puis Damon le brûle. Le véritable corps de Luka est alors touché et il meurt.

### Olivia «Liv» Parker
(interprétée par Penelope Mitchell)
Avant les événements de la série

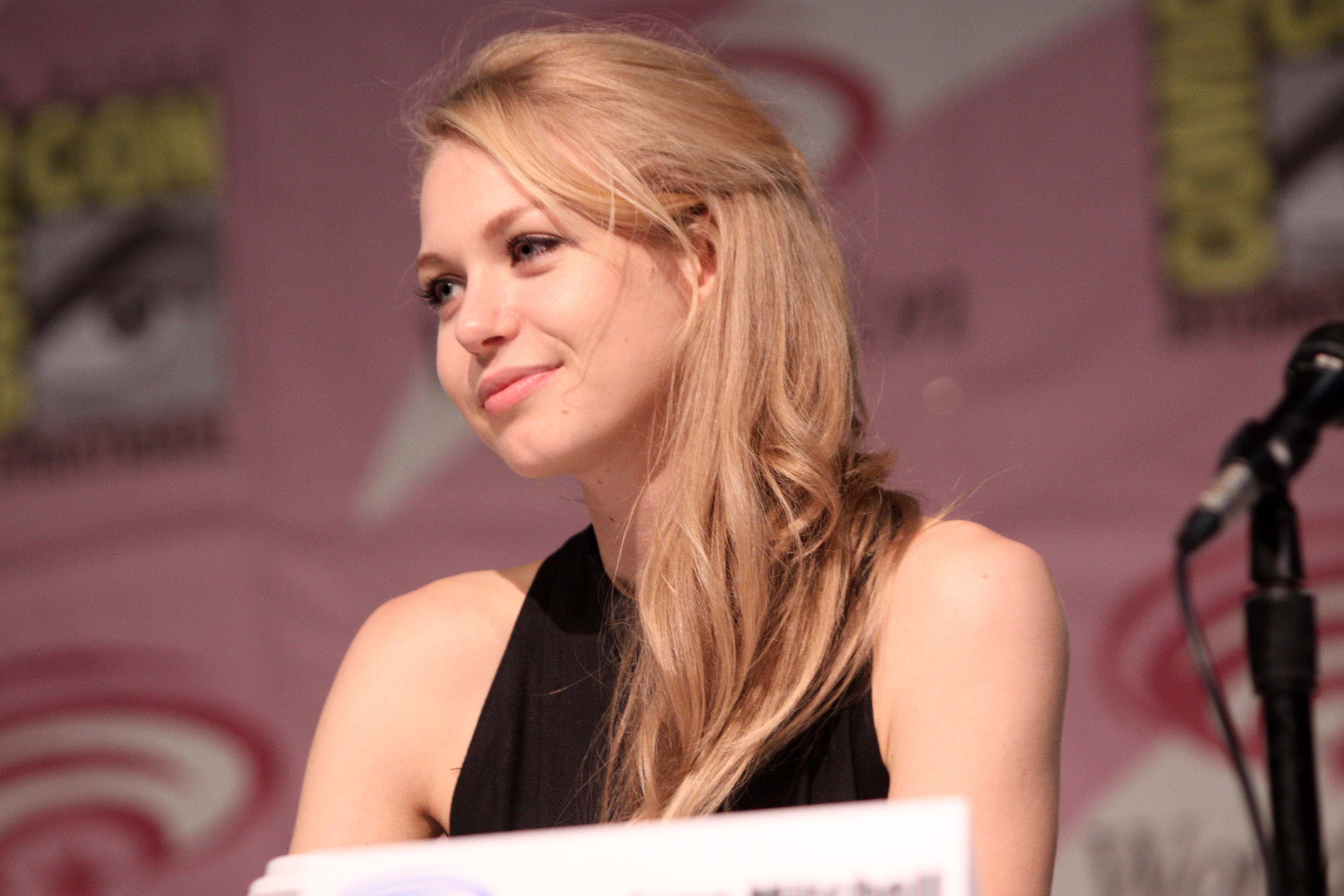
Penelope Mitchell, l'interprète de Liv Parker.

Olivia Parker est né le 4 février 1991, quelques minutes avant son frère jumeau Lucas dans la Congrégation des Gémeaux. Ce sont les plus jeunes enfants de Joshua Parker après six autres frères et sœurs. Le 9 mai 1994, son frère aîné Kai tua sa fratrie à l'exception de Jo dans l'objectif de tuer les jumeaux et d'éliminer tout risque de ne pas devenir le chef du clan. Pour avoir commis ces actes, Kai fut emprisonné dans une prison d'une autre dimension. Après cela, Jo quitta le clan et les jumeaux furent élevés, sachant qu'un jour, ils devraient fusionner afin de voir qui sera le plus puissant et deviendra le nouveau chef du clan.
Saison 5
Olivia Parker, communément appelée « Liv »  est une jeune sorcière qui fait semblant de ne pas utiliser ses pouvoirs pour se servir de Bonnie. Elle a un frère gay, Luke Parker. Dans l'épisode 13 de la saison 5, Liv est d'abord vue en classe pendant qu'elle joue avec un stylo. Elle est inexpérimentée dans la sorcellerie et essaie d'éviter les gens. Quand Bonnie est obligée de trouver une sorcière pour sauver Jeremy, elle va vers elle et la supplie de l'aider. Finalement, Liv accepte. Bonnie lui donne des conseils pour faire un sort de localisation et dit qu'elle pourrait lui apprendre à contrôler sa magie. Elle parvient enfin à réaliser ce sort. Dans l'épisode 15 de la saison 5, Liv aide Bonnie et Jeremy à localiser Katherine (qui est dans le corps d'Elena). Dans l'épisode 16 de la saison 5, Liv enferme Elena dans son dortoir car elle est devenue un vampire qui se nourrit du sang de vampire. Bonnie aide Liv une fois de plus, pour contrôler sa magie. Elle sera blessée par Elena. Liv est guérie en échange de la libération d'Elena de son dortoir. On découvre qu'elle a un frère, Luke et qu'en réalité, elle contrôle parfaitement la magie. Il semblerait qu'ils manigancent quelque chose tous les deux. Dans l'épisode 17 de la saison 5, Liv tente de s'allier à Jeremy afin de protéger Elena et de découvrir ce que préparent les Voyageurs. Après la mort d'Hazel, une sorcière, elle décide de changer ses plans et s'attaque à Elena. Elle est ensuite torturée par Damon qui cherche à lui soutirer les informations qu'elle cache mais est sauvée par Jérémy qui s'allie à elle et à son frère avec Matt et Tyler. Dans l'épisode 18, Liv utilise le couteau des Voyageurs pour s'assurer que Matt et Tyler ne sont pas possédés par un passager. Elle leur explique ensuite que son clan poursuit depuis des siècles les Voyageurs et qu'ils pensent que les Voyageurs tentent aujourd'hui d'infester Mystic Falls en possédant un par un les habitants de la ville. Dans l'épisode 19, Liv travaille dans un café de l'université quand Enzo entre pour venger la mort de Maggie. Il demande à Liv d'intervenir et celle-ci utilise ses pouvoirs contre Stefan et Elena. On apprend ensuite qu'elle le fait pour protéger la vie de son frère. Après qu'Enzo ait éteint son humanité, celui-ci la mord et elle boit le sang de Stefan afin de se guérir. Elle révèle ensuite à Bonnie que l'autre monde est en train de se détruire à cause du retour de Markos et qu'elle doit s'attendre à mourir. Dans l'épisode 21, Liv rappelle à Luke leur mission et l'impossibilité de laisser aux Voyageurs la chance de les priver de leur magie. Plus tard, elle s'attaque avec Luke à Stefan et Elena en faisant preuve d'une très grande puissance magique mais échoue à les tuer. Dans l'épisode 22, craignant des représailles, le frère et la sœur décident de quitter Mystic Falls mais sont bientôt rattrapés par Elena et Caroline. Afin de l'obliger à lancer le sort qui permettra de faire ramener Stefan, Caroline brise la nuque de Luke et Liv est obligée d'accepter de réaliser le sort qui permettra de le ramener avec Enzo, Stefan, Tyler et les autres. Mais le rituel étant trop puissant pour elle, Liv commence à s'affaiblir et à saigner du nez. Luke intervient alors, après avoir été ressuscité, voyant que sa sœur souffre trop, interrompt le sort juste après le passage d'Alaric (Damon reste malheureusement bloqué de l'autre côté à cause de Luke). Les jumeaux disparaissent une nouvelle fois dans la nuit.
Saison 6
Dans l'épisode 1, quatre mois après la résurrection de son frère, elle est retournée à l'université et participe ensuite à une fête organisée pour soutenir l'équipe de football de l'université. Plus tard, après une confrontation entre Luke et Tyler, elle rappelle à Tyler que c'est grâce à elle si certains d'entre eux sont toujours en vie et qu'il devrait laisser son frère en paix. Dans l'épisode 3, elle cherche à provoquer Tyler et lui avoue à moitié qu'elle est amoureuse de lui. Dans l'épisode 5, après que Tyler ait provoqué un grave accident, Liv utilise ses pouvoirs pour lui venir en aide et achève un blessé à l'agonie afin d'empêcher l'activation de la malédiction de Tyler (car si Tyler est responsable de la mort d'un humain, il redeviendra loup-garou). Dans l'épisode 8, lors de Thanksgiving, Liv et Luke fêtent leur 22 ans. Plus tard dans la soirée, Luke montre une vidéo de Liv bébé et on découvre que cette vidéo a été prise par Jo et que cette dernière est leur grande sœur. Luke, Liv et Jo racontent l'histoire de leur famille et de Kai et sur le fait que les jumeaux dans leur clan (La Congrégation des Gémeaux) sont nés pour être les leaders du clan. Après son départ, on apprend qu'après leur 22e anniversaire, les jumeaux fusionnent leurs forces ; le plus puissant gagne, absorbant la force de son jumeau, et le plus faible meurt. Tyler rejoint Liv au bar de Whitmore, voulant l'aider mais Liv dit que personne ne peut l'aider, que son clan a besoin d'un leader. Elle déclare alors qu'elle est sûre que Luke gagnera la fusion mais dans le cas inverse, elle se verra obligée de tuer son propre frère.
Dans l'épisode 9, elle embrasse Tyler. Elle est rejointe par Damon et Elena au cimetière où elle jette un sort avec l'ascendant et du sang d'une sorcière Bennett (Lucy) pour les envoyer dans l'autre dimension pendant huit heures pour qu'ils puissent aller chercher Bonnie. Malheureusement, la mission est un échec. Plus tard, Liv rencontre Kai sans se rendre compte qu'il s'agit de son frère. Elle finit par reconnaître son nom sur sa carte d'identité et Kai lui attrape le bras et absorbe sa magie mais Liv lui plante un pique à glace dans le bras et essaie de s'enfuir.
Dans l'épisode suivant, Liv écoute avec Luke le plan de Tyler qui est de rendre sa magie à Jo et qu'elle fusionne avec Kai comme ça elle et Luke ne seront pas obligés de le faire. Liv et Luke rejoignent Kai au cimetière, où il essaie de rendre sa magie à Jo, puis ce dernier part disant à Liv de convaincre Jo de reprendre sa magie ou sinon il la tuera. Liv dit à Jo qu'elle peut peut-être réussir à battre Kai lors de la fusion, Kai arrive et absorbe sa magie et elle finit par s'évanouir.
Dans l'épisode 13, Liv veut tuer Kai depuis qu'il a gagné sa fusion avec Luke. Plus tard dans l'épisode, elle se retrouve avec Tyler qui s'énervera contre elle pour avoir choisi la mort plutôt que lui ; Tyler décide donc de rompre avec Liv. Dans le dernier épisode, lors du mariage d'Alaric et Jo, Tyler et elle se pardonnent mais à la suite de l'arrivée de Kai, Liv et Tyler sont propulsés hors de la salle du mariage et sont mortellement blessés. Liv étant condamnée à la suite de la mort inattendue de Kai, dit à Tyler de l'achever afin qu'il redevienne un loup-garou pour ainsi guérir de ses blessures et Tyler finit par l'étouffer, le cœur brisé. Il lui déclare alors qu'il l'aimera jusqu'à la fin de sa vie.

### Lucas «Luke» Parker
(interprété par Chris Brochu)
Avant les événements de la série
Lucas Parker est né le 4 février 1991, quelques minutes après sa sœur jumelle Olivia dans la Congrégation des Gémeaux. Avec sa sœur Liv, ils sont les plus jeunes enfants de Joshua Parker après six autres frères et sœurs. Le 9 mai 1994, son frère aîné Kai tua sa fratrie à l'exception de Jo dans l'objectif de tuer les jumeaux et d'éliminer les risques de ne pas devenir le chef du clan. Pour avoir commis ces actes, Kai fut emprisonné dans une prison d'une autre dimension. Après cela, Jo quitta le clan et les jumeaux furent élevés, sachant qu'un jour, ils devraient fusionner afin de voir qui sera le plus puissant et deviendra le nouveau chef du clan.
Saison 5
Lucas Parker, communément appelé « Luke » est un sorcier gay qui vient de se faire plaquer par son petit ami David. Il a une sœur jumelle appelée Liv. Il apparaît dans l'épisode 16 de la saison 5, et connait déjà Elena (qui était possédée par Katherine). Elena le transforme presque en vampire mais l'oblige à oublier tout ce qui s'est passé et d'aller chercher Bonnie. Lui et Liv complotent quelque chose. Dans l'épisode 17, Luke surveille Bonnie tout en étudiant quand, tout à coup, l'esprit d'Hazel fait son apparition et demande à Bonnie de lui transmettre un message. Luke explique ensuite à Bonnie qu'il est le frère de Liv et aussi un sorcier. Plus tard, il tente de sauver Liv mais est interpellé par Matt et Tyler. Il accepte ensuite de travailler avec Jeremy, Tyler et Matt. 
Dans l'épisode 20, Luke vient en aide à Damon pour retrouver Enzo grâce à un sort de localisation qui ne donne aucun résultat. Plus tard, il lancera un sort de blocage pour cacher Elena et Stefan des Voyageurs mais se fera attaqué par Enzo qui l'assommera et l'enfermera dans une grange. Il sera sauvé par Stefan et Damon. Dans l'épisode 21, Luke rejoint Liv dans un café et discute avec elle de l'échec de leur mission. Remettant en doute la volonté des sorcières, Luke est soudainement frappé par une intense douleur et finit par accepter d'écouter Liv. Plus tard, il s'attaque, avec sa sœur, à Stefan et Elena mais ils n'arrivent pas à les tuer. Dans l'épisode 22, Luke se fait tuer par Caroline pour forcer Liv à réaliser le sort de résurrection. Une fois le rituel commencé, Luke passe immédiatement à travers Bonnie et revient dans le monde des vivants afin d'aider sa sœur. Voyant que le sort était en train de la tuer, il utilise sa magie pour stopper le sort de Liv et disparaît avec elle. C'est lui qui a causé indirectement la mort de Damon, car il a interrompu le sort juste avant son passage et donc Damon s'est retrouvé bloqué de l'autre côté.
Saison 6
Quatre mois après sa résurrection, Luke poursuit ses études à Whitmore et tente de se faire pardonner d'avoir stoppé le sort de Liv en créant, durant l'été, un bracelet de jour pour Alaric et en fournissant à Elena des herbes psychotropes lui permettant de voir Damon. Il se fait interpeller, et agresser, par Elena qui lui réclame sans cesse plus d'herbes. Tyler s'en prend également à lui pour avoir aidé Elena en lui fournissant des herbes. Dans l'épisode 8, lors du repas de Thanksgiving, Luke et Liv apprennent qu'ils ont une sœur Jo, ainsi qu'un frère Kai, qui a été emprisonné dans un monde parallèle de 1994, pour avoir décimé toute leur famille. Luke explique alors que lui et sa sœur font partie de la Congrégation des Gémeaux et que, lors de leur 22e anniversaire, ils devront fusionner, afin que l'un d'eux devienne le chef de leur clan. Le souci, c'est que lors de cette fusion, l'un des deux jumeaux y laissera malheureusement la vie. Dans l'épisode 10, Liv et Luke conspirent avec leur frère Kai contre leur sœur Jo pour éviter qu'ils fusionnent ensemble. Dans l'épisode 11, il est révélé que Luke est le plus puissant des jumeaux, ce qui veut dire que sa sœur perdra automatiquement la fusion. Dans l'épisode suivant, les jumeaux fêtent leur 22e anniversaire et doivent fusionner. Afin d'éviter de tuer sa sœur jumelle, Luke propose alors à Kai de fusionner avec lui. Kai lui explique qu'ils ne sont pas des jumeaux et que cela ne fonctionnera pas. Cependant, Luke explique qu'il est prêt à tout et il ferait tout afin de protéger sa sœur. Luke et Kai fusionnent ensemble mais à la fin, seul Kai se relève et Luke meurt : il a perdu la fusion...

### Malachaï «Kai» Parker
(interprété par Chris Wood)
Avant les événements de la série
Malachai "Kai" Parker est né à Portland, en Oregon, en 1972 (probablement le 9 mai). Il est membre d'un clan de sorciers qui comprenait ses sept frères et sœurs et faisait donc partie de la fameuse Congrégation des Gémeaux. C'est un sorcier, fils de Joshua Parker, le leader du clan des Gémeaux. Kai a une sœur jumelle, Josette dite "Jo", a entre autres deux frères et sœurs jumeaux Lucas "Luke" et Olivia "Liv" ainsi que de trois autres frères et sœurs. À la base avec sa sœur Jo, il était censé fusionner avec elle à leur 22e anniversaire dans le but de nommer un nouveau chef de la Congrégation, à la mort de leur père Joshua. Or, il s'est aperçu que Kai est incapable d'utiliser la magie naturellement, mais qu'il est capable de siphonner (de retirer) les pouvoirs d'un autre sorcier afin de les utiliser à ses propres fins. Le 9 mai 1994, lors de ses 22 ans avec Jo, fou de rage de ne pas pouvoir fusionner avec elle, il tue presque tous ses frères et sœurs (à l'exception des jumeaux Lucas et Olivia) et blesse gravement sa sœur jumelle Jo avec un couteau. Le Clan des Gémeaux est rapidement averti du génocide de la famille Parker et ils décident d'exploiter la puissance d'une éclipse solaire afin de piéger Kai dans une dimension parallèle du monde des vivants (ou monde-prison) pour ses crimes. Kai se retrouve donc piégé dans le monde prison, où il est condamné à revivre éternellement le même jour du 10 mai 1994. Jo, quant à elle, abandonne la sorcellerie et enferme sa magie dans un couteau. Kai se rend rapidement compte qu'il lui est impossible de mourir dans le monde-prison, bien qu'il ait essayé maintes fois de se suicider par désespoir. Comme les vampires, son corps conservera la même apparence qu'il avait à 22 ans. Il trouve l'Ascendant, un puissant instrument magique, qui peut l'aider à retourner dans le monde des vivants, mais, privé de pouvoirs magiques, il est incapable de s'en servir.
Saison 6
Vingt ans plus tard, en 2014, Kai est toujours prisonnier du monde-prison lorsqu'il a la surprise de voir apparaitre Damon Salvatore et Bonnie Bennett, envoyés dans ce monde parallèle après leur mort par Sheila Bennett, (la grand-mère de Bonnie). Pendant plus de deux mois, il va les observer et les espionner à leur insu. Il est découvert plus tard dans un supermarché par Damon. Kai tente alors d'empoisonner Damon avec de la verveine dans le but de tester les capacités de Bonnie, et celle-ci récupère ses pouvoirs de sorcière. Kai leur explique ensuite que seule la magie d'une Bennett peut les aider à sortir de cette dimension. Afin de vérifier l'étendue des pouvoirs de Bonnie, il lui demande de lancer un sortilège de localisation afin de trouver l'Ascendant, l'instrument magique qui leur permettra de rentrer chez eux. Or, il s'avère que c'est Kai qui l'a. Dans l'épisode 5, Bonnie découvre les vraies raisons pour lesquelles Kai est emprisonné dans ce monde parallèle et décide de le tuer. Mais celui-ci, incapable de mourir, attaque Damon et Bonnie juste au moment où ils allaient rentrer chez eux, grâce au pouvoir de l'éclipse solaire. Bonnie se sacrifie pour que Damon retourne parmi les vivants et Kai reste bloqué en 1994 avec Bonnie. Quant à l'Ascendant, il est détruit durant la lutte. Dans l'épisode 8, Kai récupère le couteau dans lequel sa sœur jumelle, Jo, a caché sa magie, pour récupérer la magie cachée à l'intérieur et poignarde traîtreusement Bonnie afin de récupérer son sang. Grâce au sang d'une Bennett et de l'Ascendant qu'il est parvenu à réassembler, Kai s'échappe finalement du monde-prison et retourne dans le monde réel en abandonnant Bonnie sur place.
Dans l'épisode 9, de retour chez les vivants, il tente de tuer sa jeune sœur Liv et il détruit l'Ascendant, empêchant ainsi aux autres de retrouver Bonnie. Dans l'épisode 10, il capture sa sœur jumelle Jo et tente de fusionner avec elle avec l'aide de Liv mais il se fait capturer par Damon et Alaric. Alors qu'il se bat contre eux, Kai en profite pour aspirer toute la magie du sort des Voyageurs et devient ainsi extrêmement puissant. Cependant, grâce à lui, la barrière anti-magie de Mystic Falls est détruite et les vampires peuvent dorénavant rentrer dans leur ville. Il kidnappe Elena à la fin de l'épisode alors qu'elle s'apprêtait de parler à Damon. Kai se rend compte qu'en ayant aspiré le sort anti-magie des Voyageurs, il se retrouve avec de trop grands pouvoirs et peine à les canaliser. À la fin de l'épisode 11 il s'en prend à Jo mais se fait tirer dessus par Jérémy et finit à l'hôpital. Il aide Damon à retirer la magie présente dans le corps du shérif Forbes et récupère ainsi un peu de magie. Il s'apprête de nouveau à fusionner avec Jo lorsque Luke interrompt la fusion : il veut fusionner avec Kai afin d'éviter de tuer sa sœur jumelle Liv. D'abord réticent, celui-ci finit par accepter et fusionne avec son frère cadet et gagne, absorbant ainsi les pouvoirs du jeune sorcier, tandis que Luke meurt de la fusion. Kai devient ainsi le nouveau leader de la Congrégation des Gémeaux, un poste dont il rêvait depuis plus de vingt ans. Néanmoins, étant le chef de la Congrégation, si jamais il meurt, alors toute la Congrégation des Gémeaux mourra en même temps que lui, étant donné que toutes les vies des membres du clan sont liées à la vie du chef. Dans l'épisode 13, Liv veut tuer Kai depuis qu'il a gagné sa fusion avec Luke mais Kai lui échappe.
Dans l'épisode 15, Kai commence à tomber malade car il a fusionné avec Luke et non pas avec sa sœur jumelle. Il est néanmoins guéri par Jo en lui donnant toute sa magie, évitant ainsi la destruction des monde-prisons (où se trouve toujours Bonnie) et la mort de toute sa Congrégation. Il aide par la suite Elena, Damon et Bonnie à retrouver Lily Salvatore (la mère de Stefan et Damon) dans le monde-prison de 1903 dans l'épisode 14, sauf que Bonnie, voulant se venger de tout ce qu'il lui avait fait, piège Kai et l'abandonne à son tour dans le monde-prison de 1903. Kai se retrouve de nouveau prisonnier dans un monde parallèle. Il fait la connaissance des Hérétiques de Lily Salvatore, restés sur place. À la fin de l'épisode 20, Kai qui semble avoir un plan pour s'échapper du prison-monde de 1903. Il fait son grand retour chez les vivants à la fin de l'épisode suivant : il apparaît au beau milieu du mariage d'Alaric et de Jo et poignarde brutalement cette dernière dans le ventre, la tuant sur le coup, elle ainsi que les jumeaux qu'elle portait dans son ventre. Il fait ensuite valser toute la pièce avec ses pouvoirs, tuant et blessant gravement la plupart des personnes qui se trouvaient au mariage. Elena se retrouve propulsée contre un mur et perd connaissance. Damon l'amènera à l'hôpital. Kai explique ensuite à un Alaric abattu que pour éviter que sa place de leader ne soit compromise, il devait impérativement se débarrasser des futurs jumeaux de Jo, afin "d'éliminer la concurrence". Il se suicide peu après en s'enfonçant un éclat de verre dans le cou, ce qui provoque la mort de toute la Congrégation des Gémeaux, dont notamment son père Josha et sa sœur Liv.
Un peu plus tard, Kai se réveille en Hérétique (un être à la fois sorcier et vampire), grâce au sang de Lily Salvatore, qu'il avait ingurgité juste avant de mourir. Afin d'achever la transition, il se nourrit d'une goutte de sang de son père Josha. Puis il se fait mordre par Tyler, qui est redevenu un loup-garou. Affaibli par sa morsure, il va voir Damon à l'hôpital et lui demande le remède contre les morsures de loup-garou. Ce dernier lui répond ironiquement que le remède se trouve hors de sa portée (il s'agit du sang de Klaus Mikaelson, or celui-ci vit maintenant à la Nouvelle-Orléans, voir la série The Originals). Damon exige ensuite de Kai qu'il guérisse Elena. Celui-ci lui explique alors que la vie d'Elena est suspendue pour une durée indéterminée. En effet Kai, pour se venger de Bonnie, a lié la vie d'Elena à celle de Bonnie, ce qui veut dire que tant que Bonnie sera en vie, Elena restera plongée dans le sommeil. Le sorcier déclare également qu'aucun sortilège ne peut rompre la malédiction et qu'à la moindre tentative d'inverser le sort, Elena et Bonnie mourront instantanément. Bonnie, qui entre-temps vient d'apprendre ce que Kai avait fait à Elena décide de le tuer. Mais Kai arrive à aspirer le venin de loup-garou qui était en lui et est à deux doigts d'achever Bonnie lorsque Damon arrive. Celui-ci, voyant Bonnie mourante, décide se s'en aller. Kai est véritablement stupéfait qu'il choisisse de laisser Bonnie mourir. Mais Damon arrive soudain par derrière et le décapite violemment, le tuant une bonne fois pour toutes.
Saison 8
Dans l'épisode 12 Kai est de retour. En effet lorsque Matt a sonné 11 fois la cloche, une sorte de "brèche" s'est ouverte et a permis à Cade et Kai de revenir dans le monde des vivants et d'échapper des Enfers.
Dans l'épisode 13, Kai explique comment il s'est échappé de l'enfer puis, en fin d'épisode, il siphonne Damon et lui dit que la rédemption n'existe pas pour lui. Il disparaît en emportant Elena encore dans le coma grâce à un sort car il souhaite l'échanger à Cade contre sa propre vie. Mais son plan tombe à l'eau et il essaye de tuer les jumelles Josie et Lizzie (ses nièces) avant de se faire maîtriser par Caroline. À la fin de l'épisode 14, capturé, il est emprisonné par Bonnie dans un nouveau monde prison. Mais avant qu'elle ne l'abandonne à son sort, l'hérétique a le temps de lui révéler que même avec la mort de Cade, les Enfers n'ont pas disparu et qu'ils sont maintenant dirigés par Katherine Pierce.

Kai est l'antagoniste principal de la saison 6 et fait partie des méchants les plus emblématiques de la série, avec Klaus Mikaelson et Katherine Pierce. Ironiquement, Kai partage de nombreux points communs avec Klaus mais cependant se montre beaucoup plus cruel, vicieux, sournois et sadique que Klaus ne l'était. Kai est donc un pur sociopathe particulièrement violent sans états d'âme, incapable de sentiments humains et doté d'un humour sadique incomparable. Cependant, lorsqu'il absorbe les pouvoirs de son frère Luke après leur fusion, on lui découvre des sentiments de gentillesse et de compassion. À la fin de saison, il a réussi à atteindre l'objectif qu'il s'était fixé vingt ans plus tôt, à savoir éliminer toute sa famille (il tue la plupart de ses frères le 9 mai 1994, ensuite il tue son frère Luke lors de leur fusion, il poignarde froidement sa sœur jumelle Jo de plusieurs coups de couteaux dans le ventre et il est responsable de la mort de Liv, vu que celle-ci meurt après que Kai se soit suicidé) ainsi que son clan. Bien qu'ayant en réalité plus de 40 ans, il a le physique d'un jeune homme de 22 ans, vu qu'il a été emprisonné durant plus de vingt ans dans le monde-parallèle de 1994.

### Jo Laughlin née Josette Parker
(interprétée par Jodi Lyn O'Keefe)

Avant les événements de la série

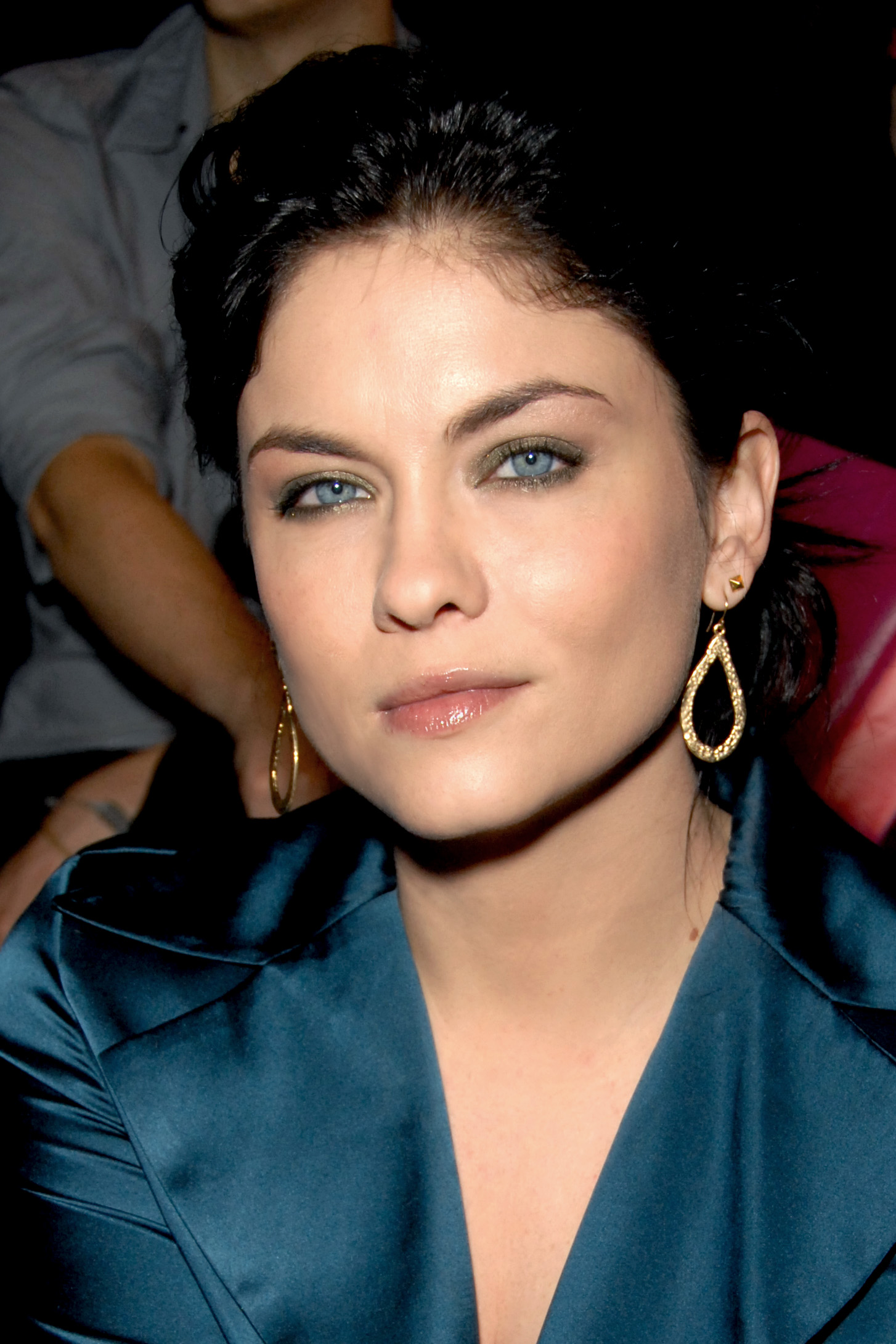
Jodi Lyn O'Keefe, l'interprète de Jo Laughlin.

Josette "Jo" Parker est née à Portland, en Oregon, en 1972 (probablement le 9 mai) et est membre d'un clan des sorciers qui comprenait ses sept frères et sœurs et faisait donc partie de la fameuse Congrégation des Gémeaux. C'est une sorcière, la fille de Joshua Parker, le leader du clan des Gémeaux. Jo a un frère jumeau Kai et elle est la sœur des jumeaux Lucas "Luke" et Olivia "Liv" ainsi que de trois autres frères et sœurs. Elle était censée fusionner avec son frère Kai à leur 22e anniversaire dans le but de nommer un nouveau chef de la Congrégation, à la mort de leur père Joshua. Le 9 mai 1994, alors qu'elle fête ses 22 ans avec Kai, celui-ci, fou de rage de ne pas pouvoir fusionner avec elle, décime presque tous ses frères et sœurs (à l'exception des jumeaux Lucas et Olivia) et blesse gravement Jo avec un couteau. Jo, bien que blessée, aide Liv et Luke à échapper à Kai, grâce à un sort de dissimulation qu'elle lance sur eux. Le Clan des Gémeaux est rapidement averti du génocide de la famille Parker et ils décident d'exploiter la puissance d'une éclipse solaire afin de piéger Kai dans une dimension parallèle du monde des vivants (ou monde-prison) pour ses crimes. Jo les aide à piéger Kai en lui faisant croire qu'ils sont en train de fusionner. Kai se retrouve donc piégé dans le monde prison, où il est condamné à revivre éternellement le même jour du 10 mai 1994. Jo, quant à elle, abandonne la sorcellerie et enferme sa magie dans un couteau, quitte la maison familiale et la ville de Portland puis prend le nom de Jo Laughlin. Plus tard, elle poursuit des études de médecine et devient un médecin renommée. Elle part travailler à l'hôpital de Withmore, non loin de la ville de Mystic Falls.
Saison 6
Vingt ans après le bannissement de Kai, en 2014, Jo apparaît dès le début de l'épisode 1, elle enseigne la médecine à plusieurs étudiants dont notamment Elena Gilbert. Plus tard dans l'épisode, à l'occasion d'une fête d'étudiants, elle fait la rencontre d'Alaric Saltzman, avec qui elle sympathise très rapidement. Mais ce dernier fait tout pour éviter le rendez-vous, tiraillé par la faim et ne sachant pas vraiment comment aborder un sujet de conversation avec Jo. Dans l'épisode 5, elle a de nouveau un rendez-vous avec Alaric dans une fête d'étudiants qui se déroule dans un champ de maïs mais leur discussion sera écourtée par le grave accident de voiture que provoque Tyler. Beaucoup d'étudiants sont blessés et Alaric se sent mal à l'aise à la vue de tout ce sang. Quant à Elena, elle utilise son sang afin de guérir plusieurs étudiants à l'agonie, ce qui éveille les soupçons de Jo au sujet des vampires. Plus tard, Alaric essaie de l'hypnotiser afin qu'elle ne se rappelle plus de lui mais constate que l'hypnose ne fonctionne pas sur elle, et à sa grande surprise, Jo l'embrasse. Alaric et Elena découvrent un peu plus tard que Jo est en réalité une sorcière mais qu'elle a perdu tous ses pouvoirs. Dans l'épisode suivant, elle sauve Alaric in extremis de la mort, celui-ci ayant traversé par mégarde la frontière anti-magie de Mystic Falls. Alaric redevient donc humain et Jo le soigne à l'hôpital. Ils commencent à sortir ensemble.
Dans l'épisode 8, elle modifie certains dossiers médicaux afin que personne ne découvre qu'Elena est un vampire. Plus tard, lors du repas de Thanksgiving, elle a la surprise de retrouver ses frères cadets, les jumeaux Liv et Luke et elle raconte par la même occasion qu'elle est en réalité la sœur jumelle de Kai et que celui-ci a été emprisonné dans un monde-parallèle (celui où se trouve Bonnie) pour avoir massacré toute sa famille. Elle explique aussi l'histoire de la Congrégation des Gémeaux et développe en particulier la question de l'élection du leader de clan. Plus tard dans l'épisode, elle se fait presque tuer par son père Joshua, qui, pour éviter que son fils démoniaque ne revienne de son exil, préfère la tuer plutôt que de mettre en danger tout le clan, "le clan passe avant la famille" comme il le dit clairement à Damon. Cependant, Jo est sauvée en buvant le sang d'Elena. Dans l'épisode 10, Kai, ayant réussi à s'échapper du monde prison la capture et tente de fusionner avec elle. Elle sera libérée par Damon et Alaric. Dans l'épisode 12, Kai force de nouveau Jo à fusionner avec lui mais leur frère Luke empêche la fusion. Luke fusionne finalement avec Kai mais n'y survit pas. Kai quant à lui, devient le nouveau leader de la Congrégation des Gémeaux.
Dans l'épisode 15, Jo donne sa magie à Kai afin qu'il ne meurt pas afin que la Congrégation et les mondes-prisons ne soient plus anéantis. Kai se fait piéger par Bonnie et est abandonné à nouveau dans le monde prison de 1903. On apprend à ce moment-là que Jo est enceinte d'Alaric. Ému, ce dernier la demande en mariage et Jo accepte. Dans l'épisode 20 après qu'Elena et Bonnie lui aient organisé un enterrement de vie de jeune fille, Jo est attaquée par Lily Salvatore, qui lui révèle qu'elle n'attend non pas un mais deux bébés : elle est enceinte de jumeaux. Plus tard, Jo avoue être soulagée que Kai ne soit plus là, car il aurait tout fait pour éliminer la menace que représentent ses jumeaux à naître. Dans l'épisode 21, c'est le grand jour pour Jo : elle se marie enfin avec Alaric. Arrivée au moment de la cérémonie, Jo s'apprête elle aussi à prononcer ses vœux lorsque soudain, elle s'effondre au sol en hurlant de douleur. Kai est apparu juste derrière elle et l'a poignardée de plusieurs coups dans le ventre. Jo meurt ensuite dans les bras d'Alaric quelques secondes plus tard dans l'épisode suivant, de même que ses jumeaux à naître.
Saison 7
Plusieurs mois après la mort de Jo, on apprend qu'Alaric continue de conserver son corps à la morgue : il cherche à tout prix un moyen de la ressusciter. On apprend également qu'Alaric est en possession d'une pierre rouge appelée "La Pierre du Phénix" et qui a le pouvoir de faire ressusciter les morts. À la fin de l'épisode 4, avec l'aide de Bonnie, Alaric utilise la Pierre sur le corps de Jo. Au grand étonnement des deux amis, Jo ouvre alors les yeux. Dans l'épisode suivant, Alaric soutient son épouse qui, après sa "résurrection", semble être dans un état second, ne se rappelant plus qui elle est, ni ce qu'elle fait ici. Mais Bonnie apprendra un peu plus tard que la Pierre du Phénix ne renferme malheureusement que des âmes de vampires. Ce qui signifie que Jo n'a jamais ressuscité et que c'est à présent l'âme d'un très vieux vampire qui possède son corps. L'âme de la vampire en question dénommé Florence se retrouve mourante et on apprend qu'une âme de vampire, placée dans un corps d'humain ne peut pas survivre. Alaric, une nouvelle fois abattu, doit faire face à la mort du corps de sa femme mais, cette fois, en ayant pu lui dire adieu. On découvre qu'avant de mourir, la Congrégation des Gémeaux avait pu transférer les jumeaux de Jo dans le corps d'une autre personne, en l'occurrence Caroline. Alaric découvre alors, estomaqué, que ses enfants sont encore vivants, mais qu'ils grandissent à présent dans le ventre de Caroline. La jeune vampire se retrouve donc enceinte des jumeaux de Jo. Ensuite, dans un flash-forward de trois ans, on apprend qu'Alaric est père de deux petites jumelles.

### Lillian «Lily» Salvatore
(interprétée par Annie Wersching)
Avant les événements de la série

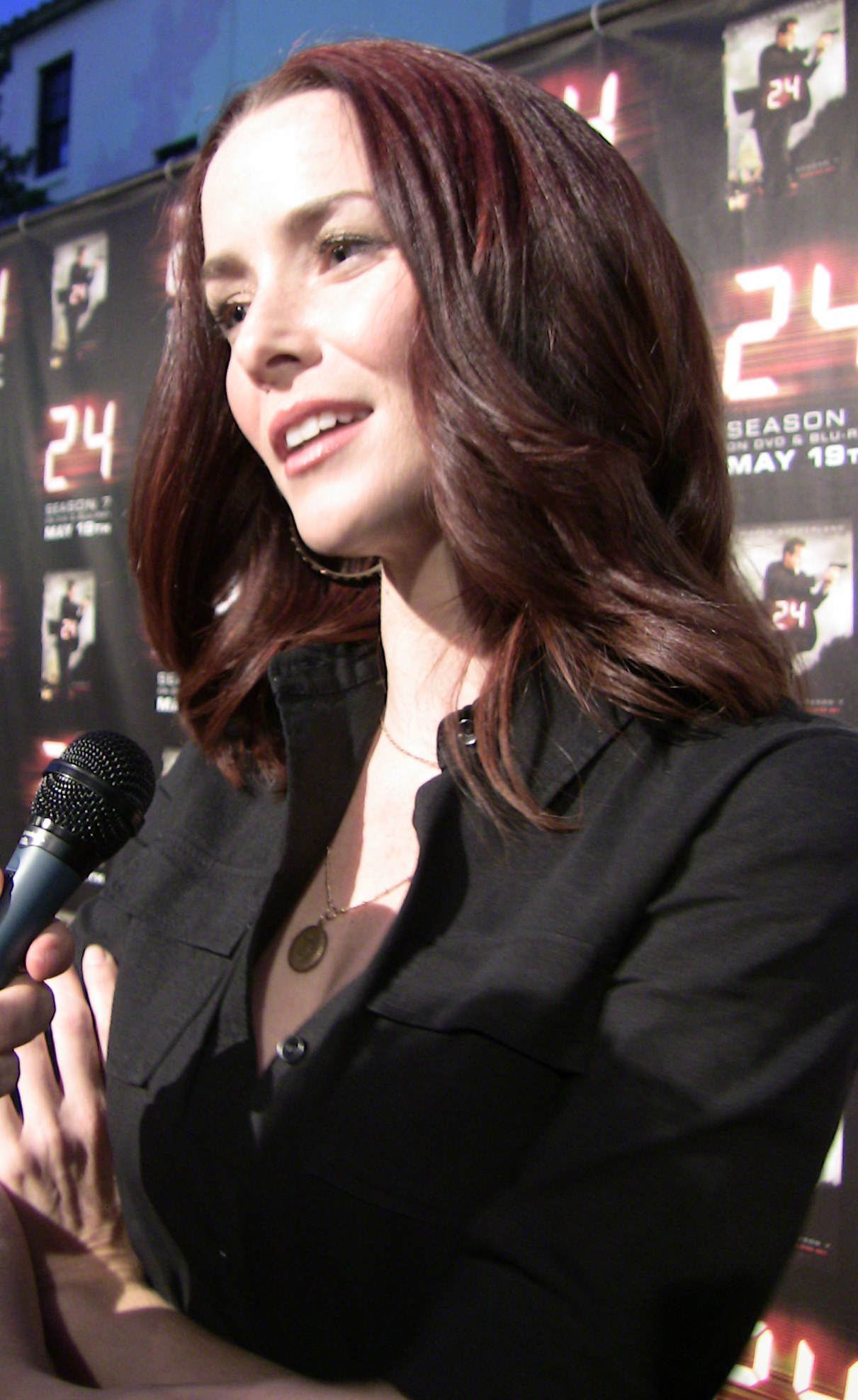
Annie Wersching, l'interprète de Lily Salvatore.

Lillian Salvatore, surnommée "Lily" est née entre 1820 et 1822, probablement en Virginie. Elle est la mère de Damon et Stefan et l'épouse de Giuseppe Salvatore. Dans les années 1830, faisant partie de la noblesse, elle épouse ce dernier et ils s'installent à Mystic Falls. De leur union naîtront Damon en 1839 et plus tard Stefan en 1847. Cependant elle est régulièrement maltraitée par son mari violent, de même que ses enfants. Elle prévoyait de le quitter et de partir avec Stefan et Damon mais en 1858, alors que Stefan a 11 ans, elle tombe très malade de la tuberculose et Giuseppe est obligé de la placer dans un endroit sûr. Lily est ensuite envoyée dans un hôpital confiné. Une infirmière (qui était un vampire) lui donne de son sang afin qu'elle survive. Malheureusement, Lily succombe de la maladie quelques heures plus tard, puis elle revient à la vie en tant que vampire. Elle revient alors à Mystic Falls la veille de son enterrement afin de voir ses fils. Elle entre dans la chambre de Stefan mais, tiraillée par la soif de sang, décide de ne pas s'approcher de lui afin de ne pas le blesser. Puis elle décide de prendre la fuite. Stefan, qui a eu le temps d'apercevoir sa mère un bref instant, a cru avoir vu un ange. Ensuite, de 1858 à 1903, elle a parcouru l'Europe et a succombé à sa soif de sang ; elle est devenue un boucher. Pendant plus de 40 ans, elle a terrorisé l'Europe tout entière, anéantissant villes et villages, massacrant n'importe quel humain qui passait par là. Durant ce laps de temps, Lily s'est entourée d'une bande de six sorciers bannis de la Congrégation des Gémeaux (qu'on appelle les Hérétiques, car ils avaient le don de siphonner les pouvoirs des autres sorciers) qu'elle a transformée les uns après les autres en vampires. Ils se nomment : Valérie Tulle, Nora Hildegard, Mary-Louise, Malcolm, Oscar, Beau (un sorcier muet) et Julian, avec qui Lily entretiendra une relation amoureuse. La Congrégation des Gémeaux entendra bientôt parler d'un "boucher" et décident de la neutraliser.
Pendant des décennies, afin d'échapper à la Congrégation, Lily et ses compagnons ont fui de villes en villes. Cependant, Lily n'a jamais oublié ses fils et en 1863, elle envoie Valérie et Julian à Mystic Falls afin de voir si Stefan se porte bien et de veiller sur lui. Elle envoie aussi Oscar veiller sur Damon, alors que celui-ci est parti au front. Valérie entretiendra par la suite une relation amoureuse avec Stefan et tombera enceinte. Mais Julian le découvrira et battra Valérie jusqu'à ce qu'elle perde l'enfant. Valérie se suicidera par la suite et deviendra ainsi la première "Hérétique". Julian fut emprisonné dans la Pierre du Phénix à cette époque-là et son corps fut conservé dans un cercueil grâce à la magie des Hérétiques. Dans la nuit du 31 octobre 1903, alors qu'elle s'apprête à s'embarquer à bord d'un cargo à Manhattan, à New York, elle fait la connaissance d'un jeune homme du nom de Lorenzo « Enzo » alors que celui-ci est en train de mourir de la tuberculose. Dans un élan de compassion, elle transforme Enzo en vampire afin de le sauver. Mais plus tard dans la nuit, elle est rattrapée par la Congrégation des Gémeaux. Pour la punir de ses crimes, la Congrégation l'enferme avec ses compagnons dans un monde parallèle (ou monde-prison) et Lily est condamnée à revivre éternellement le même jour du 31 octobre 1903. Les rations de sang s'épuisaient et Lily vit ses compagnons sacrifier leurs rations de sang pour elle afin qu'elle puisse survivre. Lily dut se résoudre à ne boire que deux gouttes de sang par semaine, à peine de quoi rester éveillé, et ce durant plus d'un siècle. Alors, tiraillée par la faim, elle endura l'une des pires tortures qu'on puisse imaginer. Quant à Enzo, il réussit à s'échapper du cargo après s'être réveillé en vampire et a rejoint la terre à la nage.
Saison 6
Elle apparaît dans l'épisode 15, au moment où Bonnie s’apprête à quitter le monde prison de 1903 et lui demande qui elle est. Bonnie a filmé la scène avec sa caméra et repart avec dans le monde des vivants. De retour chez les vivants, elle montre la vidéo à Damon et celui-ci comprend, estomaqué que sa mère n'est jamais morte de la tuberculose en 1858 est qu'elle est à présent prisonnière dans un monde parallèle. N'arrivant pas à y croire, il se rend dans la crypte familiale et décide d'ouvrir la tombe de sa mère. Il constate qu'aucun corps ne repose dans le cercueil. Plus tard, afin de rendre son humanité à Stefan, il organise un voyage jusqu'en 1903, accompagné d'Elena, Kai et Bonnie afin d'aller libérer Lily du monde-prison. Lily retourne donc chez les vivants en 2015, malheureusement sans ses compagnons et a du mal à s'adapter à la modernisation du monde des années 2010. Dans l'épisode 18, elle aide Stefan à retrouver son humanité. Elle veut à tout prix faire revenir sa "famille" mais Damon a décidé qu'il fallait détruire l'Ascendant, afin que Kai, de nouveau emprisonné dans le monde-prison de 1903 ne puisse plus jamais revenir, ce qui empêchera les Hérétiques de revenir eux aussi. Furieuse, Lily menace de détruire le remède contre le vampirisme que Damon souhaitait partager avec Elena, puis finalement le donne elle-même à cette dernière. Plus tard dans l'épisode, elle tombe nez à nez avec Enzo, qu'elle a transformé en vampire en 1903 et le reconnaît. Puis, elle lui explique qu'elle n'a pas pu être à ses côtés après sa transformation, car elle a été capturée par la Congrégation des Gémeaux et emprisonnée en 1903. Enzo décide de lui pardonner. Dans l'épisode 20, furieuse que Bonnie ait détruit l'Ascendant, décide de se venger, et parvient à blesser Bonnie et alors que Lily s'apprête à tuer Jo, celle-ci la supplie de l'épargner car elle est enceinte et Lily annonce alors à Jo qu'elle attend des jumeaux et lui laisse la vie. Quelques instants plus tard, elle attaque Elena (qui est redevenue humaine) et veut se nourrir d'elle. Elle est neutralisée par Stefan et Damon, qui l'enferme dans la cave du manoir des Salvatore. Dans l'épisode 21 , elle donne son sang à Kai (sorti du monde-prison de 1903) en échange de ses compagnons. Elle passe ensuite toute la nuit à fouiller les entrepôts où Kai lui a dit que ses compagnons se trouvaient là. Au matin, après la mort de Kai, le fameux entrepôt apparaît enfin aux yeux de Lily et celle-ci retrouve sa "famille".
Saison 7
Même en jouant le rôle de la maman des Hérétiques, Lily a beaucoup de mal à contrôler ses "enfants". Elle leur interdit de se nourrir des humains. Rendus fous par la soif, les cinq Hérétiques sortent au grand jour et massacrent sans pitié des dizaines d'humains lors d'une cérémonie donnée en l'honneur des officiers. C'est une vraie boucherie. Offusquée et afin d'éviter de nouveaux carnages, Lily passe une trêve avec son fils Stefan. Dorénavant, Mystic Falls est tombée sous le contrôle des Hérétiques, et chaque humain trouvé dans les rues sera massacré sans pitié. Stefan et ses amis feront donc évacuer la ville. Lily et sa famille s'installent ensuite dans le manoir des Salvatore. Mais à la fin de l'épisode, l'un des Hérétiques, Malcolm, est tué par Damon et Bonnie. Furieuse, Lily enlève et fait torturer Caroline par Nora et Mary-Louise. Elle menace ensuite de faire noyer le cercueil d'Elena si Damon ne quitte pas Mystic Falls. On apprend qu'elle est à la recherche de la Pierre du Phénix, afin de faire revenir Julian à la vie. Or il s'avère que c'est Alaric qui possède la Pierre. Elle envoie Oscar trouver le corps fossilisé de Julian mais ce dernier sera tué par Valérie, qui ne souhaite en aucun cas le retour de Julian. Damon utilise la Pierre de Phénix afin de ressusciter Oscar, afin qu'il puisse l'échanger contre le cercueil d'Elena. À la fin, après avoir récupéré le corps de Julian, Lily rend le cercueil d'Elena à Damon et parvient, avec l'aide des Hérétiques à ramener Julian à la vie. Lily peut enfin connaître le bonheur avec l'amour de sa vie mais elle s'aperçoit qu'Enzo éprouve des sentiments amoureux à son égard, étant donné que cette dernière est sa créatrice, il a d'ailleurs élu domicile avec eux. Dans un épisode, elle échange avec Enzo un baiser passionné.
Pendant ce temps, Damon apprendra que sa mère est en réalité responsable du sort d'Elena (en effet, c'est Lily qui a donné à Kai l'idée de lier la vie d'Elena à Bonnie). À partir de là, il vouera une haine féroce à sa mère, n'arrivant pas à lui pardonner son acte. Il décide de la faire souffrir en laissant Lily vivre son bonheur avec Julian et, au moment où celle-ci s'y attendra le moins, il lui prendra à son tour l'amour de sa vie. Avec Stefan, ils tomberont d'accord et planifieront de nombreuses tentatives afin d'éliminer Julian le plus rapidement possible. Mais toutes ses tentatives se retrouveront avortées, le sorcier étant bien trop puissant pour les deux vampires. Afin de protéger Lily, Julian liera leurs deux vies de façon que ni lui ni Lily ne soient en danger. Stefan et Damon kidnapperont ensuite leur mère dans l'épisode 7 et Damon prendra un plaisir sadique à la torturer avec de la verveine. On apprend alors lors d'un flash-back de 1863 que Damon avait été maltraité par son père Giuseppe, pour une faute que Lily avait commise et que celle-ci n'avait rien fait pour le protéger. Stefan révèle ensuite à sa mère ce que Julian a fait subir à Valérie en 1863 et il lui fait comprendre que Julian n'est en fait qu'une pâle copie de Giuseppe Salvatore et qu'il utilise Lily à son avantage. Lily finit par se ranger du côté de ses fils, elle entretiendra même une relation mère-fils amicale avec Stefan, et tentera même de renouer des liens avec Damon, mais celui-ci, toujours rancunier, refusera d'avoir affaire à sa mère, lui crachant au visage qu'elle n'est rien pour lui. Damon tentera également de tuer sa mère en essayant de tuer Julian, en sachant que leurs deux vies sont liées l'une à l'autre. Dans l'épisode suivant, Damon et Valérie se retrouvent capturés par Julian et le sorcier impose un choix à Lily : elle doit laisser mourir l'un des deux. Afin de stopper Julian et de sauver ses deux enfants (malgré l'attitude de Damon à son égard), Lily se suicide en s'enfonçant un pieu dans le cœur. Mais son geste se trouve être inutile, Julian ayant déjà délié la vie de Lily de la sienne. Un peu plus tard, Lily meurt, entourée par les Hérétiques ainsi que de ses deux fils. Stefan est véritablement bouleversé par la mort de sa mère, à l'inverse de Damon, qui sussurera à sa mère juste avant qu'elle ne meure :" Vous avez fait votre lit. Maintenant, faites une bonne sieste !" Lily sera par la suite enterrée au début de l'épisode 9, lors de festivités de Noël où Stefan, Damon (sous la contrainte), Valérie et Nora seront présents.
Avec les Hérétiques et Julian, elle est l'une des principales antagonistes de la saison 7.

### Julian
(interprété par Todd Lasance)
Avant les événements de la série

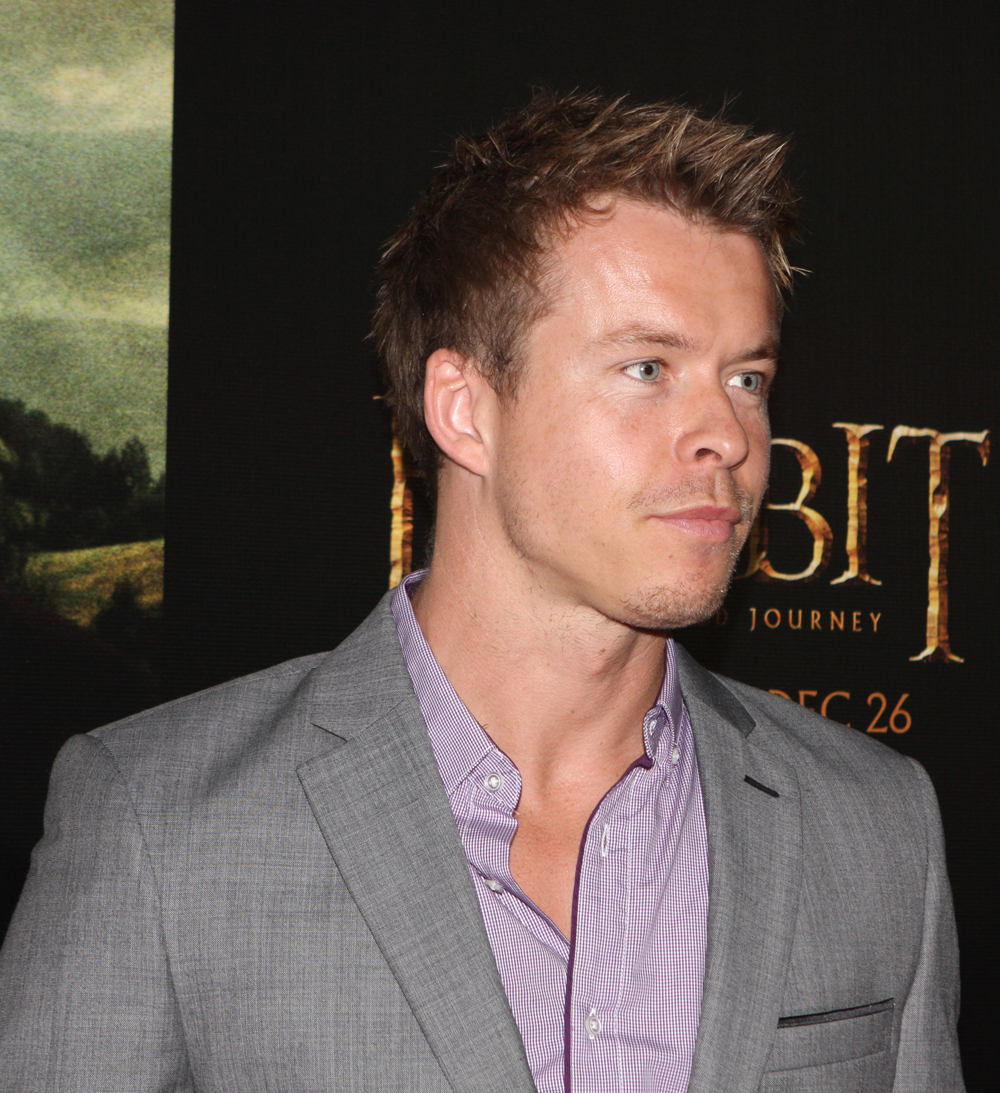
Todd Lasance, l'interprète de Julian.

Julian fut transformé en vampire vers le début des années 1500. Il a vécu dans de nombreuses villes dans sa vie, y compris Ridley Park, Old Saybrook, et Sunbury, se liant d'amitié avec beaucoup de gens, tout en transformant beaucoup de personnes en vampires. Il a rencontré et est tombé amoureux de Lily Salvatore dans les années 1860. Il décide de la rejoindre avec sa famille. En 1863, il est envoyé avec Valérie à Mystic Falls par Lily afin de voir si le fils de cette dernière, Stefan, se porte bien. Pendant la foire du comté de Mystic Falls, Julian sait très bien se faire apprécier et impressionne bon nombre de nobles avec son charme, y compris de nombreuses jeunes femmes. Il se fait passer pour le père de Valérie et peut comme cela l'espionner tandis qu'elle passe du bon temps avec Stefan Salvatore. Voyant que Valérie et Stefan se rapprochent de plus en plus, Julian essaie de mettre un terme à cette relation mais Valérie lance un sort de dissimulation afin qu'il ne puisse pas les retrouver. Valérie et Stefan finissent par coucher ensemble mais le lendemain, Julian oblige la jeune femme à repartir avec lui pour New York. Quelques jours plus tard, alors que Valérie veut retourner à Mystic Falls à son insu, celui-ci s'en aperçoit et découvre alors qu'elle est enceinte de Stefan. Furieux et désireux de garder sa place aux côtés de Lily, Julian se met à battre la jeune femme, jusqu'à ce qu'elle perde l'enfant qu'elle portait. Lorsque Valérie se réveilla sur un bateau en route vers l'Europe quelques heures plus tard, Julian raconta à Lily qu'elle avait été attaquée par plusieurs hommes et Lily le croit tout bêtement. En 1857, à Saint Malo, en Louisiane, il attaque la famille de Rayna Cruz et est sur le point d'achever le père de celle-ci lorsqu'il apprend qu'il est un chasseur de la Confrérie des Cinq. Afin d'éviter la malédiction de chasseur, il hypnotise la jeune Rayna afin qu'elle exécute elle-même son propre père. En 1897, Julian fut responsable du "massacre de la Mer Noire", où il a massacré tout un littoral entier de personnes le jour de Noël. Selon Valérie, Lily a continué à l'aimer aveuglément en dépit de cette violence excessive. En 1903, Julian a été tué par la chasseuse Rayna Cruz, et son âme fut emprisonnée dans la Pierre du Phénix. Par la suite, les Hérétiques ont fossilisé son corps avec de la magie et l'on ensuite placé dans un cercueil dans l'espoir qu'ils pourraient un jour obtenir la Pierre et l'utiliser pour le ramener à la vie. 
Saison 7
Plus d'un siècle plus tard, après être sortie du monde-prison, Lily envoie Oscar trouver le cercueil de Julian. Celui-ci le retrouve très rapidement, caché dans un entrepôt, à New York mais il est tué par Valérie, qui veut empêcher le retour de Julian à tout prix. Cette dernière, après avoir découvert le corps fossilisé de Julian, essaie de le faire disparaître en le brûlant mais elle est stoppée dans son élan par Nora et Mary-Louise. Lily finit par récupérer le cercueil de son amant et arrive à le faire ressusciter grâce à la Pierre du Phénix et à la magie des Hérétiques. Revenu à la vie, il s'installe dans le manoir des Salvatore avec Lily et les Hérétiques, avec qui il entretient des relations très fortes. Mais son arrivée est vue d'un très mauvais œil par Enzo, qui lui aussi est amoureux de Lily. Les deux hommes entrent très souvent en conflit pour l'amour de Lily Salvatore et en arrivent même à se battre entre eux mais Julian, âgé de plus de 500 ans prend très souvent le dessus sur lui. Lily lui révèle alors que ses deux fils, Stefan et Damon vivent à Mystic Falls et qu'elle souhaite les lui présenter. Mais la rencontre se passe très mal, les deux frères ayant une vendetta personnelle contre lui, veulent à tout prix l'éliminer pour différents buts précis ; pour Stefan : se venger de ce qu'il a fait à Valérie en 1863 - c'est-à-dire tuer leur enfant à naître, et pour Damon : faire souffrir sa mère afin de la punir pour ce qu'elle a fait à Elena (vu que c'est de sa faute si Elena est plongée dans le sommeil pour les soixante prochaines années). À partir de l'épisode 6, Julian est victime quotidiennement de nombreuses tentatives de meurtres de la part de Stefan et Damon. Tant et si bien qu'il fait lier la vie de Lily à la sienne, de façon à se protéger car il sait très bien que Stefan Salvatore n'osera jamais s'en prendre à sa mère. Mais contrairement à Stefan, Damon est bien décider à éliminer sa mère et Julian et réussit presque à le tuer avec une épée magique. Dans l'épisode 7, Julian se bat dans un duel à l'escrime avec Enzo, dont il ne supporte plus la présence car ils veulent tous deux s'affronter afin de gagner l'amour de Lily. Lily se retourne contre lui dans l'épisode 8 après avoir appris ce qu'il avait fait subir à Valérie en 1863 et lui tend un piège. Furieux et lassé qu'on attente à sa vie, Julian enlève Damon et Valérie et impose un choix à Lily : elle doit laisser mourir l'un des deux. Ne supportant pas l'idée de devoir choisir entre ses deux enfants, Lily décide de se suicider en s'enfonçant elle-même un pieu dans le cœur, persuadée que cela éliminera Julian par la même occasion. Ce dernier lui révèle alors qu'il les avaient déjà fait séparer en secret par Mary-Louise et que donc son geste était inutile. Mais malheureusement, Lily meurt, des fragments de bois étant restés plantés dans son cœur. Quelques jours plus tard, anéanti par la mort de Lily, Julian sombre dans la dépression et l'alcool et, accompagné d'une dizaine d'amis vampires, il attaque Stefan et Damon dans une petite maison de Mystic Falls afin de les éliminer une fois pour toutes. Mais Damon fait exploser la maison et tue la totalité des vampires à l'exception de Julian. Les trois hommes se retrouvent ensuite dans le manoir des Salvatore et entament un duel à mort. Un duel au cours duquel, Julian arrive à poignarder Damon en plein cœur avec une épée magique reliée à la Pierre du Phénix, enfermant son âme de façon permanente dans la Pierre. Quelques instants plus tard, c'est au tour de Stefan d'être lui aussi poignardé par la même épée, de la main de Nora cette fois. Dans l'épisode 11, durant "l’absence" des frères Salvatore, il a pris le contrôle de Mystic Falls, secondé par toute une horde de vampires et règne désormais en maître sur la ville. Dans l'épisode 12, on apprend qu'il organise des duels à mort entre vampires afin de se "divertir". Il finit par se battre au corps à corps avec Damon, (venu dans le seul but de mourir) et est sur le point de l'achever lorsqu'il est interrompu par Stefan. Plus tard, de retour chez lui, il est attaqué par Stefan et Valérie, révoltés. Dans l'incapacité de prévenir ses compagnons dû à un sort d'invisibilité de Valérie, il est finalement achevé par Stefan, qui lui plante un pieu en plein cœur, le tuant définitivement.
Julian fait partie des principaux antagonistes de la saison 7, avec Lily Salvatore et les Hérétiques.

### Les Hérétiques
Origines:
Ils sont au nombre de six en tout. Ils se prénomment : Valérie Tulle, Mary-Louise, Nora Hildegard, Beau, Malcom et Oscar. À l'origine, ils faisaient partie de la Congrégation des Gémeaux. Ce sont des sorciers qui ont été exilés de leur clan car ils ne pouvaient pas pratiquer de magie par eux-mêmes, mais seulement l'absorber à partir d'autres sorciers ou sorcières. Ils ont tous été transformés en vampires par Lily Salvatore entre 1863 et 1903, et sont devenus « des Hérétiques », c'est-à-dire des vampires capable d'utiliser la magie (ou des Hybrides). Normalement, un sorcier perd tous ses pouvoirs lorsqu'il devient vampire, d'où le surnom "Hérétique". La première sorcière à devenir une « Hérétique » a été Valérie Tulle, qui fut transformée en vampire en 1863 dans des circonstances tragiques. Entre 1863 et 1900, Lily transforme un à un Nora, Mary-Louise, Malcolm et Beau en Hérétiques. Le groupe était accompagné en ce temps-là d'un vampire, Julian, âgé de plus de 500 ans et amant de Lily. Mais Julian fut tué à cette époque et son âme fut emprisonnée dans la Pierre du Phénix. Son corps quant à lui fut conservé dans un cercueil grâce à la magie des Hérétiques. Dans la nuit du 31 octobre 1903, les six Hérétiques furent tous emprisonnés avec Lily dans un monde-prison par la Congrégation des Gémeaux, afin de punir les crimes de cette dernière et furent donc condamnés à revivre éternellement le même jour du 31 octobre 1903. Lily et les Hérétiques deviennent alors un groupe très soudé, formant une "famille". Durant le temps où ils furent enfermés, Mary-Louise et Nora formèrent un couple. Ses rations de sang s'épuisaient et les Hérétiques décident alors de donner leur rations de sang à Lily qu'elle puisse survivre. Privé de sang humains, les hérétiques se desséchèrent une à une et Lily dut se résoudre à ne boire que deux gouttes de sang par semaine, à peine de quoi rester éveillée, et ce durant plus d'un siècle. Alors, tiraillée par la faim, elle endura l'une des pires tortures qu'on puisse imaginer.
Un peu plus d'un siècle plus tard, en 2015, ils sont tous libérés du monde-prison par Kai Parker dans le dernier épisode de la saison 6 et ils retrouvent Lily.
Au début de la saison 7, ils provoquent un véritable chaos dans tout Mystic Falls, tuant chaque humain qu'ils croisent. Ils s'installent ensuite dans le manoir des Salvatore avec Lily mais Malcolm est tué par le fils de cette dernière, Damon. Plus tard, c'est Valérie qui, à l'insu de tous, tue Oscar en lui arrachant le cœur, afin qu'il ne provoque pas le retour de Julian. Son crime est par la suite découvert par Lily et elle est bannie de leur groupe. À la fin de l'épisode 5, Lily arrive, grâce à Beau, Nora et Mary-Louise à faire ressusciter Julian. Les Hérétiques arrivent à lier la vie de Lily à Julian afin de la protéger. Lorsque Valérie apprend aux autres les atrocités qu'elle a subies en 1863 par Julian, et que Lily est tuée, le groupe des Hérétiques se dissout. Beau est tué par la suite par Rayna Cruz dans l'épisode 13 tandis que Nora et Mary-Louise se donnent la mort en détruisant la Pierre de Phénix au cause de la trop forte combinaison de leur pouvoirs dans l'épisode 16.
Les Hérétiques sont, avec Lily Salvatore et Julian, les principaux antagonistes de la saison 7.
Membres du groupe des Hérétiques:
- Valérie Tulle (interprétée par Elizabeth Blackmore)

Valérie est née vers 1840. Elle fut bannie de la Congrégation des Gémeaux car, étant incapable d'utiliser la magie par elle-même, elle utilisait un talisman qui lui permettait d'absorber la magie quand elle en avait besoin. Elle était une infirmière en 1858 et habitait non loin de Mystic Falls avec sa famille. C'est à ce moment-là qu'elle fit la connaissance de Lily Salvatore, qui venait juste de se transformer en vampire. Très vite, elle se lie d'amitié avec elle, bien que Lily soit une vampire. Valérie fait également la connaissance de Julian, qui était alors en couple avec Lily. En 1863, elle fut envoyée à Mystic Falls par Lily en compagnie de Julian, afin de voir si le fils de cette dernière, Stefan, se porte bien. Tout de suite, une complicité née entre les deux jeunes gens et Valérie devint le premier amour de Stefan. Ils ont ensuite eu une relation sexuelle et Valérie est tombée enceinte de Stefan. Quelques jours plus tard, alors que Valérie s'apprêtait à rejoindre Stefan pour lui annoncer la nouvelle, Julian l'apprend et la bat, jusqu'à ce que celle-ci perde l'enfant qu'elle porte. Lorsque Valérie se réveille sur un bateau en route vers l'Europe quelques heures plus tard, Julian raconte à Lily qu'elle avait été attaquée par plusieurs hommes. Valérie n'a jamais révélé à Lily ce que Julian lui avait fait car elle avait peur de sa réaction. Elle décida ensuite de se suicider en se noyant dans son bain mais, ayant le sang de Lily dans ses veines, elle revient à la vie en tant que vampire et devint involontairement la première Hérétique. Ensuite, de 1863 à 1903, elle suivit Lily en Europe (Julian fut tué entre-temps et emprisonné dans la Pierre du Phénix). Petit à petit leur groupe s'agrandit quand Lily transforma cinq autres sorciers en Hérétiques (Nora, Mary-Louise, Malcolm, Beau et Oscar), formant "une famille". Dans la nuit du 31 octobre 1903, alors que le groupe s'apprête à s'embarquer à bord d'un cargo à Manhattan, à New York, ils sont rattrapés par la Congrégation des Gémeaux et Valérie est enfermée dans un monde-prison en compagnie de Lily et des autres Hérétiques. Après avoir passé plusieurs années dans le monde-prison, ils ont finalement commencé à manquer de sang. Les Hérétiques se sont alors sacrifiés en donnant leurs rations de sang à Lily afin qu'elle puisse survivre. Un peu plus d'un siècle plus tard, en 2015, Valérie est libérée du monde-prison en même temps que ses camarades par Kai Parker, dans le dernier épisode de la saison 6 et elle retrouve alors Lily. Elle a d'excellentes relations avec toute sa "famille" et les appelle constamment par des surnoms. 
Dans le premier épisode de la saison 7, alors qu'elle écrit son journal intime en disant qu'elle hait le monde moderne, Valérie est brutalement renversée par une voiture conduite par deux adolescents et est laissée pour morte. Elle rentre ensuite chez elle et explique à Lily que ces deux personnes n'ont pas hésité à la laisser pour morte. Cependant, cette dernière lui dit qu'elle est fière d'elle car elle a réussi à se contrôler. Mais Nora et Mary Louise lui assurent qu'elles obtiendront vengeance. Plus tard, Valérie, Nora et Mary Louise attaquent les deux adolescents mais Valérie leur fait remarquer qu'elles sont en train d'enfreindre les règles de vie de Lily. Plus tard, elle échappe avec ses "sœurs" à une tentative de meurtre de la part de Caroline et Matt, qui font exploser leur maison. Pour se venger, les trois femmes provoquent un véritable carnage en massacrant des dizaines de policiers à la cérémonie graduation de Matt. Après que Lily et Stefan aient fait une trêve, Valérie et les Hérétiques s'installent dans le manoir des Salvatore, où ils choisissent leurs chambres. Dans l'épisode 2, elle va voir Caroline (qui est torturée par Nora et Mary-Louise) et jette alors un sort sur sa peau. Dans l'épisode 3, Valérie raconte à Caroline la façon dont elle a rencontré Stefan en 1863. À la fin de l'épisode, elle s'assoit sur le banc à côté de Stefan et lui raconte son histoire en expliquant la raison pour laquelle elle n'est jamais revenue à Mystic Falls. Cependant, tout au long de la discussion, Valerie est masquée par un sort d'invisibilité. Puis elle va trouver Oscar afin de lui demander s'il a trouvé Julian, ce dernier lui affirmant alors que oui. Mais celle-ci, au lieu de l'aider, le tue en lui arrachant le cœur, car elle ne souhaite le retour de Julian en aucune façon.
Plus tard, Enzo et Lily découvre les actes de Valérie et elle est bannie de leur groupe. Dans l'épisode 5, elle révèle à Stefan qu'elle était enceinte de son enfant et la façon tragique dont elle est devenue la première Hérétique, tout en déclarant à Damon que c'est Lily qui est responsable du destin d'Elena car c'est elle qui a donné l'idée à Kai de lier la vie d'Elena à celle de Bonnie. Après cela, elle se rapproche de Caroline et découvre que les jumeaux que Jo attendait sont encore en vie mais qu'ils vivent à présent dans le ventre de la jeune vampire. Elle finit par révéler à Lily, Nora, Mary-Louise et Beau ce que Julian lui a fait enduré en 1863. Tous la croient sur parole et la réconfortent, sauf Mary-Louise qui la traite de menteuse. Dans l'épisode 8, elle est capturée avec Damon par Julian qui impose un choix à Lily : elle doit laisser mourir l'un des deux. Ne supportant pas l'idée de devoir choisir entre ses deux enfants, Lily se suicide en s'enfonçant un pieu dans le cœur, persuadée que cela éliminera Julian par la même occasion. Valérie est bouleversée par la mort de Lily et assiste à son enterrement dans l'épisode suivant. Elle neutralise Mary-Louise avec de la verveine mais celle-ci parvient à s'échapper. Dans un autre flashforward de trois ans, Valérie semble à nouveau former un couple avec Stefan. Dans l'épisode 12, elle apprend à Caroline que les jumelles qu'elle porte sont des siphonneurs, ce qui veut dire qu'elles sont en train de siphonner toute la magie présente dans son corps de vampire. Plus tard, elle aide Stefan et ensemble ils arrivent à tuer définitivement Julian. Dans l'épisode suivant, elle utilise sa magie afin de faire accoucher Caroline. Elle aide et suit Stefan alors que celui-ci est traqué par la chasseuse Rayna Cruz. Durant plus de trois ans elle cherche avec lui un moyen de se débarrasser de sa cicatrice. À cause du comportement irréfléchi de Damon, Valérie assiste impuissante à la mort de Stefan dans l'épisode 16. Elle est aussi affectée par la mort de Nora et Mary-Louise mais doit s'occuper de retrouver le corps de Stefan dont l'âme, avec la destruction de la Pierre du Phénix, a pris possession du corps d'un humain mourant. Après avoir sauvée Stefan, elle part vivre une nouvelle vie.
- Nora Hildegard (interprétée par Scarlett Byrne)

Nora Hildegard est probablement née dans les années 1840, tout comme Mary-Louise et Valérie, que celle-ci surnomme souvent "La morveuse". Elle est lesbienne et forme un couple avec Mary-Louise, qu'elle surnomme "Mary-Lou". Elle n'hésite pas à soutenir et à défendre Mary-Louise et les deux femmes se montrent très protectrices l'une envers l'autre (elles sont le premier couple homosexuel à apparaître dans la série). Après avoir été bannie de la Congrégation des Gémeaux, elle devient une Hérétique vers 1863 par Lily, qui la transforme en vampire. Dans la nuit du 31 octobre 1903, elle est emprisonnée avec les autres Hérétiques dans un monde-prison par la Congrégation des Gémeaux. Depuis 1903, elle forme un couple avec Mary-Louise. Les deux femmes forment un duo de choc terriblement dangereux. Elle est délivrée du monde-prison à la fin de la saison 6 par Malachai Parker et retrouve Lily. Au début de la saison 7, avec Mary-Louise et Valérie, elle attaque les deux adolescents qui venaient accidentellement de tuer Valérie avec leur voiture. Mais Valérie leur rappelle qu'elles sont en train d'enfreindre les règles de Lily, et les deux femmes lui répliquent que les Hérétiques ne sont pas conçus pour coexister avec les humains. Avec Valérie et Mary-Louise, elle provoque un carnage en tuant des humains présents à une cérémonie. Plus tard, elle découvre avec Mary-Louise le corps sans vie de Malcolm et elle le ramène au manoir des Salvatore. Dans l'épisode 2, elle prend avec Mary-Louise un plaisir sadique à torturer Caroline, lorsque celle-ci a le malheur de se moquer de son mauvais goût vestimentaire. Au fil du temps, son couple avec Mary-Louise connaît quelques difficultés mais les deux femmes se rabibochent souvent très rapidement. Elle s'entend très bien avec Julian et Lily mais tourne le dos à Valérie après que cette dernière ait tué Malcolm. Dans l'épisode 8 Mary-Louise la demande en mariage et accepte, mais plus tard dans l'épisode, elle est choquée des révélations dont Valérie fait part à l'encontre de Julian et elle décide de la croire, contrairement à Mary-Louise qui la traite de menteuse. Fatiguée par le comportement de sa concubine, Nora lui rend sa bague de fiançailles et met définitivement un terme à leur couple. Elle est bouleversée par la mort de Lily à la fin de l'épisode et assiste à son enterrement mais sans Mary-Louise. Dans l'épisode 9, lors des festivités de Noël, elle participe avec Bonnie à une collecte de jouets à l'université de Whitmore et les deux femmes se rapprochent. Mais dans un élan de colère, elle vole temporairement les pouvoirs de Bonnie en les lui siphonnant. Puis elle poignarde traîtreusement Stefan à la fin de l'épisode avec l'épée magique de Julian, enfermant l'âme de ce dernier dans la Pierre du Phénix. Trois mois plus tard, elle semble de s'être rapprochée de Bonnie et l'a d'ailleurs aidé à ressusciter Stefan, prisonnier de la Pierre du Phénix. Dans l'épisode 12, elle accompagne Bonnie avec Mary-Louise et se lancent à la recherche de la chasseuse appelée Rayna , qui pourchasse tous les rescapés de la Pierre du Phénix. Les trois femmes finissent par la retrouver dans un hôpital mais constatent que la chasseuse n'est guère menaçante, étant donné qu'elle a quatre vingt ans et est sur le point de mourir. À la fin de l'épisode, elle commence à se réconcilier avec Mary-Louise. Dans l'épisode suivant, elle utilise sa magie afin de faire accoucher Caroline et est témoin du meurtre de Beau par la chasseuse Rayna Cruz. Les deux femmes sont par la suite capturées et enfermées dans la prison de l'Armurerie durant trois ans. Leurs tortionnaires font des expériences sur Mary-Louise, au grand désespoir de cette dernière. Nora est ensuite chargée par Alex de retrouver Enzo sous peine de voir Mary-Louise empoisonnée. Elle finit par le retrouver mais et ils font un échange de prisonnier. Malheureusement, Alex lui apprend qu'il n'y a pas d'antidote pour Mary-Louise et quelle mourra d'ici quelques jours. Elles s'enfuient en voiture mais sont repérées par Rayna Cruz.La chasseuse blesse Nora avec son épée avant de les poursuivre en voiture. Remarquant sa blessure, Nora est désespérée de devoir être poursuivie mais Mary-Louise a un ultime plan. Ensemble, les deux femmes décident de détruire la Pierre de Phénix une fois pour toutes. Combinant leurs pouvoirs, elle arrivent à la détruire, anéantissant pour toujours les âmes de tous les vampires se trouvant à l'intérieur. Le choc de l'explosion est telle qu'elle tue les deux hérétiques sur le coup. 
- Mary-Louise (interprétée par Teressa Liane)

On suppose que Mary-Louise est née dans les années 1840, tout comme Nora et Valérie. Elle est lesbienne. Bannie de la Congrégation des Gémeaux, elle devient une Hérétique vers 1863 par Lily, qui la transforme en vampire. Dans la nuit du 31 octobre 1903, elle est emprisonnée avec les autres Hérétiques dans un monde-prison par la Congrégation des Gémeaux. Depuis 1903, elle forme un couple avec une autre Hérétique, Nora. Les deux femmes forment un duo de choc terriblement dangereux. Elle est délivrée du monde-prison à la fin de la saison 6 par Malachai Parker. Au début de la saison 7, avec Nora et Valérie, elle attaque les deux adolescents qui venaient accidentellement de tuer Valérie avec leur voiture. Mais Valérie leur rappelle qu'elles sont en train d'enfreindre les règles de Lily, et Nora et Mary Louise lui répliquent que les Hérétiques ne sont pas conçus pour coexister avec les humains. Dans l'épisode 2, elle prend avec Nora un plaisir sadique à torturer Caroline. Elle lui mentionne même qu'au temps jadis, sa famille possédait un abattoir où ils tuaient des vaches. Elle dit également que sa famille l'avait suspendue la tête en bas dans l'abattoir avec les vaches et l'a ensuite torturée. Elle n'hésite pas à soutenir et à défendre Nora et les deux femmes se montrent très protectrices l'une envers l'autre (elles sont le premier couple homosexuel à apparaître dans la série). Mary-Louise est une très puissante sorcière mais a un tempérament très spécial. Elle est d'ailleurs surnommée "la cinglée" par Valérie. Elle s'entend très bien avec Lily et Julian et renie Valérie dès qu'elle apprend que cette dernière a tué un des leurs, Oscar. Dans l'épisode 8, elle demande Nora en mariage et cette dernière accepte. Mais plus tard dans l'épisode, elle nie les accusations que Valérie profère à l'égard de Julian, la traitant de menteuse. Déçue par son comportement, Nora lui rend sa bague de fiançailles et rompt définitivement avec elle. Dans l'épisode 9, elle est neutralisée par Valérie mais elle parvient à s'échapper. Dans l'épisode 12, elle accompagne Bonnie et Nora, qui sont à la recherche de la chasseuse Rayna. À la fin de l'épisode, elle est pardonnée par Nora et les deux femmes commencent à se réconcilier. Dans l'épisode suivant, elle utilise sa magie afin de faire accoucher Caroline et est témoin du meurtre de Beau par la chasseuse Rayna Cruz. Les deux femmes sont par la suite capturées et enfermées dans la prison de l'Armurerie durant trois ans. Leurs tortionnaires font des expériences sur Mary-Louise. Mary-Louise se retrouve empoisonnée par des pilules tueuses de sorcières. Malheureusement, il n'y a pas d'antidote pour Mary-Louise et elle mourra en quelques jours. Elles s'enfuient en voiture mais sont repérées par Rayna Cruz. La chasseuse blesse Nora avec son épée avant de les poursuivre en voiture. Remarquant sa blessure, Nora est désespérée de devoir être poursuivie mais Mary-Louise a un ultime plan. Ensemble, les deux femmes décident de détruire la Pierre de Phénix une fois pour toutes. Combinant leurs pouvoirs, elle arrivent à la détruire, anéantissant pour toujours les âmes de tous les vampires se trouvant à l'intérieur. Le choc de l'explosion est telle qu'elle tue les deux hérétiques sur le coup. 
- Beau (interprété par Jaiden Kane)

Beau est un membre des Hérétiques. Il a la peau mate et est muet mais sait très bien se faire écouter et comprendre par les autres. Ses origines et son mutisme sont inconnus. Tout comme les autres, il fut banni de la Congrégation des Gémeaux car il pouvait siphonner les pouvoirs magiques des autres sorciers. Il est surnommé "le stoïque" par Valérie Tulle. Il a été transformé en vampire dans les années 1860 par Lily Salvatore. Lors d'une nuit de 1903, alors qu'il sort de l'opéra en compagnie de Julian, Nora, et Valérie, il est attaqué par Rayna Cruz, qui le frappe à la gorge, le rendant ainsi muet. Il fut par la suite emprisonné dans le monde-prison de 1903 avec Lily, Valérie, Nora, Malcolm, Mary Louise et Oscar. Tout comme ses amis, il est libéré du monde-prison dans le dernier épisode de la saison 6 par Kai Parker et il s'installe avec ses amis dans le manoir des Salvatore au début de la saison 7. Il voue un culte à Lily et n'hésite pas à la défendre et la protéger contre diverses autres personnes. Il apprécie énormément Valérie, Nora et Mary-Louise et semble fidèle à Julian. Dans l'épisode 8 de la saison 7, on apprend par Lily qu'il était chanteur d'opéra dans le temps. Il semble légèrement timide et intimidant mais comme démontré dans l'épisode 5 de la saison 7, il possède d'extraordinaires pouvoirs magiques. On suppose qu'il est l'Hérétique le plus puissant. Il est complètement abattu par la mort de Lily dans l'épisode 8 et n'arrive pas à assister à son enterrement dans l'épisode suivant. Dans l'épisode 13, il est tué par Rayna Cruz, qui, après l'avoir poignardé avec son épée, incinère son corps.
- Oscar (interprété par Tim Kang)

Oscar est né dans les années 1820 et est un membre des Hérétiques. D'origine asiatique, il fut banni de la Congrégation des Gémeaux car il pouvait siphonner les pouvoirs magiques des autres sorciers et les acquérir pour lui. Il a été transformé en vampire vers 1863 (juste après Valérie Tulle) par Lily Salvatore. En 1858, cette dernière l'envoie veiller sur son fils Damon. Oscar a rencontré ce dernier dans un bar à Gettysburg. Il lui a conseillé de toujours suivre son cœur. Plus tard, il a sauvé la vie à Damon sur le champ de bataille alors qu'ils combattaient tous les deux au front. Il fut emprisonné dans la nuit du 31 octobre 1903 dans le monde-prison par la Congrégation des Gémeaux avec Lily, Valérie, Nora, Mary Louise, Beau et Malcom. Tout comme ses amis, il est libéré du monde-prison dans le dernier épisode de la saison 6 par Kai Parker. Quelques mois plus tard, Lily l'envoie retrouver le corps fossilisé de Julian. Il est retrouvé dans un appartement de New York dans l'épisode 2 de la saison 7 par Damon et Bonnie.      Celui-ci fait rappeler à Damon ce qu'il a fait pour lui lorsqu'ils étaient au front. Il leur avoue également qu'il a trouvé le corps de Julian depuis des mois maintenant et que dorénavant, il souhaite avoir une vie normale, loin de toute magie. Mais ils le capturent quand même. À la fin de l'épisode 3, Oscar est retrouvé par Valérie mais au lieu de l'aider, cette dernière le tue en lui arrachant le cœur, car elle ne souhaite en aucun cas le retour de Julian. Damon utilise la Pierre de Phénix afin de ressusciter Oscar, afin qu'il puisse l'échanger contre le cercueil d'Elena. Dans l'épisode 5, Bonnie apprend que la Pierre du Phénix, sans le sortilège adéquat, ne permet pas de faire revenir l'âme du défunt dans son propre corps, ce qui signifie qu'Oscar n'a jamais ressuscité et que son corps est désormais habité par un très vieux vampire en colère et assoiffé de sang. Ledit vampire en question, piégé dans le corps d'Oscar, attaque Enzo et Bonnie afin de récupérer la Pierre de Phénix mais Enzo tuera le corps d'Oscar en lui plantant un pieu dans le cœur.
- Malcolm (interprété par Justice Leak)

Malcolm est un membre des Hérétiques. Il est surnommé le "lèche-cul" par Valérie Tulle. Il a été transformé en vampire entre 1863 et 1903 par Lily Salvatore. Il était emprisonné dans le monde-prison de 1903 avec Lily, Valérie, Nora, Mary Louise, Beau et Oscar. Tout comme ses amis, il est libéré du monde-prison dans le dernier épisode de la saison 6 par Kai Parker. Quelques mois plus tard, il est tué par Damon Salvatore et Bonnie Bennett dans le premier épisode de la saison 7, ce qui rend Lily et les autres Hérétiques hystériques et fous de rage.
- Malachai Parker (interprété par Chris Wood)

Même s'il ne fait pas partie à part entière du groupe des Hérétiques constitué de Valérie, Nora, Malcolm, Oscar, Beau et Mary-Louise, Kai devient un Hérétique dans le dernier épisode de la saison 6 après avoir bu le sang de Lily et s'être suicidé. Plus tard, dans l'épisode, il sera tué par Damon, qui le décapite violemment.

### Rayna Cruz
(interprétée par Leslie-Anne Huff)
Rayna Cruz est une chasseuse de vampires et l'antagoniste principale de la saison 7. Elle apparaît des épisodes 11 à 20. Née en Louisiane vers 1830, elle est la fille d'un homme du nom de Vicente qui est membre de la Confrérie des Cinq Chasseurs. Elle est formée très tôt par son père à mépriser et à tuer des vampires. En 1857, Julian s'est mis à attaquer la colonie où ils vivaient. Son père a essayé de sauver les villageois mais il a rapidement été vaincu. Alors que Julian s'apprêtait à tuer son père, Rayna lui annonce qu'il était l'un des Cinq. Au lieu de tuer Vicente et de recevoir la Malédiction du chasseur, Julian a hypnotisé Rayna pour l'obliger à le tuer.
Pour se venger, Rayna s'allia aux Huit Éternels, un groupe de chamans amérindiens qui se sont sacrifiés en lançant un sort sur Rayna, lui donnant des talents et des pouvoirs qui lui permettrait de chasser les vampires. L'Épée du Phénix et la pierre du Phénix lui ont été offertes par les chamans. Il s'agit de deux artefacts qui, lorsqu'ils sont assemblés en même temps, peuvent piéger l'âme de tout vampire dans la pierre pour le forcé à vivre son enfer personnel pour tout l'éternité. Rayna est liée à la Pierre et l'épée lui permet de localiser chaque vampire qui a été emprisonné dans la Pierre de Phénix. Grâce aux sacrifices des Huit Éternels, Rayna possède également une force colossale et a en tout huit vies, et à chaque fois qu'elle meure, elle revient à la vie et ne s'arrête pas tant qu'elle n'a pas accompli sa vengeance.
Devenue chasseuse de vampires, Rayna traque n'importe quel vampire qu'elle croise sur son chemin, l'enfermant dans la Pierre du Phénix. Au milieu et la fin du XIXe siècle, elle a commencé à chasser les hérétiques avec Julian et Lily Salvatore. Elle les a poursuivis à travers l'Europe pendant des décennies. En 1903, elle les a retrouvés à New York, a marqué Beau d'une cicatrice en forme de "X" et a fini par tuer Julian, emprisonnant ainsi son âme dans la pierre du phénix, juste avant qu'il ne la tue pour la première fois. Pendant plus d'un siècle, elle a terrorisé chaque vampire du monde, son nom inspirant la peur et la crainte même aux yeux du légendaire hybride Klaus Mikaelson. Elle a vécu deux vies de plus entre cette période et 2016.
Dans l'épisode 11 de la saison 7, elle envoie à Nora une carte avec un "X" rouge dessus, avertissant de son retour en ville. Dans l'épisode 12, Bonnie, accompagnée par Nora et Mary-Louise, retrouvent la chasseuse dans un hôpital mais constatent que la chasseuse n'est guère menaçante, étant donné qu'elle a vieilli et qu'elle a quatre-vingts ans et est sur le point de mourir. Mais les apparences sont trompeuses et Rayna attaque Bonnie, avant qu'Enzo ne la tue. Ressuscitée une nouvelle fois, elle récupère son épée des mains de Damon et Bonnie. Une fois qu'elle la en mains, tous les vampires qui étaient en contact avec la Pierre voient leurs cicatrices s'ouvrir, ce qui fait qu'ils sont automatiquement repérés et traqués par la chasseuse. Rayna débarque à l'hôpital et tue Beau sous les yeux horrifiés de Nora et Mary-Louise. Elle cherche ensuite à tuer Damon mais Stefan l'en empêche. Malheureusement, il est touché au torse par l'épée de Rayna. Stefan prend alors la fuite et quitte la ville afin d'attirer la chasseuse hors de Mystic Falls. Elle pourchasse Stefan jusqu'à la Nouvelle-Orléans et tombe nez à nez avec Klaus dans les bois, qui la tue. Plus tard elle se réveille et armée de son épée, retourne à Mystic Falls où elle se fait une nouvelle fois tuer par Damon, qui lui arrache le cœur, puis la découpe son corps en morceaux avant de l'emmener dans la forêt. La chasseuse ressuscite quelques instants plus tard. Les deux ennemis en profitent pour faire connaissance "dans les règles". Ayant appris la condition de vie de Rayna et du fait qu'il ne lui reste maintenant que deux vies à vivre, Damon se fait une joie de tuer une nouvelle fois la chasseuse. Alors que Damon s'apprête à la tuer pour de bon, il est averti par Bonnie que si Rayna meurt définitivement, alors tous ceux qui ont été marqués par son épée mourront en même temps qu'elle, incluant Stefan. Plus tard, Rayna est capturée par les membres de l'Armurerie, qui l'emprisonnent pendant trois ans en utilisant son sang afin de fabriquer des pilules capables de tuer des sorcières  (Bonnie et Mary-Louise seront d'ailleurs empoisonnées par le sang de Rayna). 
Elle est libérée par Matt et se met à traquer Stefan. Cette dernière kidnappe et utilise leurs amis afin de lui tendre un piège. Finalement, Rayna réussit à capturer Stefan. Ne souhaitant pas le tuer, elle lui déclare qu'elle a un moyen de transférer sa cicatrice sur le corps d'un autre vampire. L'autre vampire en question n'est autre que Damon; afin de sauver son frère, il a conclu un marché avec la chasseuse et lui a proposé lui-même cette idée. Mais Stefan s'échappe en emportant l'épée de la chasseuse avec lui. Rayna traque Stefan sans relâche, relié à lui par connexion mystique dû à sa cicatrice. Après une folle poursuite, Rayna finit par récupérer son épée et tue Stefan en enfermant une nouvelle fois son âme dans la Pierre de Phénix. Croisant la route de Nora et Mary-Louise, la chasseuse blesse Nora avec son épée avant de les poursuivre également en voiture. Remarquant sa blessure, Nora est désespérée de devoir être poursuivie mais Mary-Louise a un ultime plan. Ensemble, les deux femmes décident de détruire la Pierre de Phénix une fois pour toutes. Combinant leurs pouvoirs, elle arrivent à la détruire, ce qui a pour effet de dissiper les milliers d'âmes de vampires prisonniers dans le monde des vivants. Sans les corps originaux, les âmes errantes se sont mises à posséder un corps de n'importe quel être vivant, qu'il soit humain ou vampire. Depuis que la Pierre a été détruite, Rayna, reliée par connexion mystique à chacune des âmes qu'elle a tuées, est devenue folle, ne supportant pas de ressentir les émotions et les désirs de milliers de vampires à la fois. Dans l'épisode 19, Enzo rend visite à Rayna et lui demande de donner à Bonnie (mourante) la dernière de ses huit vies dans le but de sauver Bonnie. La chasseuse accepte mais à la condition qu'ils l'aident à exterminer tous les vampires qui se sont échappés de la Pierre du Phénix lors de sa destruction par Nora et Mary-Louise. Enzo, Damon et Bonnie font équipe ainsi que Stefan et Alaric de leur côtés. Les deux groupes font des razzias à travers tous les états voisins et exterminent un à un petit à petit chaque vampire qui s'était installé dans un autre corps. À la fin de l'épisode 20, Rayna décide de donner sa dernière vie à Bonnie. Mais au dernier moment, la chasseuse dévoile son ultime coup de vengeance et piège Damon: en mourant, elle transfère irrévocablement à Bonnie sa rage et son envie démesurée de mettre un terme à la race des vampires. Puis, avant que Damon n'ait eu le temps de réagir, Rayna se tue définitivement en s'enfonçant une épée en plein cœur.

## Invités

### Première saison
Zach Salvatore (interprété par Chris William Martin) est le neveu humain de Stefan et Damon et il vit dans la maison de ses ancêtres vampires. Il est tué par Damon, qui lui brise la nuque.
Logan Fell (interprété par Chris J. Johnson) est un journaliste de la télévision locale. Il a eu une relation amoureuse avec Jenna dans le passé. Il est tué par Damon, et Vicki boit son sang pour achever sa transformation. Mais réapparait en vampire, après avoir bu du sang d'Anna. Il est définitivement tué par Alaric.
Sheila Bennett (interprétée par Jasmine Guy)

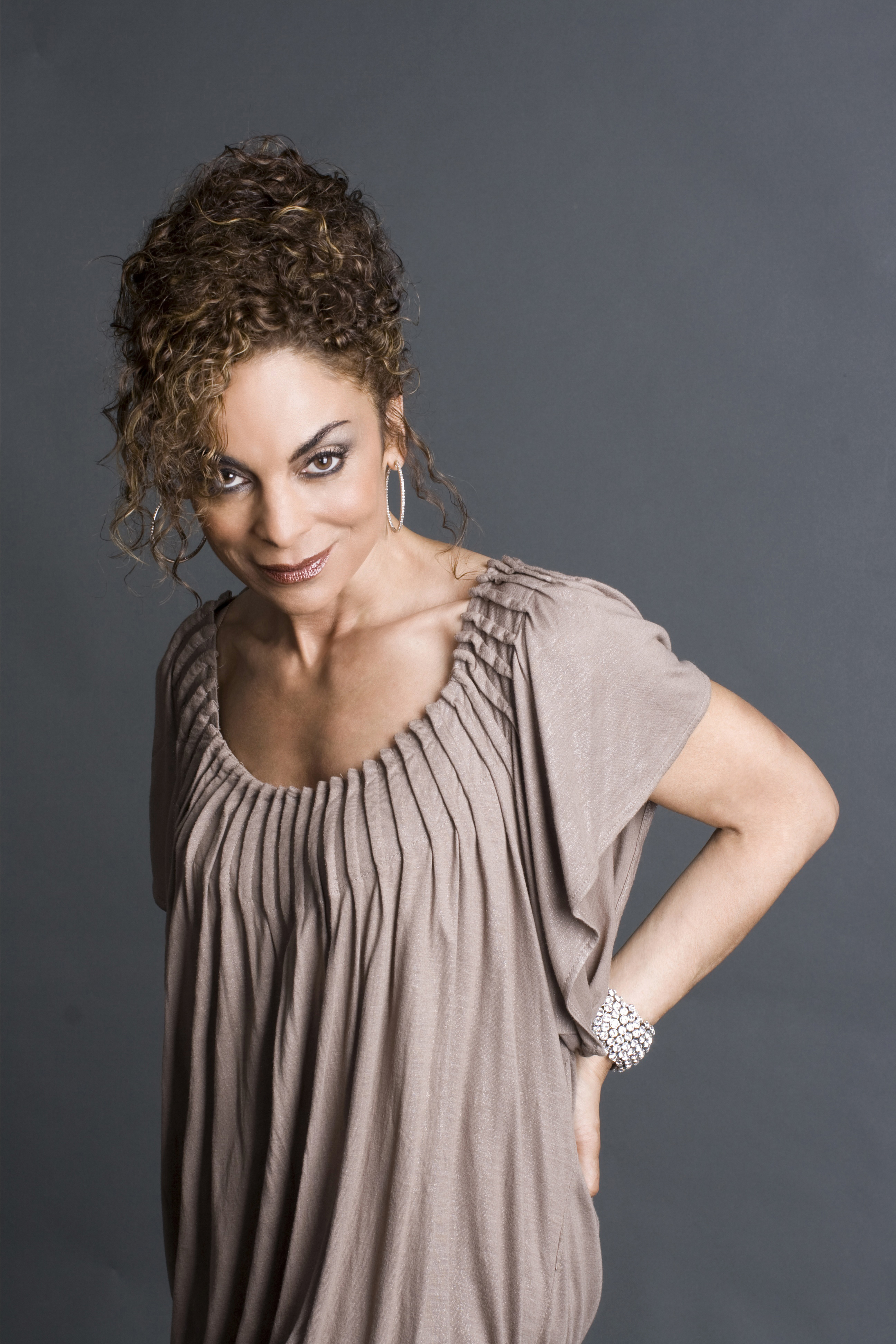
Jasmine Guy, l'interprète de Sheila Bennett

Sheila est la grand-mère de Bonnie et son mentor en sorcellerie. Elle meurt en utilisant trop de pouvoirs pour tenter de refermer le tombeau, en vain. Elle fait une brève apparition dans la saison 3 en venant en aide à Bonnie. Avec d'autres rebondissements dans la série, elle réapparaît dans la saison 4 pour prévenir Bonnie d'un « danger », mais celle-ci ne prête pas attention à ce qu'elle a dit et Sheila en paye le prix fort une seconde fois. 
Kelly Donovan (interprétée par Melinda Clarke)

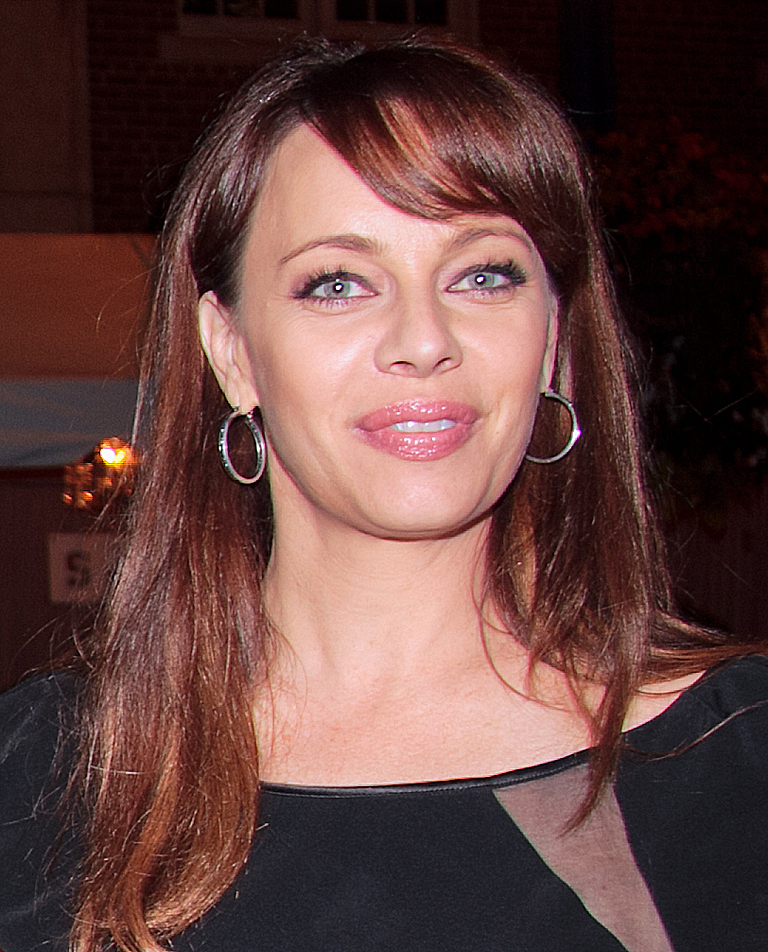
Melinda Clarke, l'interprète de Kelly Donovan

Kelly est la mère de Matt et Vicki. Elle revient à Mystic Falls peu de temps après le décès de Vicki. Elle a appris que sa fille est morte. Elle a eu une relation amoureuse avec Damon et Tyler. Matt voit sa mère embrasser Tyler, son meilleur ami, et décide de la renvoyer de chez lui. Celle-ci quitte par la suite Mystic Falls et part s'installer en Caroline du Nord.
Bree (interprétée par Gina Torres)

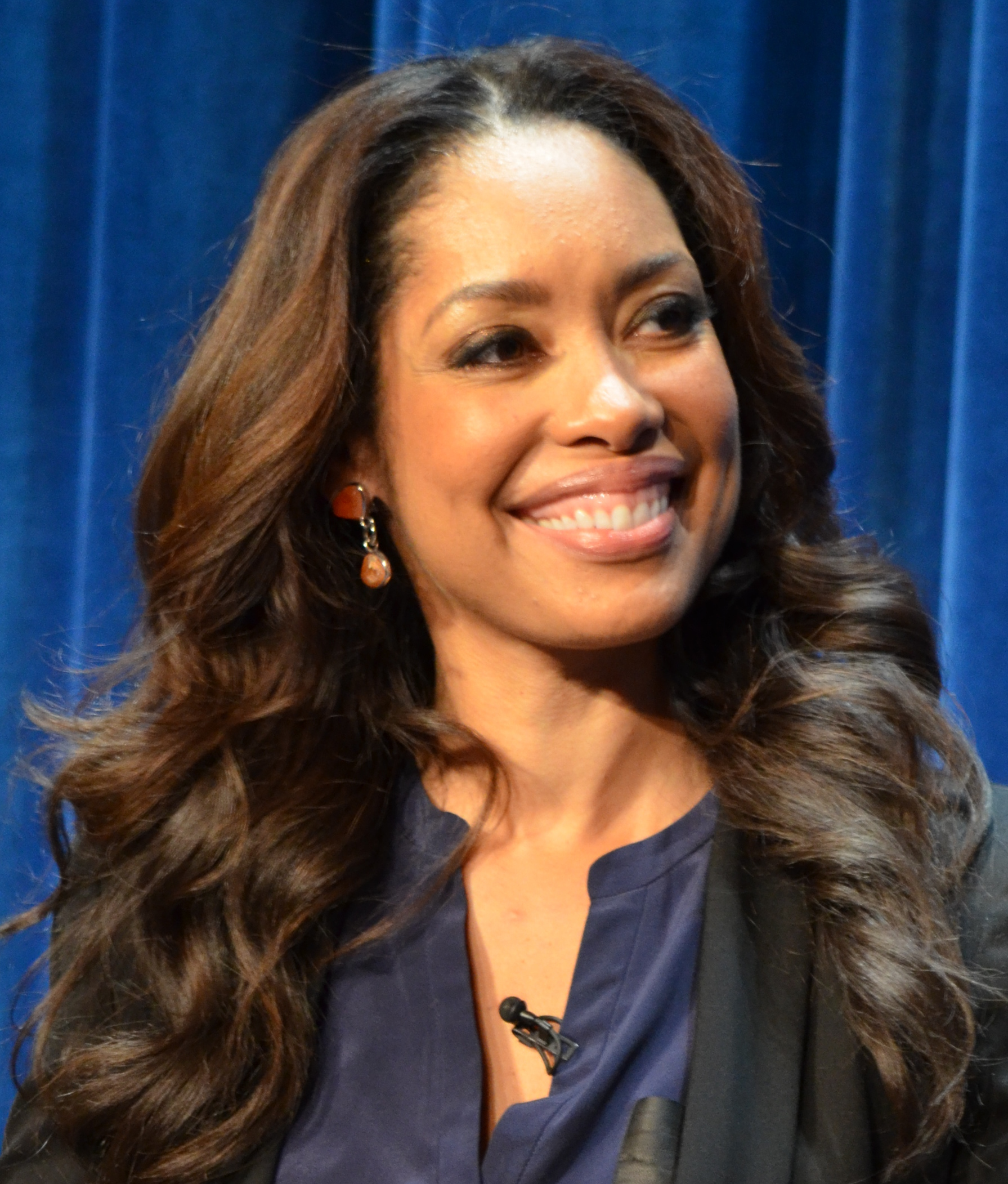
Gina Torres, l'interprète de Bree.

Bree est une sorcière qui était amoureuse de Damon quand elle était plus jeune. Le vampire vient lui demander comment ouvrir le tombeau et après lui avoir affirmé qu'il faut utiliser le grimoire d'Emily Bennett, elle est tuée par Damon pour l'avoir trahi. 
Ben McKittrick (interprété par Sean Faris) est barman à Mystic Falls. Il est transformé par Anna pour augmenter le nombre de vampires de ses troupes. Il est chargé d'enlever Bonnie. Il est tué par Stefan Salvatore.
Noah (interprété par Dillon Casey)

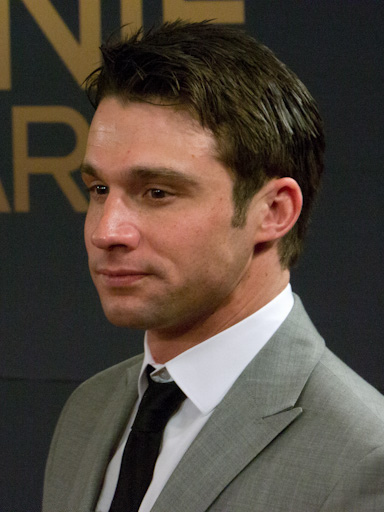
Dillon Casey, l'interprète de Noah.

Noah est un vampire qui traque Elena, intrigué par sa ressemblance avec Katherine, qu'il connait. Il fait équipe avec Anna pour entrer dans la maison des Gilbert. Il est tué par les frères Salvatore. 
Giuseppe Salvatore (interprété par James Remar)

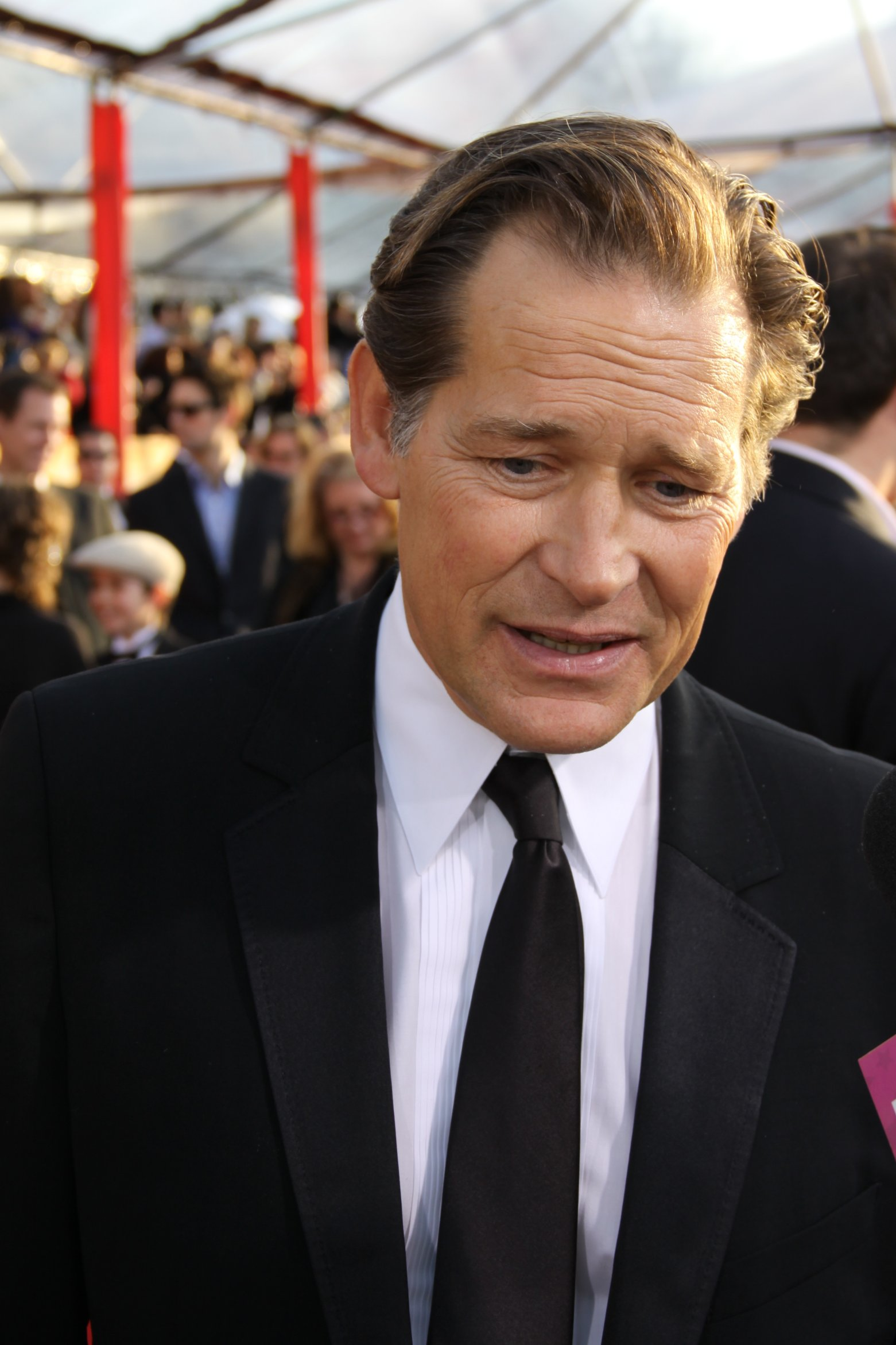
James Remar, l'interprète de Giuseppe Salvatore.

Giuseppe Salavtore est le père de Damon et Stefan. On apprend lors de flashbacks qu'en 1864, il a mené la ville à exterminer les vampires. Stefan s'est nourri du sang de son propre père pour achever sa transformation.

### Deuxième saison
Rose (interprétée par Lauren Cohan)

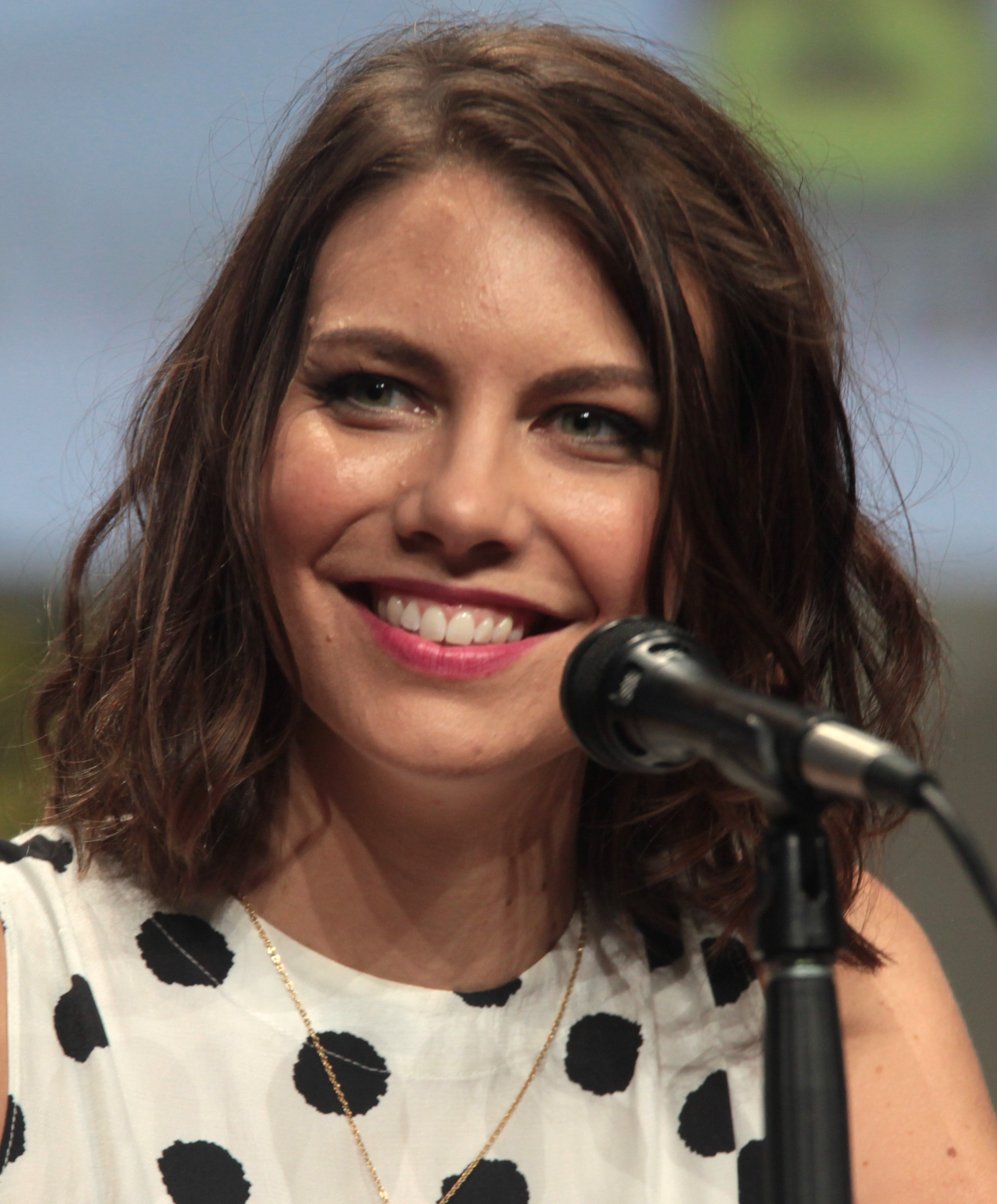
Lauren Cohan, l'interprète de Rose.

Rose alias Rosemary est née en 1450 et vampire depuis 1475. En 1492, elle aide Katherine Pierce et la transforme involontairement en vampire. De ce fait, elle trahit Klaus et Elijah. Elle a un compagnon du nom de Trevor.
Saison 2
Elle enlève Elena avec l'aide de Trevor et la livre à Elijah. Quant à Trevor, il est décapité par l'Originel. Elle finit par s'allier aux frères Salvatore et commence une relation romantique avec Damon. Afin d’épargner la douleur à Rose qui s'était faite mordre par un loup-garou, Damon lui plante un pieu dans le cœur. 
 Saison 3
Dans la saison 3, elle revient en tant que fantôme le temps d'un épisode pour aider Damon et Elena à trouver sa créatrice car ils veulent savoir si Klaus est bien à l'origine de leur lignée.
Jonas Martin (interprété par Randy J. Goodwin) est le père de Luka. C'est un puissant sorcier présenté comme un allié d'Elijah pour détruire Klaus, qui a par d'ailleurs enlevé sa fille Greta. Il est tué par Katherine.
Julia (interprétée par Michaela McManus) est un loup-garou qui arrive à Mystic Falls pour chercher des réponses sur la mort de Mason. Elle aide Tyler à faire face à sa nouvelle condition de loup-garou. Elle est tuée par Klaus lors du sacrifice.
Andie Star (interprétée par Dawn Olivieri)

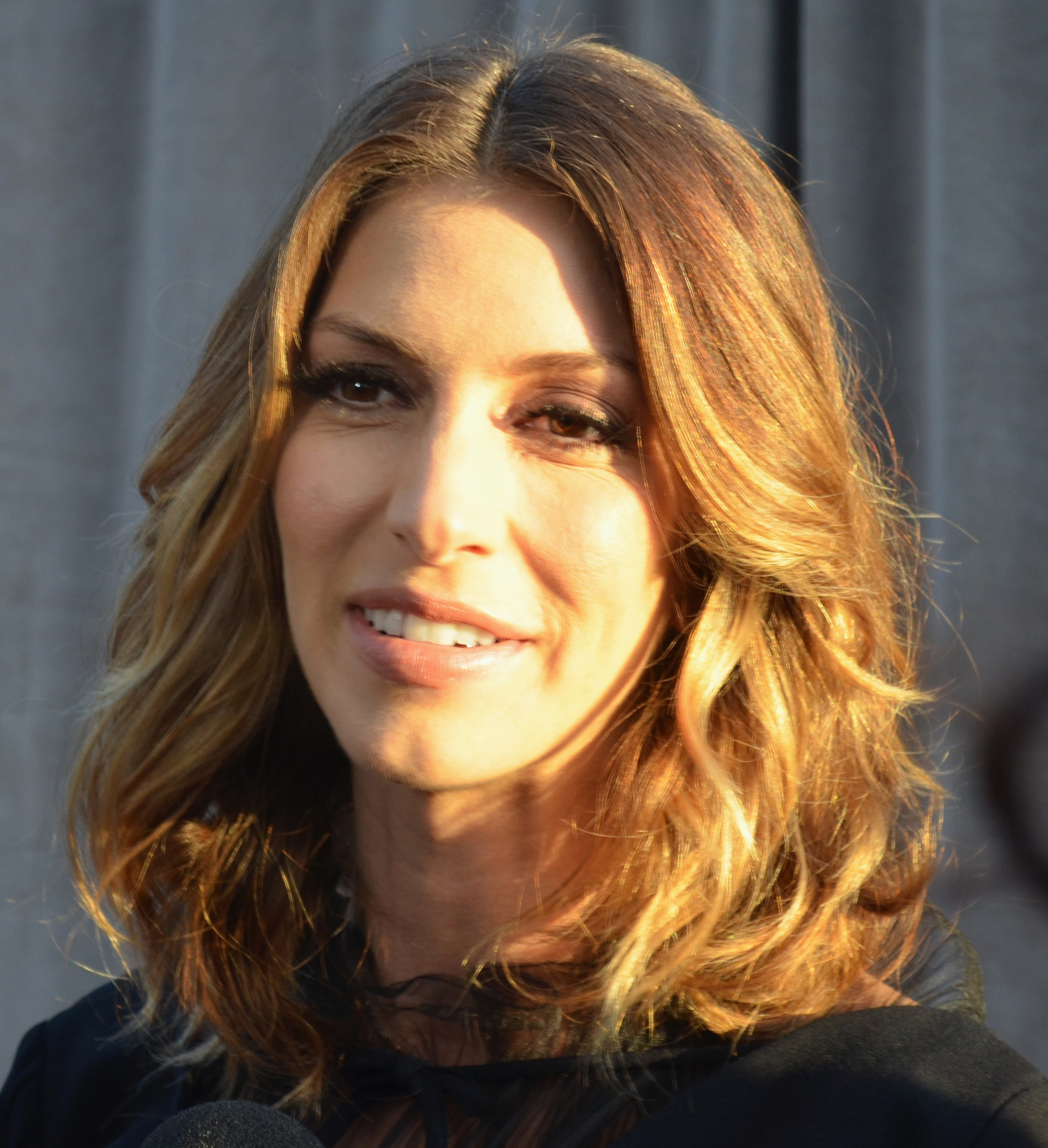
Dawn Olivieri, l'interprète de Andie Star

Andie Star est une journaliste trentenaire. Elle entame une relation avec Damon, qui l'hypnotise et l'utilise comme distraction. Elle meurt dans le premier épisode de la saison 3, tuée par Stefan. 
Greta Martin (interprétée par Lisa Tucker)

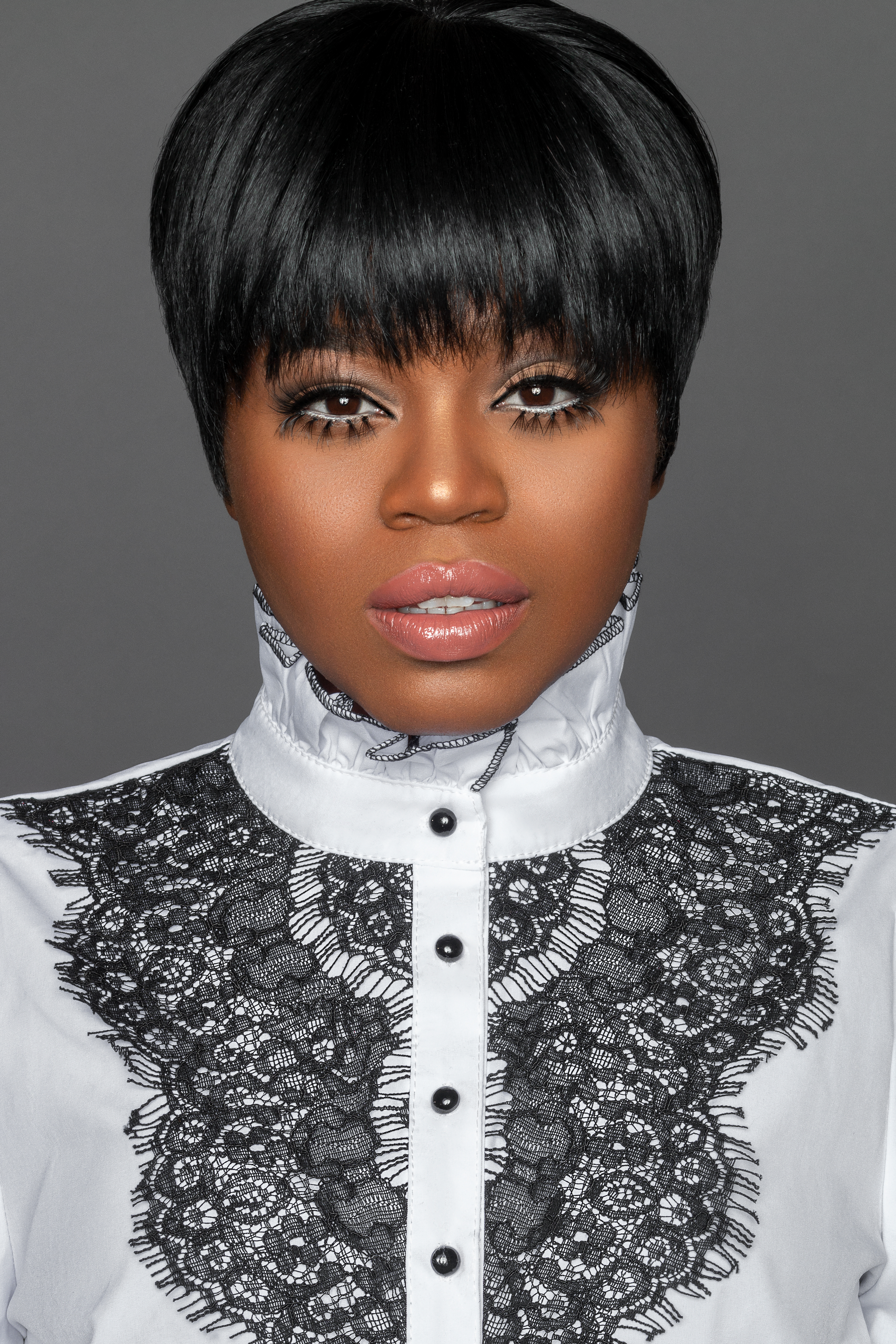
Lisa Tucker, l'interprète de Greta Martin.

Greta est la fille de Jonas et la sœur de Luka. En tant que sorcière, on apprend qu'elle a été enlevée par Klaus pour l'aider à trouver un moyen de briser la malédiction. Elle est tuée par Damon une fois le rituel accompli.

### Troisième saison
Ray Sutton (interprété par David Gallagher)

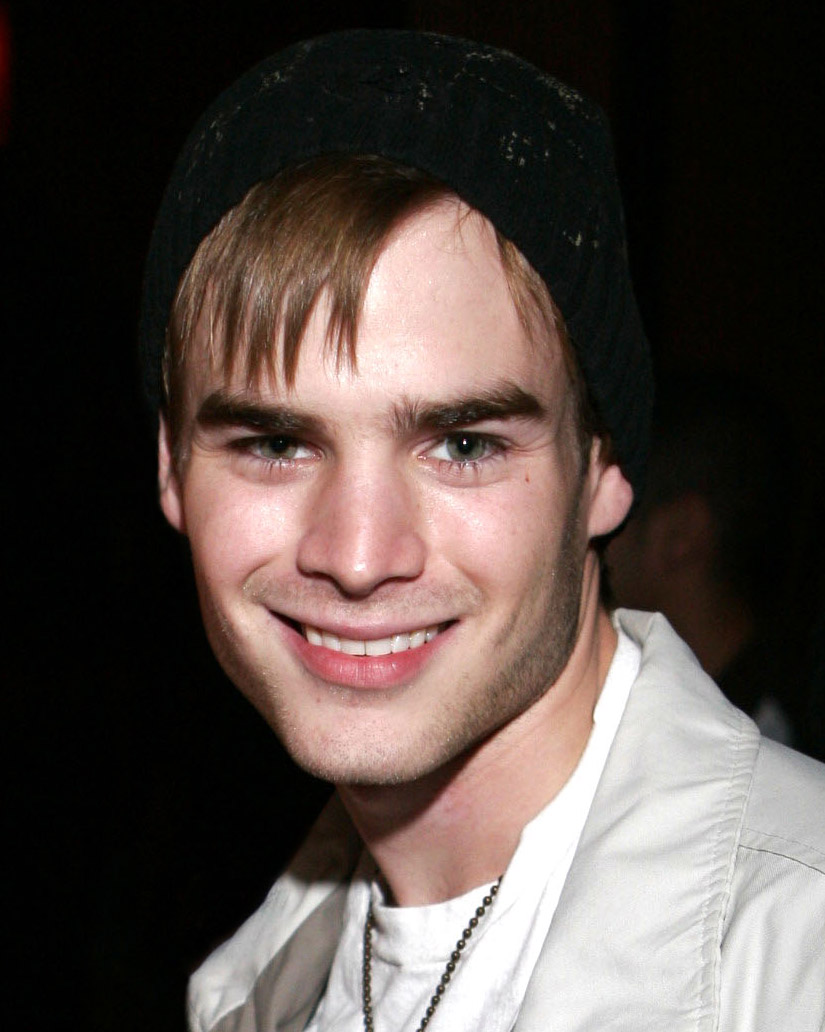
David Gallagher, l'interprète de Ray Sutton.

Ray est un loup-garou, qui a été le premier hybride de Klaus. Il est malheureusement tué par ce dernier, car il est devenu très malade une fois transformé en hybride (il n'a pas été transformé par la sang d'Elena Gilbert et donc était à l'agonie).
Bill Forbes (interprété par Jack Coleman)

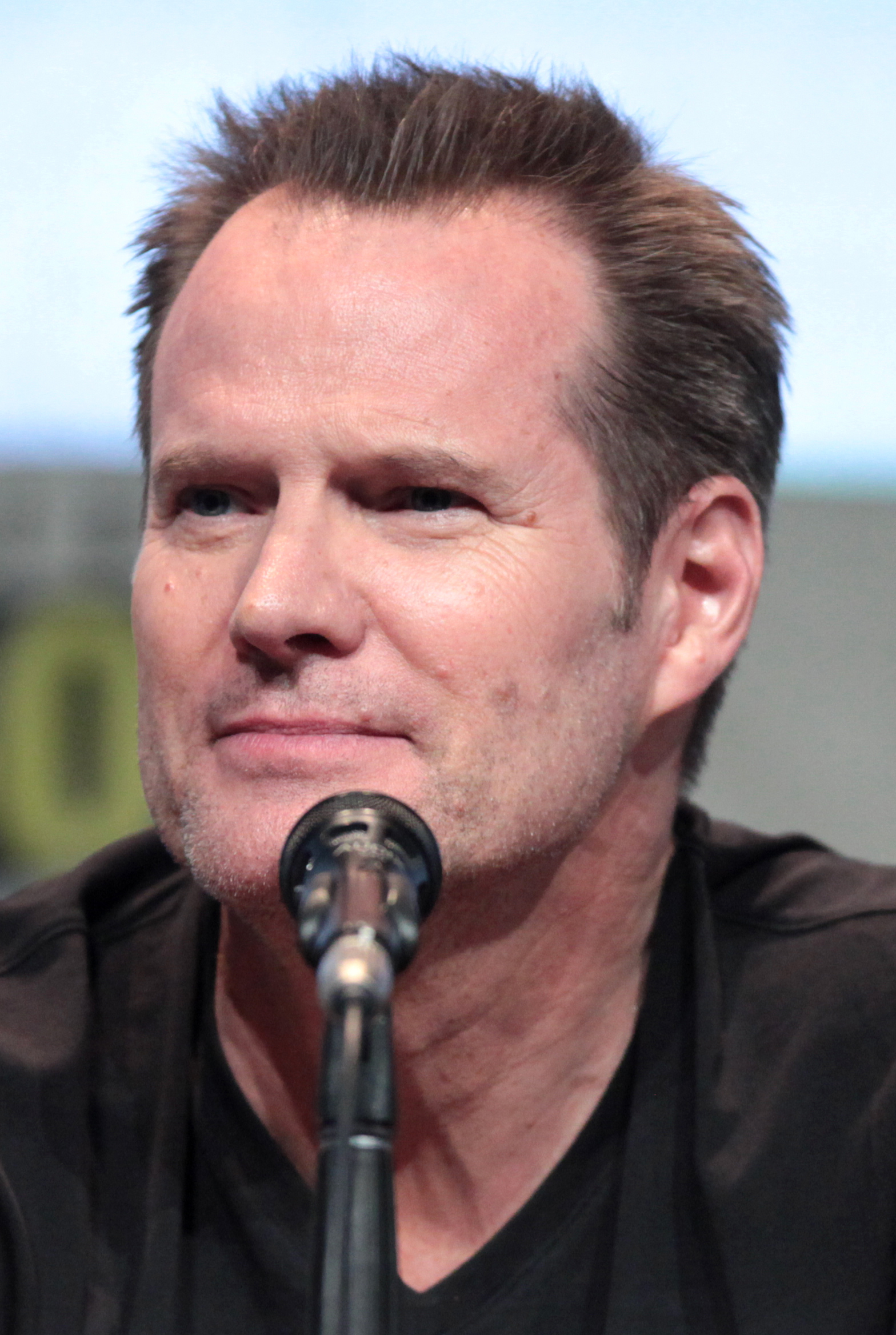
Jack Coleman, l'interprète de Bill Forbes.

Bill Forbes est le père de Caroline et est homosexuel. Il hait les vampires et lorsqu'il apprend que sa fille en est une, il la séquestre. Damon et Liz Forbes parviennent à le convaincre de la relâcher. Il aide ensuite Tyler à se transformer en loup-garou avec sa nouvelle situation d'hybride. Il est finalement tué par Alaric avec du sang de vampire dans les veines. Il décide de se laisser mourir en n'achevant pas sa transformation.
Abby Bennett (interprétée par Persia White) est une sorcière et la mère de Bonnie. Après avoir tué Mikael il y a 15 ans (en avril 1997) pour protéger Elena, elle a fui la ville laissant sa fille aux soins de sa grand-mère. Bonnie ira la trouver afin qu'elle l'aide à ouvrir un cercueil scellé qui permettra de détruire Klaus. Elle est par la suite transformée en vampire par Damon.
Sage (interprétée par Cassidy Freeman)

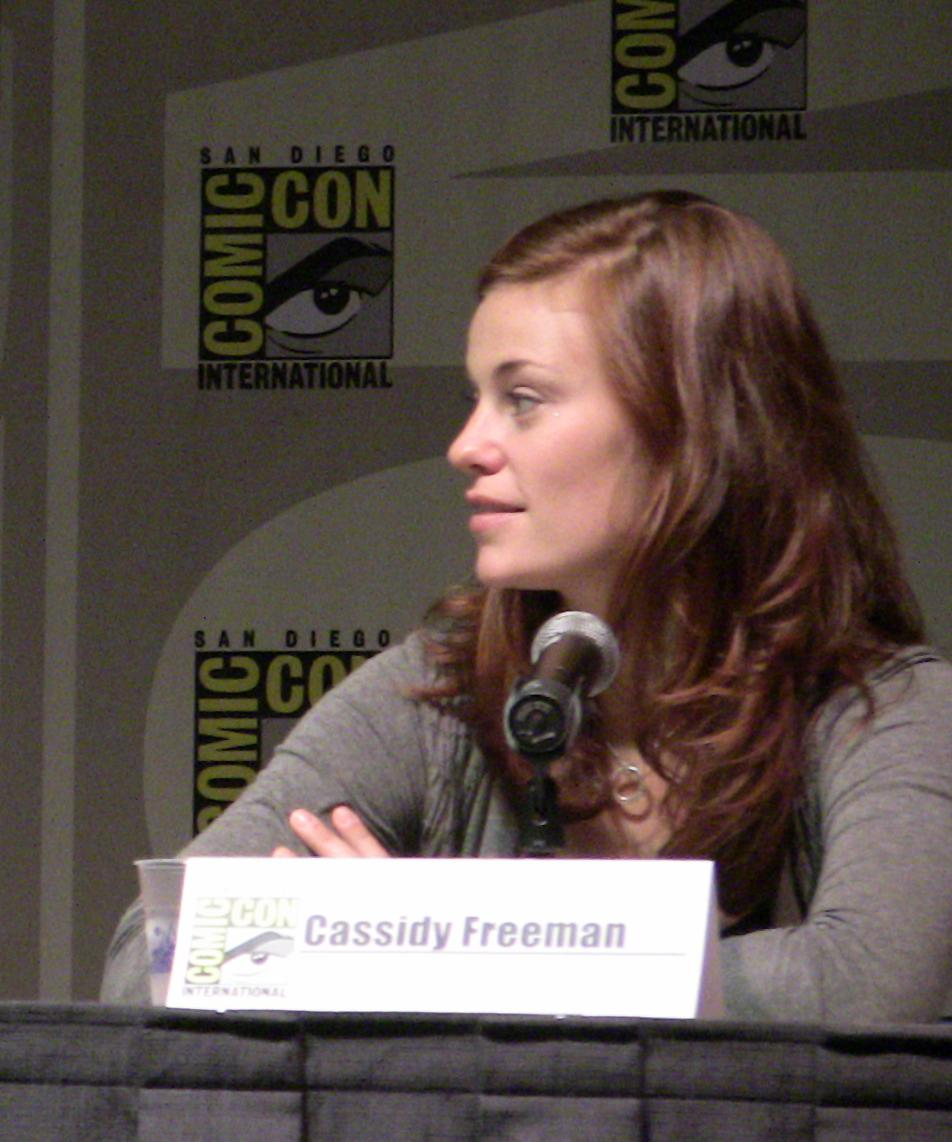
Cassidy Freeman, l'interprète de Sage.

Sage est une vampire âgée de 900 ans (transformée par Finn Mikaelson) qui avait rencontré et « éduqué » Damon en 1912. Elle revient ensuite dans le présent à Mystic Falls pour retrouver son ancien amour, Finn, récemment revenu à la vie. Après leurs retrouvailles puis la mort définitive de Finn, elle décède à son tour à cause du sort des lignées.
Dr Meredith Fell (interprétée par Torrey DeVitto)

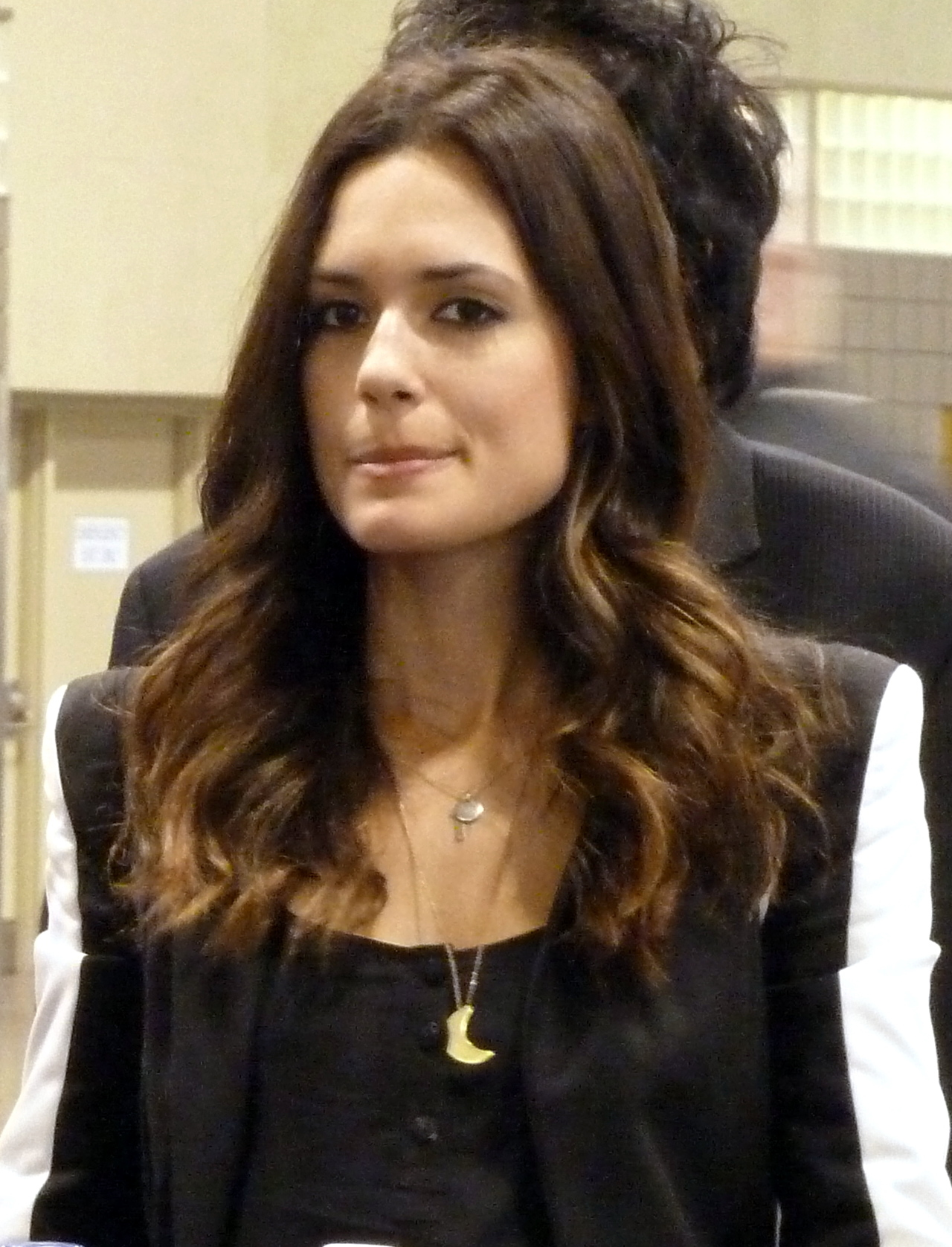
Torrey DeVitto, l'interprète de Meredith Fell

Meredith Fell est une médecin faisant partie du conseil des fondateurs. Elle guérit les patients gravement blessés en leur injectant du sang de vampire. Son ex-petit ami sera assassiné, ce qui portera les soupçons sur elle avant qu'on ne découvre que le coupable était en réalité Alaric. Elle entamera une relation avec lui. Elle administrera le sang de Damon à Elena pour la guérir d'une commotion cérébrale. Elle est donc en partie responsable de la transformation d'Elena en vampire, puisque cette dernière meurt dans un accident de voiture provoqué par Rebekah.

### Quatrième saison
Aja (interprétée par Cynthia Addai-Robinson)

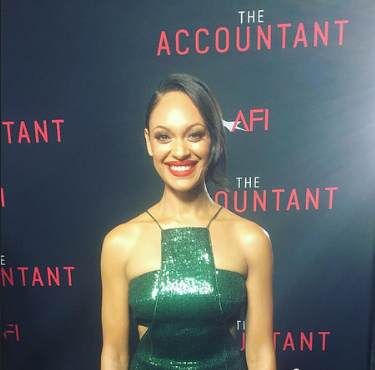
Cynthia Addai-Robinson, l'interprète d'Aja.

Aja est une socière qui vient à Mystic Falls dans l'objectif de purifier, avec l'aide de son clan, l'esprit de Bonnie Bennett. Après que Bonnie ait fait tomber le voile qui sépare leur monde et celui des esprits, Aja revient et s'allie à Kol et aux autres créatures surnaturelles ayant servi de sacrifice. Elle tentera, avec les membres de son clan, de se venger en attaquant Caroline, Elena et Stefan. Klaus arrive alors et la décapite en lançant un chapeau de graduation.
Hayley Marshall (interprétée par Phoebe Tonkin)

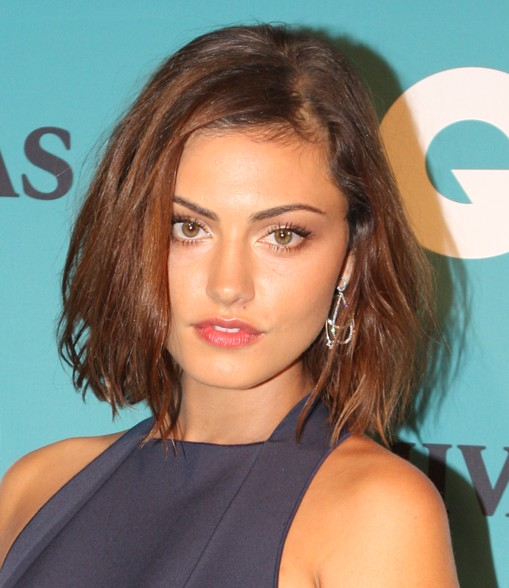
Phoebe Tonkin, l'interprète de Hayley Marshall.

Hayley est une jeune loup-garou qui a aidé Tyler et les autres hybrides liés à Klaus à se débarrasser de ce lien. De plus, elle aide Shane à accomplir un massacre afin d'obtenir en retour des informations sur ses vrais parents. Plus tard, elle couchera avec Klaus et tombera enceinte d'une petite fille. Elle sera présente en tant que personnage principal dans la série spin-off The Originals.
April Young (interprétée par Grace Phipps)

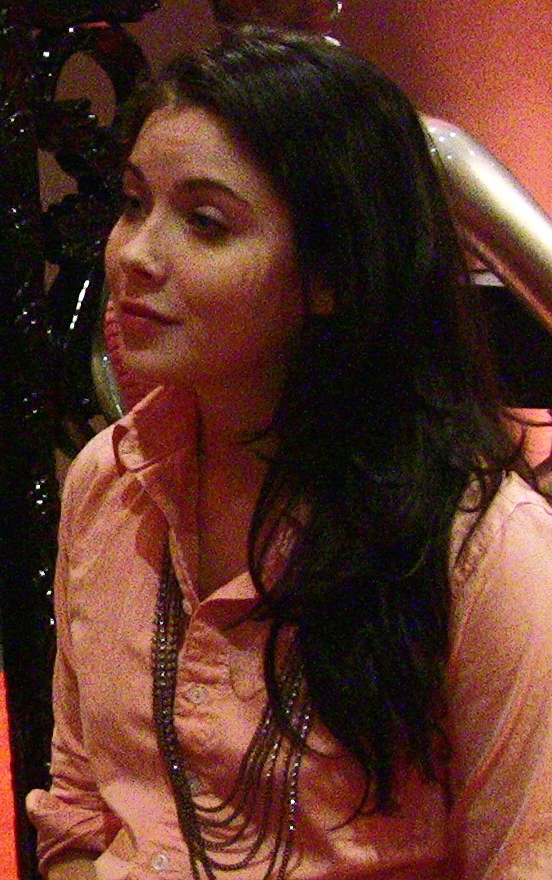
Grace Phipps, l'interprète de April Young.

April Young est la fille du pasteur Young - s'étant suicidé au début de la saison - qui débarque à Mystic Falls pour l'enterrement de son père. Par la suite, elle apprend la vérité sur les vampires et retire la dague de Rebekah qui l'enfermait dans son cercueil. Elle refait quelques apparitions plus tard dans la série, mais en tant que « dommage collatéral ».
Atticus Shane (interprété par David Alpay) est un professeur qui arrive à Mystic Falls comme remplaçant de la grand-mère de Bonnie. Il connaît beaucoup de chose sur les vampires et sur la magie. Il apprend de nouveaux pouvoirs à Bonnie ayant perdu les siens dont « l'Expression » qui se révèle très dangereux et puissant. En fin de compte il la manipule dans le seul but de ressusciter le premier vampire ayant existé : Silas. Il meurt finalement tué par celui-ci.
Connor Jordan (interprété par Todd Williams)

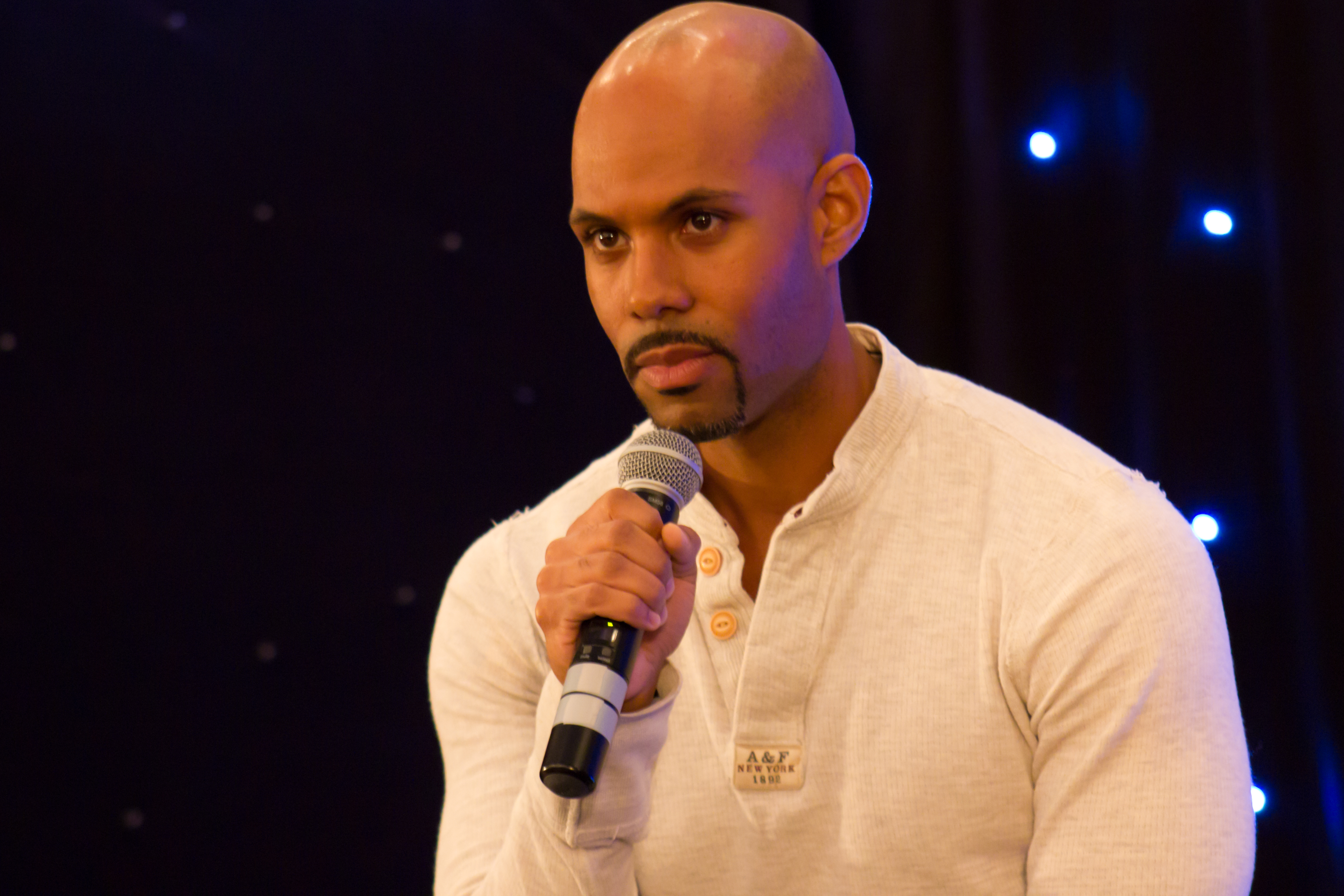
Todd Williams, l'interprète de Connor Jordan.

Connor est un chasseur de vampires (l'un des Membres des Cinq Chasseurs - Five) qui travaille pour le professeur Shane. À sa mort, quand il fut tué par Elena, il transmet son pouvoir à Jeremy avec qui il s'est rapproché et a appris plus sur lui et ses capacités au début de la saison. Il réapparaît en tant que fantôme dans le dernier épisode de la saison lorsque le voile qui sépare l'au-delà du monde des vivants se retrouve déchiré.
Galen Vaughn (interprété par Charlie Bewley)

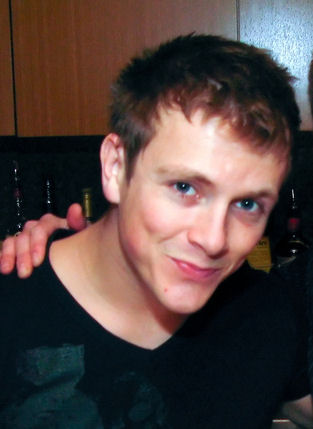
Charlie Bewley, l'interprète de Galen Vaughn.

Vaughn est un chasseur de vampires (l'un des Membres des Cinq Chasseurs - Five) qui n'a qu'une seule obsession : tuer Silas. Il captura et tortura Damon sur l'île à la recherche du premier vampire sur Terre. Il dévoilera que c'est Katherine qui l'a mis au courant de Silas et de la recherche de nos héros à l'égard de ce dernier. Tout comme Connor, il réapparaît en tant que fantôme dans le dernier épisode de la saison lorsque le voile qui sépare l'au-delà du monde des vivants se retrouve déchiré et avoua être mort de faim sur l'île. Puis il essaiera de tuer Damon avec du venin de loup-garou mais sera neutralisé par Alaric, lui aussi revenu en tant que fantôme, qui le jette au fond d'une rivière.
Alexander (interprété par Paul Telfer) est un chasseur de vampires (l'un des anciens Membres des Cinq Chasseurs - Five) il a eu une relation avec Rebekah au XIe siècle en Italie, et était sur le point de se marier. Ce dernier se rendit malheureusement compte de la vraie nature de l'Originelle et la trahit en la poignardant dans le dos. Dans le dernier épisode de la saison il revient en tenant en otage Matt, pour prendre sa vengeance - mais n'y arriva pas.
Silas (interprété par Scott Parks, les autres acteurs de la série, puis par Paul Wesley à partir de la cinquième saison) 

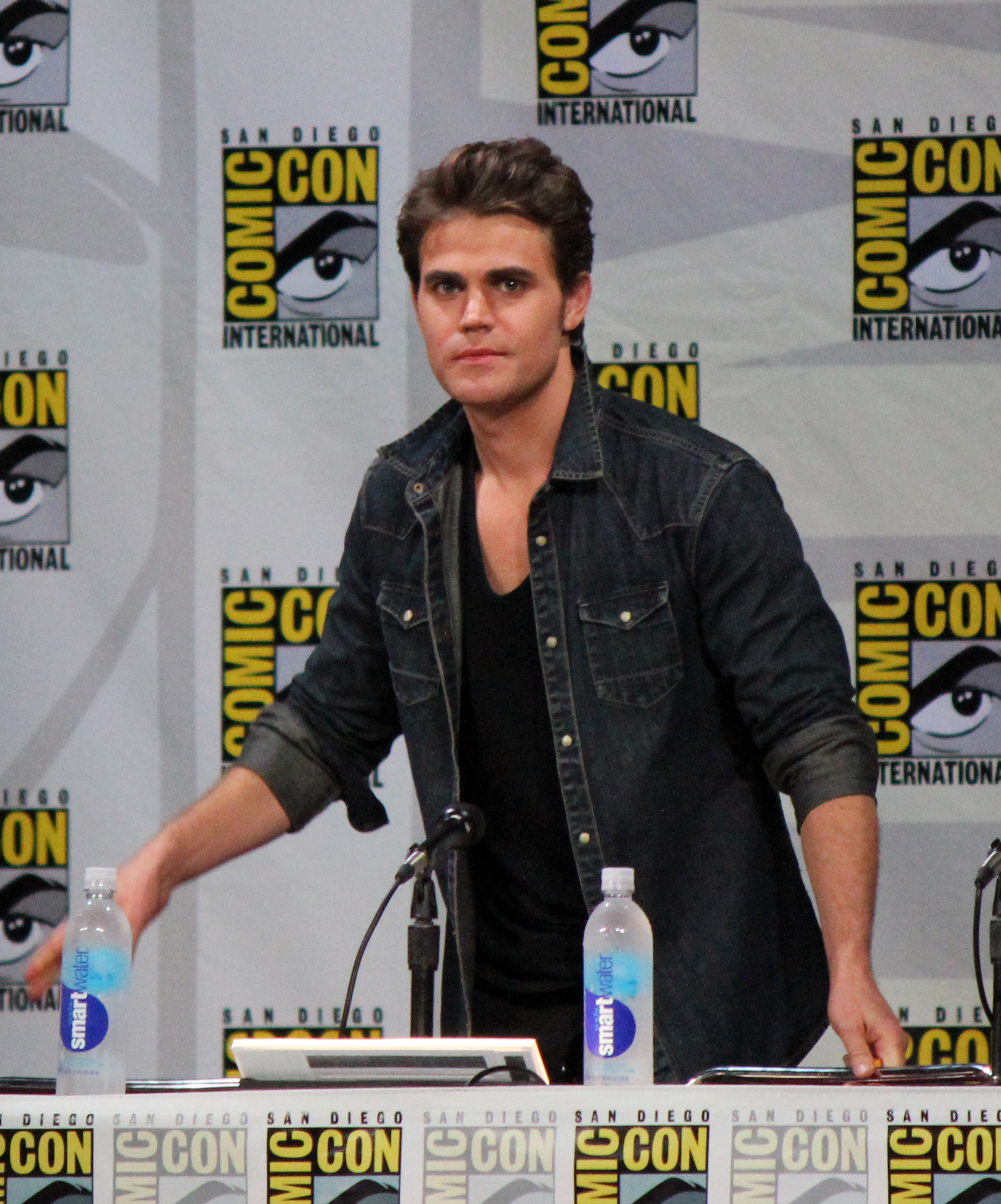
Paul Wesley, l'interprète de Silas.

Silas est le premier être immortel ayant existé. Avant sa transformation, il était un sorcier de la Grèce antique ayant créé un sort d'immortalité avec l'aide de la sorcière Qetsiyah. Par la suite, celle-ci l'enterrera vivant avec un remède, un remède contre l'immortalité, afin que Silas le prenne et décède, ce qu'il ne fera pas. Il restera enterré 2000 ans avant d'être ressuscité grâce au sang de Jeremy. Son but est de détruire l'autre côté en levant le voile, (lieu où sont réunies les créatures surnaturelles après leur mort) puis de prendre lui-même le remède et de mourir. Malheureusement tout ne se passera pas comme prévu, et il forcera Bonnie à l'aider au péril de sa vie. On découvrira à la fin de saison qu'il possède un double capable de mourir, qui n'est autre que Stefan. Dans la saison 5, on apprend qu'il y a deux mille ans, il a trompé Qetsiyah (qui se renomme elle-même Tessa) avec Amara, l'ancêtre d'Elena de Katherine et de Katia, et fut avec Silas les deux premiers immortels de l'Histoire et aussi les premiers doubles. Qestiyah à la suite de cette trahison créa le voile où se rendent toutes les créatures surnaturelles à leur mort, pour que Silas la rejoigne elle là-bas et non au paradis pour y retrouver Amara.

### Cinquième saison
Amara (interprétée par Nina Dobrev)

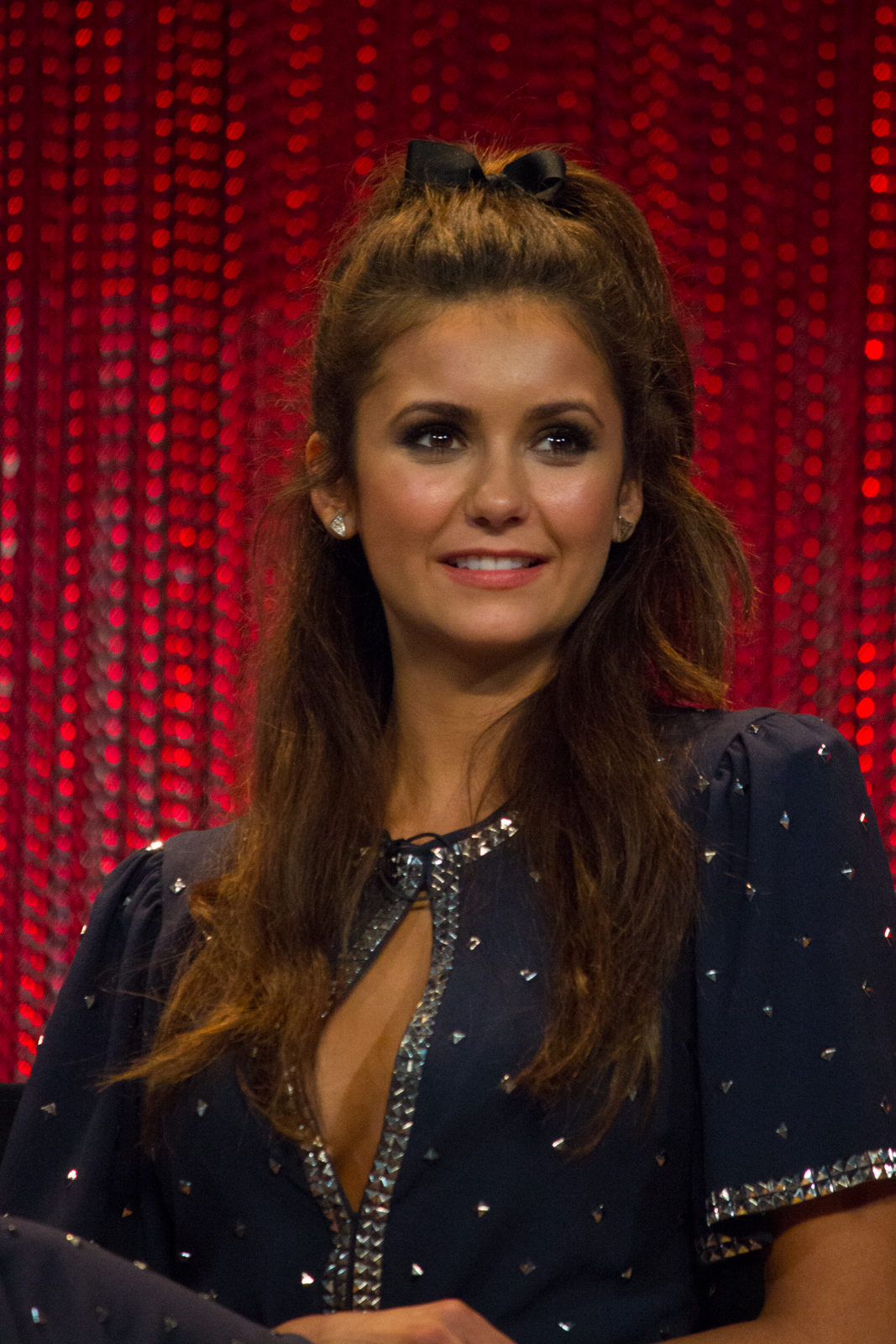
Nina Dobrev, l'interprète d'Amara.

Amara est la servante de Qetsiyah mais aussi le véritable amour de Silas. Elle est la première double Petrova. Il y a deux mille ans, en Grèce antique, Silas tomba amoureux de Amara. Il l'aimait tellement qu'il ne voulait même pas que la mort les sépare. Silas se servit de la sorcière Qetsiyah en lui faisant croire qu'elle était l'amour de sa vie et ne voulait pas que la mort les sépare. Qetsiyah créa alors le premier sort d'immortalité sous la forme d'un élixir qu'ils devaient consommer le jour de leur mariage. Peu après, Qetsiyah découvrit que Silas avait bu l'élixir avant elle et s'était enfui.
Qetsiyah parvient à retrouver Silas et découvrit alors qu'il avait partagé l'élixir avec Amara, la femme qu'il aimait. N'ayant qu'une seule dose de remède, Qetsiyah décida de le garder pour Silas, et de faire d'Amara l'ancre du sortilège de création de l'autre côté. Dans l'épisode 6 de la saison 5, Qetsiyah révéla à Damon que l'ancre est une chose vieille de deux mille ans, immortelle et totalement indestructible, il comprend donc qu'Amara est toujours en vie que c'est elle qui a servi à lier le sort qui créa l'autre monde. Le corps d'Amara est découvert par Silas totalement desséché. Il utilise alors le sang de l'un des Voyageurs pour la ramener à la vie. Plus tard, il lui dit qu'il a pris le remède et qu'il était prêt à mourir pour elle. Amara plante alors un morceau de verre dans la nuque de ce dernier et boit son sang pour bénéficier de l'effet du remède. Errant ensuite au milieu des entrepôts, elle est retrouvée par Damon qui la bâillonne et l'enferme dans le coffre de sa voiture avant de la présenter à Elena. Amara effrayée, voit les êtres surnaturels déjà morts et qui doivent passer par elle pour aller de l'autre côté. Damon explique la situation d'Amara à Stefan, puis elle essaie de se suicider. Damon entre dans la prison et la retient mais elle dit qu'elle ne veut plus vivre. Qetsiyah accepte de faire un sort afin que Bonnie puisse être l'ancre, pour qu'elle puisse enfin tuer Amara et Silas. Qetsiyah dit qu'elle a besoin de sang des doubles pour achever le rituel car il n'existe aucune source comme une lune. Elena et Qetsiyah vont voir Amara, qui va bien maintenant et s'assoit sur une chaise. Elle est choquée de voir Qetsiyah quand elle franchit la porte. Amara commence à être effrayée. Stefan enlève Amara afin qu'il puisse attirer Silas. Amara demande à Silas de la tuer, il prend son couteau et vise sa gorge. Stefan intervient et tue Silas devant Amara. Amara a pris ce même couteau et se poignarde elle-même sous les yeux de Damon. Damon ne veut pas qu'elle meurt mais elle le supplie de la laisser mourir et celle-ci meurt. 
Qetsiyah alias Tessa (interprétée par Janina Gavankar) est la plus puissante des sorcières de la Grèce antique. Elle a créé le premier sort d'immortalité. Elle est l'ancêtre de Bonnie Bennett. Il y a deux mille ans, Qetsiyah était très amoureuse de Silas, sorcier et double de Stefan. Elle l'aimait de tout son cœur donc elle l'aida à créer le tout premier sort d'immortalité sous la forme d'un élixir qu'elle devait boire avec Silas le jour de leur mariage. Mais Silas but l'élixir avant le mariage et le fit boire à Amara, servante de Qetsiyah dont il était réellement amoureux. Folle de rage, et afin de s'assurer que Silas ne puisse jamais retrouver la femme qu'il aimait dans l'au-delà, elle créa le remède et créa l'autre côté, un au-delà dans lequel se retrouveraient toutes les créatures surnaturelles mortes. Elle enferma ensuite Silas sur une île déserte avec le remède dans l'espoir qu'il le prenne, meurt et la retrouve de l'autre côté. Des siècles plus tard, au moment où Bonnie ferme le voile entre l'autre côté et la réalité, Tessa en profite pour revenir à la vie. Elle tombe deux mois plus tard sur le sosie de son véritable amour, Stefan dont elle se servira pour enlever les pouvoirs psychiques de Silas. Toujours dans un désir de vengeance, elle accepte la requête de Damon pour échanger l'ancre de l'autre côté que représente Amara vers Bonnie, mais Qetsiyah fait un dernier discours à Amara lui avouant qu'elle s'assurera que Silas et celle-ci ne soient jamais réunis et qu'elle la tuera de ses mains. Plus tard, le sort achevé, Tessa savourant sa vengeance de deux mille ans sous les yeux d'une Katherine impatiente, met fin à sa vie en se coupant les veines et tombe dans les bras de celle-ci. Elle apparaît une dernière fois devant Bonnie lui apprenant la lourde tâche qu'elle a de faire passer chaque être surnaturel à travers elle et que cela fera un mal de chien puis aussitôt passe à travers elle.
Nadia Petrova (interprétée par Olga Fonda) née en 1490 en Bulgarie est la fille de Katherine. Elle a fait connaissance avec Rebekah et Matt à Prague et a volé sa bague. Elle avait environ 20 ans quand elle a été transformée en vampire. Elle viendra à Mystic Falls pour revoir Matt qui sera surprise de la voir car Nadia a volé Rebekah et Matt. Elle rendra à Matt la bague qu'elle lui a volée mais Nadia est venue pour autre chose. D'abord, son complice qui est un Voyageur possédera le corps de Matt. Nadia est aussi une Voyageuse, qui tuera son complice pour prouver sa loyauté à Silas. Ce dernier lui en demandera plus pour lui prouver sa fidélité et lui demandera de tuer Matt. Mais Nadia joue un double jeu, elle veut avoir la confiance de Silas pour le tuer et le compagnon qu'elle a tué devant Silas, est Gregor, son petit-ami. Nadia se servira de Matt pour obtenir des informations sur Katherine. Nadia réussit à localiser Katherine mais Silas l'avait suivie et se retrouve face à face avec les deux jeunes femmes. Nadia ne veut pas remettre Katherine à Silas et Silas hypnotise Nadia afin qu'elle se tire une balle dans le cœur. Mais grâce au sort de Tessa, Silas s'affaiblit et Nadia a le temps de s'enfuir avec Katherine. Silas l'appellera pour qu'elle lui rende Katherine mais Nadia ne cédera pas. Nadia apprend plus tard que son petit-ami Gregor s'est servi d'elle pour s'approcher de Katherine et pour la tuer. Mais Katherine tue Gregor. Nadia en veut quand même à Katherine de l'avoir tué, mais ne voulant pas qu'elle meure, lui propose de prendre possession de son corps en tant que Voyageuse. Katherine refuse disant que c'est au tour de Nadia de vivre, puis finit par prendre possession du corps d'Elena avec l'aide de Nadia et d'une sorcière Voyageuse. Par la suite, Nadia se fait mordre par Tyler et se prépare à vivre ses derniers instants avec Katherine. Cette dernière tente de trouver un moyen de la sauver, mais sans succès. Nadia se fait donc kidnapper par les Salvatore, et Katherine revient la voir pour passer ses derniers instants avec elle. Nadia meurt finalement dans les bras de sa mère.
Dr Wes Maxfield (interprété par Rick Cosnett)

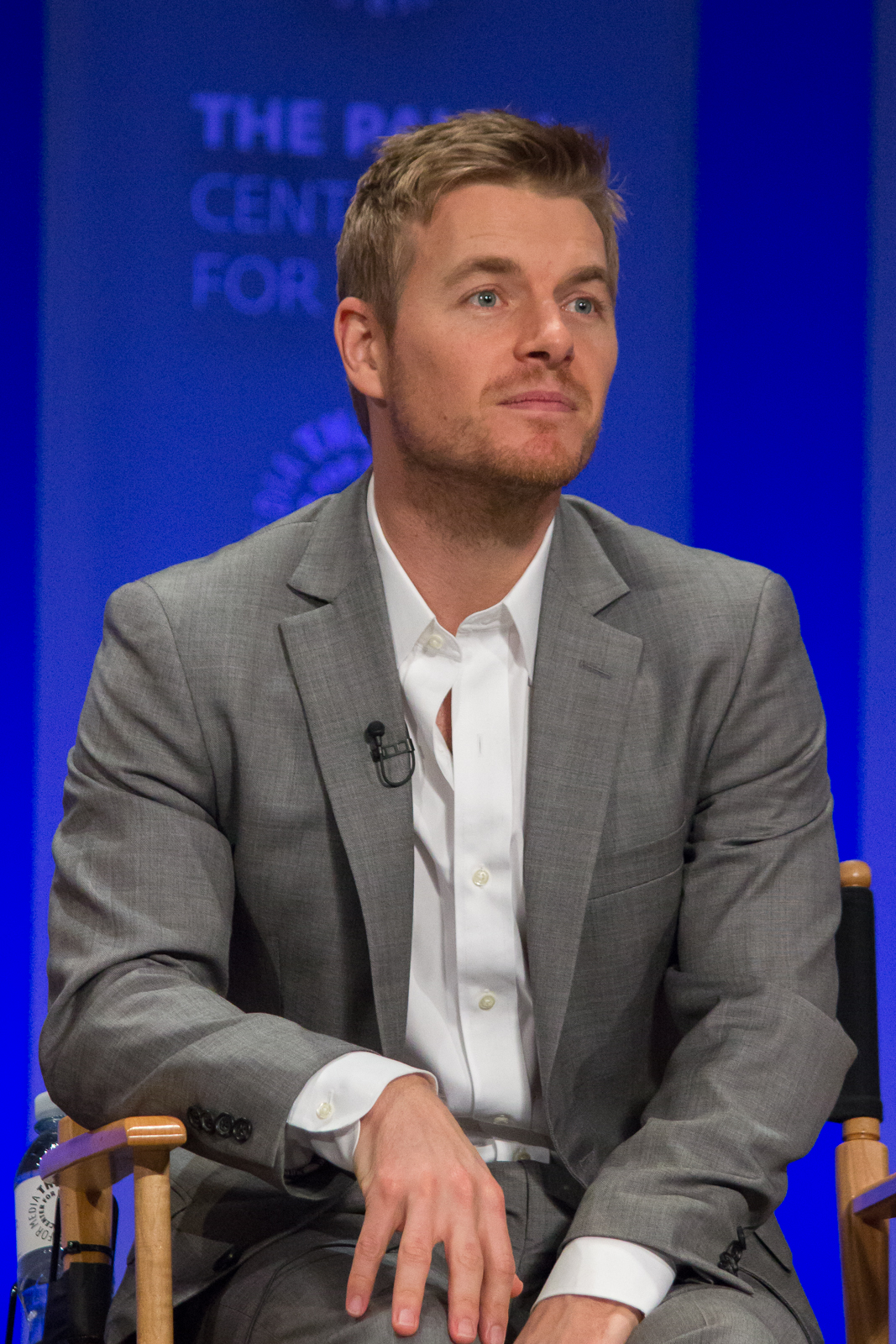
Rick Cosnett, l'interprète du Dr Wes Maxfield.

Le Dr Wes Maxfield était un professeur au Whitmore College. Il était membre de la société secrète Augustine. Jesse parlera à Elena du Wes en lui disant que les rumeurs disent qu'il fait partie d'une société secrète de Whitmore. Plus tard, le Docteur interpellera Elena en lui disant qu'il connaissait son père et qu'il est un très grand admirateur de ses travaux. Le Docteur Maxfield travaille afin d'essayer de former un vampire qui se nourrit du sang de vampire. Plus tard, Wes informera Elena qu'il est au courant pour les vampires. Peu après, Katherine et Caroline se rendront dans son laboratoire et vont savoir que Wes travaille pour la société secrète Augustine qui torture les vampires pour en faire des expériences. Comme Nadia a été mordue par Tyler, Katherine demande à Wes s'il pouvait faire quelque chose mais lui se sert du sang de Nadia qui était contaminée et Katherine l'injecte dans le corps de Elena avant de se faire tuer par Stefan. Quant à Wes, il est sauvagement assassiné par Damon dans l'épisode 15.
Jesse (interprété par Kendrick Sampson) 
Jesse est en deuxième année à l'université de Whitmore. Il étudie la microbiologie et son professeur est le docteur Maxfield. Il sera transformé en vampire se nourrissant de vampires dans l'épisode 4 de la saison 5. Il rencontre pour la première fois Elena, Caroline et Megan en leur distribuant des flyers pour une fête organisée à la Maison Whitmore. Pendant le bûcher, c'est lui qui dit à Elena que selon les rumeurs, Wes fait partie d'une société secrète. Peu après, Jesse flirte avec Caroline et celle-ci lui déclare qu'elle l'aime bien et Jesse embrasse Caroline mais elle le repousse car elle a encore des sentiments pour Tyler. Dans l'épisode 5 de la saison 5, Jesse se transforme en vampire et supplie Maxfield de le laisser sortir à cause de sa soif de sang. Dans l'épisode 8 de la saison 5, il parviendra à s'échapper. Caroline et Elena essaieront de l'aider à se contrôler mais Jesse s'attaquera à Damon et lui mordra le cou jusqu'à ce qu'Elena vienne et tue Jesse sous les yeux de Caroline qui lui en voudra.
Megan King (interprétée par Hayley Kiyoko)

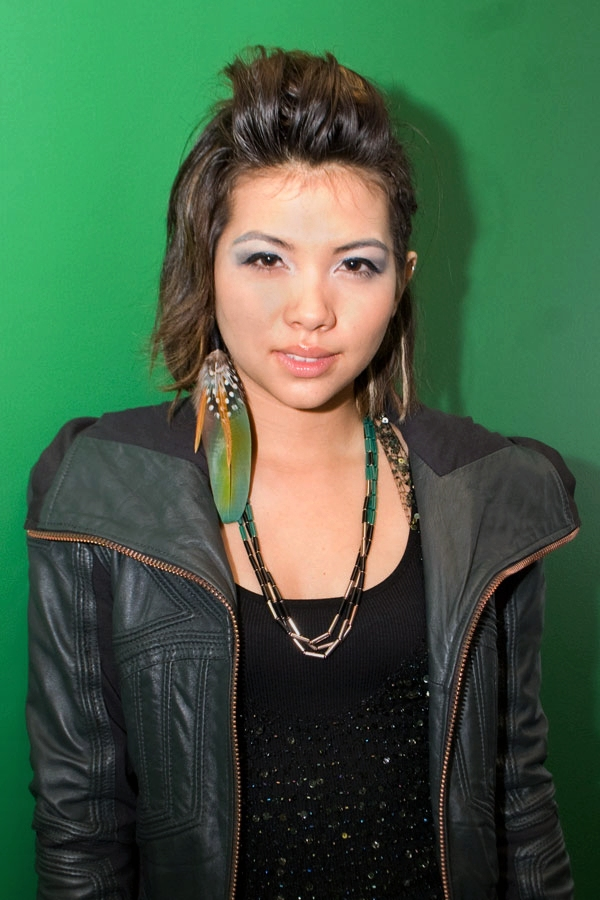
Hayley Kiyoko, l'interprète de Megan King.

Megan King est la colocataire de Caroline et Elena. Megan boit des boissons comportant de la verveine. Caroline soupçonne Megan de connaître leur secret. Mais plus tard, Megan appelle au secours et se fait tuer. Dans l'épisode 10 de la saison 5, on apprend qu'elle a été tuée par Enzo. 
Aaron Whitmore (interprété par Shaun Sipos)
Aaron Whitmore n'avait que six ans quand ses parents ont été tués par des vampires. Le Dr Maxfield l'a ensuite accueilli comme son propre fils. Il est l'ami d'enfance de Megan King. Dans l'épisode 8 de la saison 5, Elena l'invitera à une fête puis Aaron lui parle de son passé pendant la soirée. Il retourne dans sa chambre qu'il partage avec Jesse, mais ce dernier l'attaque et le mord au cou. Caroline intervient de justesse puis sauve la vie d'Aaron. Jesse grâce aux conseils d'Elena et Caroline sauvera la vie de son camarade de chambre en lui faisant boire de son sang. Dans l'épisode 9 de la saison 5, il apprend l'origine de sa famille et ses intentions en créant la société Augustine, Wes, son tuteur légal qui remplace ses parents lui montrera l'existence d'armes et de journaux appartenant à sa famille et principalement au Dr Whitmore, son ancêtre qui a créé cette société secrète pour faire des recherches sur les vampires. Il ira questionner Elena et Damon prisonniers dans les cellules des souterrains de « sa maison ». Il finira par tirer sur Damon en apprenant par lui-même qu'il a tué ses parents et l'a laissé comme seul survivant de sa génération pour qu'il puisse juste perpétuer le nom Whitmore et ainsi que Damon puisse continuer sa vengeance. Après qu'Elena (Katherine qui était dans le corps de celle-ci) rompt avec Damon, il fut en colère et avec Enzo tua Aaron. 
Tom Avery (interprété par Paul Wesley)

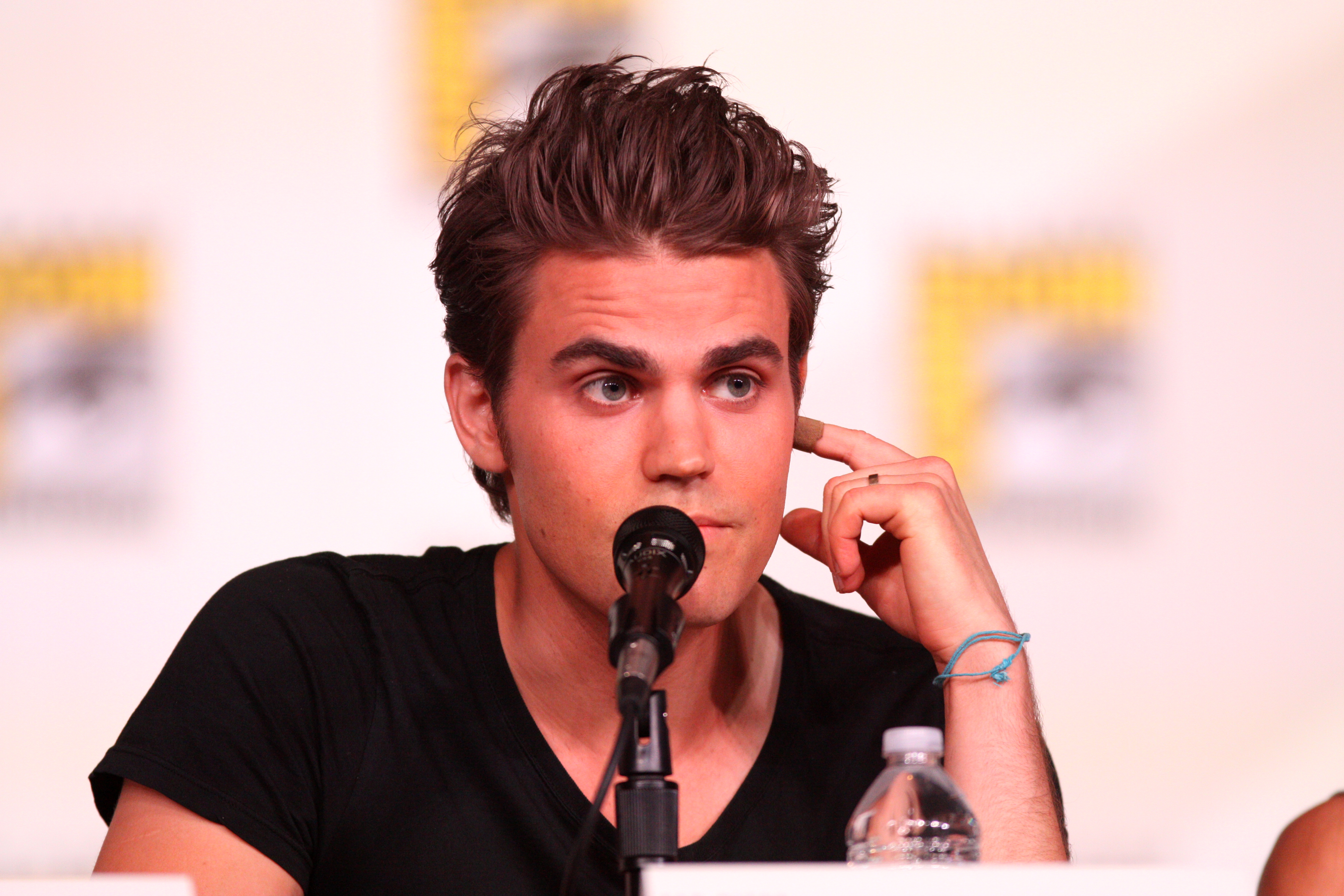
Paul Wesley, l'interprète de Tom Avery.

Tom Avery est le dernier double de Silas et Stefan. On voit Tom pour la première fois dans une vision de Stefan provoquée par Sloan. On découvre alors qu'il est médecin à Atlanta. Dans l'épisode 17 de la saison 5, Tom est vu dans une vision de Stefan sauvant un patient à l'Hôpital Métropolitan à Atlanta. On le voit ensuite accepter un rendez-vous avec une jeune femme nommée Hazel, une sorcière qui souhaite le remercier pour avoir sauvé la vie d'une de ses amies, Trish. Tom est retrouvé par Enzo et Caroline, enfermé dans le sous-sol de Hazel et protégé par la magie. Caroline le contraint à lui faire confiance et l'emmène ensuite dans un restaurant. Alors qu'il était sur le point de quitter la ville, il est tué par Enzo qui lui brise la nuque. 
Dianne Freeman (interprétée par Sabrina Mayfield) est le chef de la sécurité au Whitmore College. Elle est membre de la société secrète Augustine. Dans l'épisode 6 de la saison 5, Katherine (qui fait semblant d'être Elena) arrive à une fête. Dianne était l'une des invités. Elle a vu que « Elena » peut entrer dans la maison, elle pense alors que Wes a eu tort au sujet d'Elena, qu'elle n'est pas un vampire. Plus tard, dans l'épisode 13 de la saison 5, Dianne est torturée et tuée par Enzo.
Sloan (interprétée par Caitlin McHugh) est membre des Voyageurs, elle a suivi les expériences du Dr Maxfield depuis des mois. Elle apparaît la première fois dans l'épisode 13 de la saison 5, quand elle offre sa protection au Dr Maxfield en échange d'argent et lui annonce aussi qu'Aaron est mort. Elle piège Damon et Enzo pour laisser le temps à Wes d'injecter le contenu d'une seringue dans le cou de Damon pour faire de lui un vampire qui se nourrit du sang de vampires. Dans l'épisode 16 de la saison 5, elle se sert de Stefan pour son sortilège qui consiste à fouiller son cerveau pour trouver un autre double de Silas : Tom Avery. Après l'avoir trouvé, elle se dirige à Atlanta. Après, le mort de Tom, elle se désigne cobaye pour un sore qui consiste à faire disparaître de la magie. Elle boit du sang de Vampire et se fait trancher la gorge par Markos. Quand elle se réveille en vampire, Markos utilise le sort. Le sort est une réussite et la transforme en humaine mais Sloan meurt puisque la magie qui l'avait transformé en vampire avait disparue.  
Gregor (interprété par Hans Obma) est un sorcier et ex petit-ami de Nadia. Nadia se servait de Matt pour que Gregor soit dans le corps de Matt. En réalité, Gregor s'est servi de Nadia pour se rapprocher de Katherine et pour la tuer.
Markos(interprété par Raffi Barsoumian) est le chef des Voyageurs. Il y a mille cinq cents ans, Markos lança un sort pour attirer les doubles l'un vers l'autre. Dans l'épisode 17, les Voyageurs procèdent à un rituel qui consiste à le faire revenir à la vie en passant à travers Bonnie (c'est sa résurrection qui engendrera petit à petit la dégradation de l'autre-côté et sa destruction à la toute fin de la saison). Dans l'épisode 18, Markos utilise la magie pour envoyer des visions à Stefan et Elena afin de les attirer jusqu'à lui. Il est retrouvé par Damon et Enzo qui lui réclament des explications sur les raisons de sa présence et sur la prophétie des doubles. Il révèle alors que l'univers ne cherche pas à réunir les doubles mais qu'il leur a lancé un sort il y a mille cinq cents ans pour les réunir et ainsi obtenir leur sang pour libérer les Voyageurs d'une ancienne malédiction. Dans l'épisode 19, Markos installe son peuple dans un centre commercial désaffecté. Il explique ensuite que le sang des deux derniers doubles (en l'occurrence Stefan et Elena) est censé annuler la magie des sorcières. Dans l'épisode 21, Markos emprisonne Stefan et Elena dans un endroit inconnu. Il les a attachés pour pouvoir récupérer tout leur sang. Plus tard, il précise à Damon, qu'il a l'intention de s'installer à Mystic Falls et d'en faire son nouveau foyer. Il veut aussi se servir des personnes possédées par les Voyageurs pour faire disparaître la magie. Grâce au sang des doubles, son peuple parvient à créer un sort qui permet d'éliminer de Mystic Falls toute magie, ce qui fait que les bagues de jour des vampires se retrouvent inefficaces. Dans l'épisode suivant, Markos s'installe définitivement à Mystic Falls et fait tuer Julian/Tyler en lui faisant passer la frontière anti-magie, pour prouver au shérif Forbes que la magie a bel et bien quitter la ville. Plus tard, Damon piège les Voyageurs en organisant une soirée au Mystic Grill. Damon et Elena  font alors exploser le bar avec leur voiture et tous les Voyageurs, y compris Markos, sont tués par l'explosion. En arrivant de l'autre-côté, il essaye de passer à travers Bonnie afin de retourner dans le royaume des vivants mais il est arrêté par Lexi. Quelques secondes plus tard, il est aspiré par le néant et tombe dans l'oubli absolu.

### Sixième saison
Ivy (interprété par Emily Chang)
Dans le premier épisode, Ivy apparaît comme étant la nouvelle petite-amie de Stefan depuis 2 mois. Lorsque Stefan lui avoue qu'il est un vampire, Ivy se fâche mais Stefan lui dit qu'il l'aime. Elle est tuée par Enzo dans l'épisode suivant. Dans l'épisode quatre, Stefan la retrouve chez lui disant qu'elle a très faim et son visage prend l'apparence d'un vampire affirmant qu'avant de mourir, Enzo lui a fait boire de son sang.
Dans l'épisode cinq, Ivy accuse Stefan après qu'elle est devenu un vampire. Elle tente de l'attaquer avant qu'il ne lui casse son cou. Stefan cherche de l'aide auprès de Caroline pour calmer les envies d'Ivy. Caroline garde Ivy dans son dortoir, tandis que Stefan va chercher une bague de jour pour Ivy. Quand Caroline se retourne pour gagner des jeux de société, Ivy lui brise la nuque et s'échappe pendant la nuit. Ivy se nourrit sur un homme qu'elle trouve dans la rue avant de réaliser qu'elle ne sait pas comment le contraindre à le faire oublier ce qu'elle a fait. À la fin de l'épisode, Ivy est capturé par Tripp.
Dans l'épisode six, Ivy est tuée par Tripp alors qu'il conduisait la voiture à travers la frontière de Mystic Falls. Privée de son vampirisme, elle meurt.
Monique (interprété par Gabrielle Walsh)
Dans le premier épisode, Monique arrive à Mystic Falls en se faisant appelé "Sarah Salvatore", mais a des problèmes avec sa voiture. Elena Gilbert l'a mord et l'attaque, parce que les herbes magiques qu'elle prend lui donne une grande envie de boire plus de sang. Mais Caroline l'arrête et Monique s'enfuit en dépassant la frontière de Mystic Falls, ce qui rend empêche Elena de la rattraper en raison du mur anti-magie. Monique se précipite à travers la place de la ville en criant à l'aide. Matt Donovan vient l'aider et lui demande ce qui est arrivé. Elle indique clairement qu'un vampire l'a attaquée, mais quand Tripp Cooke a demandé à Matt ce qui est arrivé, il dit qu'un chien l'a mordue, tandis que le shérif Forbes dit à Matt de l'emmener à l'hôpital.
Lorsque Matt l'a pousse à la frontière, il lui dit d'attendre quelqu'un, elle tente de s'enfuit mais Matt l'a rattrape, quand elle affirme qu'elle n'a confiance en personne, Caroline apparaît et l'hypnose pour qu'elle oublie qu'elle a été attaquée.
Dans le troisième épisode, elle ira à la fête avec Jérémy, elle y rencontrera Elena. Puis elle repartira à Mystic Falls mais elle se souviendra qu'Elena l'est mordu.
Dans le quatrième épisode, Monique menace de dire la vérité sur Elena à Jérémy. Quand Jérémy lui pose des questions sur ses motivations, elle révèle finalement qu'elle est à la recherche de son "père"; Zach Salvatore. Il est aussi révélé que sa mère était enceinte quand elle a été attaquée par Damon le 10 mai 1994 - le jour de l'éclipse. Gail a été transporté à l'hôpital par Stefan Salvatore et Monique a été livré par césarienne d'urgence. Cependant, Gail succombé à ses blessures et est décédé.
Dans le sixième épisode, Sarah casse dans le bureau de Tripp et trouve Matt, elle lui dit qu'elle va dire à Tripp que c'est Matt et qui a brisé son bureau, à moins qu'il l'aide à découvrir la vérité sur son père et sa famille, plus tard, elle découvre avec Matt que ses ancêtres, Damon Salvatore et Stefan Salvatore, sont des vampires.
Dans le neuvième épisode, Matt appelle Stefan pour qu'il rencontre "Sarah" dans un restaurant. Mais quand ils se rencontrent, Stefan révèle qu'il sait qu'elle n'est pas celle qu'elle semble être. Ils se mettent à faire une promenade en voiture où Stefan l'a forcée à révéler son nom. Elle révèle que son vrai nom est Monique, et qu'elle a rencontré Sarah Salvatore à un camp d'été. Elle était jalouse de la vie que Sarah avait, mais son manque d'intérêt pour découvrir sa vraie famille a encouragé Monique pour prendre sa place. Stefan l'a hypnotisé pour qu'elle enlève la verveine, et pour lui faire oublier ce qui s'est passé à Mystic Falls. Quand elle était sur le point de partir, Enzo, convaincu que Stefan cachait quelque chose, arrive et le force à lui révéler le sujet de leur conversation. Lorsque Stefan hésite, Enzo tue Monique en lui brisant le cou.
Sarah Salvatore (interprété par Tristin Mays)
Elle est née prématurément lorsque sa mère était morte à l'arrivée à l'hôpital. Le Dr Grayson Gilbert l'a fait sortir par césarienne et a été maintenu dans un incubateur pour les 3 premiers mois de sa vie. Stefan l'a après cela donné à une autre famille. Il est mentionné qu'elle savait qu'elle a été adoptée, mais n'a pas pris la peine de chercher des informations sur sa famille biologique car elle était complètement heureuse avec sa famille adoptive. Dans un camp d'été, elle a rencontré Monique, on peut supposer qu'elles étaient des amies et Monique a pris son identité. Stefan a mentionné qu'il a gardé un œil sur Sarah à travers les années et qu'elle est étudie l'art majeur à l'Université de Duke.
Dans le onzième épisode, Sarah fait sa première apparition. Elle semble parler de l'exposition de ses photos pour les visiteurs. Bien que, Stefan la regarde. Cependant, Enzo l'interrompt et Stefan lui révèle qu'elle est la « vraie » Sarah Salvatore. Plus tard, dans l'épisode, Sarah est vu en regardant ses photos, puis s'en va.
Dans le treizième épisode, Sarah interagit avec Matt, quelque chose qui se produit en raison du plan de Enzo pour voir quel genre de personne qu'elle est. Dans un premier temps, Enzo et Matt la regardent en train de prendre des photos de loin tout en étant dans la voiture d'Enzo. Plus tard, Matt est vu debout et en regardant Sarah de loin, et quand elle s'approche, elle essaie de jeter une bouteille en plastique d'eau dans le bac à distance, cependant, elle ne réussit pas. La deuxième fois, Matt saisit la chance de lui parler et il jette la bouteille dans le bac éventuellement. Puis, il lui demande quel type d'appareil qu'elle utilise, prétendant que la photographie est un de ses passe-temps, et elle répond que de la façon dont un bon appareil photo doit être pour les gens à utiliser comme un passe-temps avec la photographie de détails, mais Matt montre ce qu'il a fait rien comprendre. Essayer d'obtenir un peu plus de moments avec elle, elle répond négativement et dit clairement qu'elle ne est pas dans l'ambiance d'être avec quelqu'un à ce moment. Ensuite, Enzo dit à Matt pour lui donner sa veste, à l'intérieur des poches de qui, son téléphone et le portefeuille étaient. Puis, il se montre assis sur un manteau de cheminée, où la station de bus de l'école était, près de Sarah, prétendant qu'il a été volé. Finalement, après qu'elle lui répond encore et demandant où il veut aller avec le bus et lui expliquer que ce était le bus de l'école, elle l'aide à aller à une véritable station de bus et offre de payer pour elle aussi. Elle réapparaît dans l'épisode 2 de la huitième saison où elle est tuée par la Sirène Sybil.
Liam Davis (interprété par Marco James Marquez)
Liam Davis est un personnage récurrent il fait partie d'un groupe d'étudiants en médecine, dont Elena fait partie. Il a également eu une relation amoureuse court avec Elena, jusqu'à ce qu'elle l'obligeait à oublier qu'ils étaient toujours dans une relation et ne sont que des amis. 
Dans le troisième épisode, Elena essaye de pousser Caroline dans ses bras mais finit par embrasser l'entremetteuse, prouvant ainsi qu'il l'aime.
Dans le huitième épisode, Elena lui révèle qu'elle est un vampire. Elle préfère l'hypnotiser car elle ne veut pas d'une nouvelle relation entre vampire et humain, ne voulant pas l'impliquer dans ce genre de vie.
Dans le seizième épisode , il est contraint par Caroline dans un premier temps pour couper la ratte de Sarah et dans un second temps de lui arracher le cœur. Elena apparaît alors et le met hors d'état de nuire.
Joshua Parker (interprété par Christopher Cousins)
Joshua est un sorcier et ancien chef de la Congrégation des Gémeaux. Joshua est le père de Malachai, Josette, Joey, Olivia, Luke et de trois autres enfants.
En 1994, à la suite du massacre d'une partie de sa famille par son fils Malachai, Joshua canalisa les pouvoirs d'une éclipse et de l'ascendant pour réaliser un sort créé par la famille Bennett afin d'envoyer son fils dans une prison mystique figée dans le temps.
Bien plus tard, il envoie ses jumeaux Liv et Luke à Mystic Falls pour protéger les doubles du peuple des voyageurs.
Dans le huitième épisode, Joshua surprend Damon, Stefan et Alaric discutant devant sa maison en Oregon. Ayant entendu que Damon avait rencontré Malachai, il utilise la magie pour les rendre invisibles et assomme Damon avant de le traîner dans la maison. Au réveil de Damon, il révèle qu'il ne peut pas se permettre de libérer son fils et utilise un sort pour tuer sa fille Josette. Il se fait ensuite attaquer par Damon et Stefan mais utilise la magie pour fuir.
Dans le vingt deuxième, il meurt à la suite du suicide de Kai pour devenir un Hérétique.